# Paschtunische Sprache
Paschtunisch oder Paschtu (پښتو Paschto [paʂto], auf Hindustani Paṭhānī), historisch auch als Afghanisch bekannt (persisch افغانی, DMG āfġānī), ist eine in Afghanistan und Pakistan gesprochene Sprache. Sie gehört zum ost-iranischen Zweig der indogermanischen Sprachfamilie und wird als direkter Abkömmling des Avestischen angesehen (was umstritten ist). Wegen einer Besonderheit des Paschtunischen, der relativ großen Nähe zu altiranischen Sprachen, die sich über die Jahrhunderte erhalten hat, wird es gelegentlich ein „Museum für altindoiranische Vokabeln“ genannt. Paschto ist neben Dari (offizieller Name des Neupersischen in Afghanistan) Amtssprache Afghanistans. Es wird davon ausgegangen, dass Paschto von bis zu 60 Millionen Muttersprachlern, vor allem Paschtunen, gesprochen wird.
Die ostiranischen Sprachen, deren prominentester Vertreter heute das Paschtunische ist, unterscheiden sich von anderen iranischen Sprachen durch bestimmte Lautgesetze, die ihre unterschiedliche Entwicklung erklären. Indische Elemente im Paschtunischen wie retroflexe Konsonanten deuten auf einen sprachlichen Austausch hin. Damit unterscheidet sich Paschto als südöstliche iranische Sprache von den nordöstlichen iranischen Sprachen, wie Jaghnobi unter den zwei letzten lebenden Sprachen der ostiranischen Sprachgruppe. Da Paschtunisch nur von Paschtunen gesprochen wird und keinen bedeutenden Einfluss auf benachbarte Sprachen hatte, kann man direkte Rückschlüsse auf einen sprachlichen Kontakt zwischen dem Volk der Paschtunen und den Völkern der indischen Sprachen ziehen. Demnach müsste das Kontaktgebiet im südöstlichen Teil des iranischen Hochlands, das heißt südlich des Hindukusch gelegen haben.
Persische und arabische Lehnwörter sind recht häufig, was nicht zuletzt eine Folge der dominierenden Rolle des Persischen nach der Verlegung der afghanischen Hauptstadt von Kandahar nach Kabul im 18. Jahrhundert ist.

## Status als Amtssprache
Paschto und Dari sind die beiden Amtssprachen Afghanistans. Bis in die 1930er wurde allein das Persische als Amtssprache verwendet. Zu jener Zeit begann eine Bewegung zur Förderung des Paschto als Sprache der Verwaltung und der Künste mit der Etablierung einer Paschto-Gesellschaft (1931) und der Gründung der Universität Kabul (1932) und der Paschto-Akademie Pashto Tolana (1937). Im Jahre 1936 wurde Paschto unter dem Regenten Sardar Haschim Khan zur Amtssprache erklärt, obwohl selbst die paschtunischen Regenten und die Beamtenschaft privat und geschäftlich oft das Persische benutzten. Der Status als Amtssprache wurde im Rahmen der Konstitutionsversammlung 1964 bestätigt. Zu diesem Zeitpunkt wurde Persisch offiziell in Dari umbenannt.

## Status als Literatursprache
Paschto brachte eine durchaus nennenswerte, jedoch außerhalb des paschtunischen Sprachraums kaum beachtete bzw. wenig bekannte Literatur hervor.
Als bekannteste Dichter und Literaten dieser Sprache gelten Khushal Khan Khattak (1613–1689), der als Mann des Schwertes und der Feder gilt, Rahman Baba (um 1651–1709), ein Mystiker, Abdul Hameed Mashokhel (auch Abdul Hamid Baba genannt, bis ca. 1732), ein feinfühliger Liebesdichter, und Kabir Stori (1942–2006), ein patriotischer Dichter. Aber auch der erste König Afghanistans, Ahmad Schah Durrani (1724–1773), ging nicht nur als Herrscher, sondern auch als großer Dichter in die Geschichte des Landes ein.
| Vier Zeilen aus einem Gedicht von Ahmad Schah Durrani |                                        |                                                                     |
| Afghanisch                                            | Umschrift                              | Übersetzung                                                         |
| که هر څو مي د دنيا ملکونه ډير شي                      | kə hər co mi də dunyā məlkunə ḍer ši   | Wie viel Länder dieser Welt sich auch in meinem Besitz befinden,    |
| زما به هېر نه شي دا ستا ښکلي باغونه                   | zmā bə her nə ši dā stā ṣ̌kuli bāghunə  | vergessen werde ich nicht deine schönen Gärten.                     |
| د ډهلي تخت هېرومه چي راياد کړم                        | də ḍehli taxt herəwəmə či rāyād kṛam   | Den Thron von Delhi vergesse ich, wenn ich mir in Erinnerung bringe |
| زما د ښکلي پښتونخوا د غرو سرونه                       | zmā dә ṣ̌kuli paṣ̌tunkxwā dә ghro sәrunә | die Gipfel der Berge meines schönen Pakhtunkhwa                     |

## Phonologie (اواز پوههoderغږپوهنه)
Das Paschtunische unterscheidet sich vom Persischen (Dari), welches zusätzlich die Lingua franca Afghanistans ist, durch eine größere Anzahl an Konsonanten. Die relativ hohe Anzahl an retroflexen Lauten findet sich nur selten in anderen Sprachen der irano-arischen Sprachfamilie. Eine Übernahme dieser Phoneme durch den Sprachkontakt zu den benachbarten indo-arischen Sprachen ist wahrscheinlich. Analoge Erklärungsansätze finden sich zu den ejektiven Konsonanten im ostiranischen Ossetischen.

### Konsonanten (اصلي اوازونه)
Die Konsonanten sind gelistet in Lautschrift gemäß dem Internationalen Phonetischen Alphabet (IPA) und in wissenschaftlicher Umschrift gemäß der Deutschen Morgenländischen Gesellschaft für das Persische Alphabet, welche der zusätzlichen Retroflexe wegen an Manfred Lorenz angelehnt ist.
|               | Labial  | Dental     | Alveolar | Retroflex | Postalveolar | Palatal   | Velar   | Uvular | Glottal |
| ------------- | ------- | ---------- | -------- | --------- | ------------ | --------- | ------- | ------ | ------- |
| Nasale        | m m     | n n        |          | ɳ ṉ       |              |           |         |        |         |
| Plosive       | p b p b | t̪ d̪ t d    |          | ʈ ɖ ṯ ḏ   |              |           | k ɡ k g | q q    | ʔ (')   |
| Affrikate     |         | t͡s d͡z c dz |          |           | t͡ʃ d͡ʒ č ǧ    |           |         |        |         |
| Frikative     | f f     |            | s z s z  | ʂ ʐ x' g' | ʃ ʒ š ž      | ç ʝ x' g' | x ɣ x ġ |        | h h     |
| Approximanten |         | l l        |          |           |              | j j       | w w     |        |         |
| Rhotisch      |         | r r        |          | ɺ̢ r̝       |              |           |         |        |         |

- ʂ ʐ und ç ʝ sind Allophone.
- f  wird häufig durch p  ersetzt.
- q wird häufig durch k ersetzt.
- ʔ wird in der Umschrift häufig weggelassen.

### Vokale (کومکي اوازونهoderغږلرونکي)
|             | Vorne | Zentral | Hinten |
| ----------- | ----- | ------- | ------ |
| Geschlossen | i     |         | u      |
| Mittel      | e     | ə       | o      |
| Offen       |       | a       | ɑ      |

Das Paschtunische besitzt zudem die Diphthonge (دوه غږي) /ai/, /əi/, /ɑw/, /aw/.

## Alphabet (الفبې)
Im direkten Vergleich mit Persisch zeichnet sich Paschtunisch durch eine komplexere Phonologie (اواز پوهه Synonyme: غږپوهه oder غږپوهنه oder ږغ پوهنه oder د اوازونو څېړل) und Morphologie (ګړپوهه oder ګړ څېړل) aus.
Das paschtunische Alphabet ist eine modifizierte Form des persischen Alphabets, die wiederum aus dem arabischen Alphabet hergeleitet ist. Das paschtunische Alphabet enthält spezifische Buchstaben für Paschto, die weder in der persischen noch in der arabischen Sprache (semitische Sprache) vorkommen. Seit dem 17. Jahrhundert sind paschtunische Schriften üblicherweise als Naschī anstatt Nastaliq zu finden. Das paschtunische Alphabet enthält je nach Sichtweise bis zu 44 Buchstaben mit mehreren diakritischen Zeichen, d. h., im Vergleich zum persischen Alphabet besitzt das paschtunische Alphabet bis zu zwölf zusätzliche Buchstaben.
Die folgende Tabelle zeigt die isolierte Form der Buchstaben mit einer Transliteration sowie den entsprechenden IPA-Lauten.
| Afghanische Buchstaben 1–12 |                       |                         |              |                                   |                                       |                                     |                               |                                                  |         |           |               |                                            |
| 12/۱۲ | 11/۱۱                 | 10/۱۰                   | 9/۹          | 8/۸                               | 7/۷                                   | 6/۶                                 | 5/۵                           | 4/۴                                              | 3/۳     | 2/۲       | 1/۱           | Zahl des Buchstabens                       |
| خ | ح                     | څ                       | ځ            | چ                                 | ج                                     | ث                                   | ټ                             | ت                                                | پ       | ب         | ا             | Isolierte Form des afghanischen Buchstaben |
| x | h                     | c oder ts               | dz           | č                                 | j                                     | s                                   | ṭ oder tt                     | t                                                | p       | b         | ā, '          | Transliteration                            |
| x | h                     | t͡s                      | d͡z           | t͡ʃ                                | d͡ʒ                                    | s                                   | ʈ                             | t̪                                                | p       | b         | ɑ, ʔ          | IPA                                        |
| Che | He                    | Tse                     | Dze, Dzim    | Tsche                             | Dschim                                | Se                                  | Tte                           | Te                                               | Pe      | Be        | Alif          | Name des Buchstabens                       |
| Afghanische Buchstaben 13–24 |                       |                         |              |                                   |                                       |                                     |                               |                                                  |         |           |               |                                            |
| 24/۲۴ | 23/۲۳                 | 22/۲۲                   | 21/۲۱        | 20/۲۰                             | 19/۱۹                                 | 18/۱۸                               | 17/۱۷                         | 16/۱۶                                            | 15/۱۵   | 14/۱۴     | 13/۱۳         | Zahl des Buchstabens                       |
| ص | ښ                     | ش                       | س            | ږ                                 | ژ                                     | ز                                   | ړ                             | ر                                                | ذ       | ډ         | د             | Isolierte Form des afghanischen Buchstaben |
| s | ṣ̌ (SW), x̌ (Z), x (NO) | š                       | s            | ẓ̌ (SW), γ̌/ǵ (Z), g (NO)           | ž                                     | z                                   | ṛ oder rr                     | r                                                | z       | ḍ oder dd | d             | Transliteration                            |
| s | ʂ, ç, x               | ʃ                       | s            | ʐ, ʝ, ɡ                           | ʒ                                     | z                                   | ɻ, ɺ̢                          | r                                                | z       | ɖ         | d̪             | IPA                                        |
| Swād/Sād | Ssin, Xin             | Schin                   | Sin          | Zze, Ge                           | Že                                    | Ze                                  | Rre                           | Re                                               | Zāl     | Ddāl      | Dāl           | Name des Buchstabens                       |
| Afghanische Buchstaben 25–36 |                       |                         |              |                                   |                                       |                                     |                               |                                                  |         |           |               |                                            |
| 36/۳۶ | 35/۳۵                 | 34/۳۴                   | 33/۳۳        | 32/۳۲                             | 31/۳۱                                 | 30/۳۰                               | 29/۲۹                         | 28/۲۸                                            | 27/۲۷   | 26/۲۶     | 25/۲۵         | Zahl des Buchstabens                       |
| ن | م                     | ل                       | ګ            | ک                                 | ق                                     | ف                                   | غ                             | ع                                                | ظ       | ط         | ض             | Isolierte Form des afghanischen Buchstaben |
| n | m                     | l                       | g            | k                                 | q                                     | f                                   | gh oder γ                     | '                                                | z       | t         | z, d          | Transliteration                            |
| n | m                     | l                       | ɡ            | k                                 | q                                     | f                                   | ɣ                             | ʔ                                                | z       | t̪         | z, d̪          | IPA                                        |
| Nun | Mim                   | Lām                     | Gāf          | Kāf                               | Qāf                                   | Fe                                  | Ghayn                         | Ayn                                              | Zwe/Zā  | Twe/Tā    | Zwād/Dwād/Dād | Name des Buchstabens                       |
| Afghanische Buchstaben 37–44 |                       |                         |              |                                   |                                       |                                     |                               |                                                  |         |           |               |                                            |
| |                       |                         |              | 44/۴۴                             | 43/۴۳                                 | 42/۴۲                               | 41/۴۱                         | 40/۴۰                                            | 39/۳۹   | 38/۳۸     | 37/۳۷         | Zahl des Buchstabens                       |
| |                       | هُ                       | ء            | ئ                                 | ۍ                                     | ی                                   | ې                             | ي                                                | ه       | و         | ڼ             | Isolierte Form des afghanischen Buchstaben |
| |                       | ə                       |              | əi/əy, y                          | əi/əy                                 | ay, y                               | e                             | y, ī                                             | h, a, ə | w, ū, o   | ṇ oder nn     | Transliteration                            |
| |                       | ə                       |              | əi, j                             | əi                                    | ai, j                               | e                             | j, i                                             | h, a, ə | w, u, o   | ɳ             | IPA                                        |
| |                       | He-Hamza (in Peschawar) | Hamza (همزه) | Verbales Ye/Fe'liya Ye (فعليه يې) | Weibliches Ye/Schadzina Ye (ښځينه يې) | Männliches Ye/Narina Ye (نارينه يې) | Weiches Ye/Pasta Ye (پسته يې) | Hartes Ye/Zakhta Ye oder Klaka Ye (کلکه/سخته يې) | He      | Wāw       | Nur, Nnun     | Name des Buchstabens                       |
| Anmerkungen |                       |                         |              |                                   |                                       |                                     |                               |                                                  |         |           |               |                                            |
| SW=Südwestgruppe (Kandahar), Z=Zentralgruppe (Kabul), NO=Nordostgruppe (Peschawar) |                       |                         |              |                                   |                                       |                                     |                               |                                                  |         |           |               |                                            |
| Ein langes a (ā) in der Anfangsstellung eines Wortes wird mit Alif+Madda (آ) dargestellt. In der Mittel- und Endstellung ist Alif (ا) ein langes a (ā). Ansonsten stellt Alif (ا) in der Anfangsstellung je nach historischem Kontext Vokale dar. Die restlichen langen Vokale in der Anfangsstellung werden mit Alif und einem Vokal gebildet. Langes e wird durch اېـ (Alif+Pasta Ye), langes i durch ايـ (Alif+hartes Ye), langes o und u durch او (Alif+Wāw). Das Diphthong aw/au wird durch او (Alif+Wāw) gebildet und ai durch ايـ (Alif+Sakhta Ye). |                       |                         |              |                                   |                                       |                                     |                               |                                                  |         |           |               |                                            |
| Die zehn Buchstaben ق ف ع ظ ط ض ص ح ﺫ ث kommen nur in Lehnwörtern vor. Die meisten Lehnwörter sind arabischen Ursprungs. Sieben von diesen Buchstaben stellen im Afghanischen kein eigenes Phon dar, sondern ihre Aussprache entspricht anderen Buchstaben. Diese Buchstaben sind ظ ط ض ص ح ﺫ ث. |                       |                         |              |                                   |                                       |                                     |                               |                                                  |         |           |               |                                            |
| ح (He) tendiert zu einer Auslassung bei der Aussprache, wenn es am Ende eines Wortes steht, z. B. beim Wort اصلاح [isˡlɑ]. |                       |                         |              |                                   |                                       |                                     |                               |                                                  |         |           |               |                                            |
| Der Buchstabe ړ (Rre) wird als lateraler retroflexer Flap /ɺ̢/ ausgesprochen, wenn es nicht der letzte Buchstabe einer Silbe ist. Wenn es der letzte Buchstabe einer Silbe ist, dann entspricht es einem stimmhaften retroflexen Approximant /ɻ/ |                       |                         |              |                                   |                                       |                                     |                               |                                                  |         |           |               |                                            |
| Der Buchstabe ک kann auch als ك geschrieben werden (vor allem historische Texte). |                       |                         |              |                                   |                                       |                                     |                               |                                                  |         |           |               |                                            |
| Der Buchstabe ګ kann auch als گ geschrieben werden. |                       |                         |              |                                   |                                       |                                     |                               |                                                  |         |           |               |                                            |
| Der Buchstabe و (Wāw) wird als w ausgesprochen, wenn es der erste Buchstabe einer Silbe ist, z. B. ولي (walí) „warum“ oder کول (kawәl) „machen“. Ist er nicht der erste Buchstabe einer Silbe, dann entspricht es einem langen o, ū oder au/aw (Diphthong), z. B. کور (kor) „Haus“, سوله (sola) „Frieden“ oder يو (yau) „eins“. |                       |                         |              |                                   |                                       |                                     |                               |                                                  |         |           |               |                                            |
| In formlosen Texten werden die Ye’s ی sowie ې, ۍ und ئ manchmal durch den Buchstaben ے ersetzt, vor allem in Khyber Pakhtunkhwa (mit Hauptstadt (Peschawar)). |                       |                         |              |                                   |                                       |                                     |                               |                                                  |         |           |               |                                            |
| Das harte Ye (ي) kann jede Position innerhalb eines Wortes einnehmen يـ, ـيـ und ـي. Das weiche und verbale Ye kann in der Mitte oder am Ende eines Wortes stehen ـېـ oder ـې bzw. ـئـ und ـئ. Die männlichen und weiblichen Ye’s stehen immer am Ende eines Wortes ـی (männlich) und ـۍ (weiblich). |                       |                         |              |                                   |                                       |                                     |                               |                                                  |         |           |               |                                            |
| ی (Männliches Ye) wird als Diphthong ai ausgesprochen, wenn es einem Konsonanten folgt (z. B. لرګی - largay, „Holz“), was dem maskulinen Genus entspricht. Wenn ی (Männliches Ye) nach einem Vokal folgt, dann entspricht ی dem pulmonalen Konsonanten [j] (Transliteration y) nach dem Internationalen Phonetischem Alphabet (z. B. دوی - duy, „sie“). |                       |                         |              |                                   |                                       |                                     |                               |                                                  |         |           |               |                                            |
| Das verbale Ye (ئ) entspricht nach einem Vokal [j] (Transliteration y) (z. B. جدائي - judāyī, „Trennung“). |                       |                         |              |                                   |                                       |                                     |                               |                                                  |         |           |               |                                            |
| Das verbale Ye (ئ) ist die Endung eines Verbs in der zweiten Person, Plural und wird als „əy“ ausgesprochen, z. B. دوی غواړئ (duy ghwāṛəy) „sie möchten/wollen“ (siehe Personalendungen). |                       |                         |              |                                   |                                       |                                     |                               |                                                  |         |           |               |                                            |
| Das Hamzazeichen des verbalen Ye’s kann auch nach rechts verschoben sein: statt ﺉ wird ٸ geschrieben. |                       |                         |              |                                   |                                       |                                     |                               |                                                  |         |           |               |                                            |
| Arabische Lehnwörter mit Ye (ی) am Ende eines Satzes werden als langes a (ā) ausgesprochen, z. B. in مصطفی (mustafā). Dieses Zeichen ist im Arabischen kein Ye, sondern das Alif maqsūra ی und darf nicht mit dem afghanischen männlichen Ye ی oder dem arabischen Buchstaben Yā' ي verwechselt werden. |                       |                         |              |                                   |                                       |                                     |                               |                                                  |         |           |               |                                            |
| Wörter arabischen Ursprungs haben Wörter mit einem ء (Hamza) über Vokale, das als ع (Ayn) ausgesprochen wird. So kommen ؤ, أ und ئ vor, z. B. سؤال (suʼāl) „Frage“ oder دائمى (dāʼimī) „permanent“. Häufig wird das Hamza aber weggelassen. |                       |                         |              |                                   |                                       |                                     |                               |                                                  |         |           |               |                                            |
| In der Rechtschreibung von Peschawar wird am Ende des Satzes statt eines ـه auch ein He-Hamza ـهُ verwendet, das einen unbetonten e (ə) darstellt, z. B. نهٔ (nə) „nicht“. |                       |                         |              |                                   |                                       |                                     |                               |                                                  |         |           |               |                                            |
| Das Verdoppelungszeichen Taschdīd (تشديد) kommt bei Wörtern arabischen Ursprungs vor und dient der Verdoppelung von Buchstaben, z. B. اوّل (awwal) „Erster“. Häufig wird das Taschdid weggelassen. |                       |                         |              |                                   |                                       |                                     |                               |                                                  |         |           |               |                                            |
| Die Nunation durch Tanwin ًkommt in den Endsilben in Wörtern arabischen Ursprungs vor und stellt einen „an“ dar, z. B. مثلاً (masalan) „beispielsweise“ oder اولاً (awwalan) „erstens“. |                       |                         |              |                                   |                                       |                                     |                               |                                                  |         |           |               |                                            |

Im englischen Sprachraum verwendet man für die Umschrift (=Transkription) der afghanischen Buchstaben in die Lateinische Schrift die ALA-LC-Transkription.

## Paschtunische Dialekte (د پښتو ګړدودونه)
Es gibt mehrere paschtunische Dialekte. Prinzipiell kann man die Dialekte in zwei Hauptgruppen zusammenfassen.
| Die zwei Hauptdialekte                             |                                                                      |
| Dialektgruppen                                     | Zentrum                                                              |
| Südwest- bzw. Westgruppe mit Paṣ̌to (Paschto)       | Kandahar in Afghanistan                                              |
| Nordost- bzw. Ostgruppe mit Pakhto (Pachto, Paxto) | Peschawar in Nordpakistan (historisch zum Durrani-Imperium gehörend) |

Auch eine zentrale Gruppe mit Zentrum in Kabul wird manchmal genannt, die man aber zur Ostgruppe zählen kann, da sie sehr ähnlich sind.
Weitere Unterteilungen der Dialekte sind z. B. nach MacKenzie die Südwestgruppe (Kandahar), Südostgruppe (Quetta), Nordostgruppe (Peschawar) und die Nordwestgruppe (Kabul).
Ein wesentlicher Unterschied ist die Aussprache der Buchstaben und mancher Wörter. Vor allem die drei nachfolgenden Buchstaben in der Tabelle werden sehr abweichend voneinander ausgesprochen.
| Gemeinsame Buchstaben, die in den jeweiligen Dialekten unterschiedlich ausgesprochen werden. |                      |                         |                    |
| Gemeinsamer Buchstabe                                                                        | Westgruppe (Paschto) | zentrale Gruppe (Paxtó) | Ostgruppe (Pakhto) |
| ژ (ž)                                                                                        | ژ (ž)                | ز (z)                   | ج (j)              |
| ږ (ẓ̌)                                                                                        | retroflexes ژ (ž)    | ګ (g)                   | ګ (g)              |
| ښ (ṣ̌)                                                                                        | retroflexes ش (š)    | خ (x)                   | خ (kh)             |

| Beispiele von Wörtern mit gleicher Bedeutung und gleicher Rechtschreibung, aber unterschiedlicher Aussprache |            |                      |                         |                    |
| Übersetzung                                                                                                  | Afghanisch | Westgruppe (Paschto) | zentrale Gruppe (Paxtó) | Ostgruppe (Pakhto) |
| tief | ژور        | žawár                | zawár                   | jawár              |
| Leben | ژوند       | žwand                | zwand                   | jwand              |
| Mond | سپوږمۍ     | spoẓ̌mә́y              | spogmә́y                 | spogmә́y            |
| Frau | ښځه        | ṣ̌ә́dza                | xә́dza                   | khә́dza             |
| Paschto | پښتو       | paṣ̌tó                | paxtó                   | pakhtó             |

Auch werden einige „Ye’s“ am Ende teilweise anders ausgesprochen, was jedoch keine große Relevanz im gegenseitigen Verständnis der unterschiedlichen Dialekte hat.
| Beispiele von Wörtern mit gleicher Bedeutung und ähnlicher Rechtschreibung, aber unterschiedlicher Aussprache |                      |                      |
| Übersetzung                                                                                                   | Westgruppe (Paschto) | Ostgruppe (Pakhto)   |
| wo(hin) | چېري (čérí)          | چېرته (čérta)        |
| wie viele | څونه (cúna)          | څومره (cúmra, cómra) |
| so viele | دونه (dúna)          | دومره (dúmra)        |
| werden (perfektiv)                                                                                            | سول (swəl)           | شول (šwəl)           |
| es gibt/existiert                                                                                             | سته (sta)            | شته (šta)            |

Außer dieser Standardgruppen gibt es viele paschtunische Dialekte, die zum Teil unbekannt oder unerforscht sind und in verschiedenen Regionen sowie von den verschiedenen paschtunischen Stämmen gesprochen werden. Ein Beispiel ist der wasirische Dialekt Wasiri (وزیري), der in Wasiristan im heutigen Norden Pakistans (ehemals zum afghanischen Durrani-Imperium gehörend) liegt und eine halbautonome Region in den Stammesgebieten unter Bundesverwaltung ist. Historisch ist Wasiristan immer wieder in Konflikte gegen äußere Einflüsse geraten und ist heute bedauerlicherweise Opfer des weltweit unbeachteten, aber gegen die Europäische Menschenrechtskonvention geführten, amerikanischen Drohnenkrieges, der von der pakistanischen Regierung und die pakistanische Armee geduldet wird und zu zahlreichen zivilen Opfern sowie zu einer Massenflucht von 3,44 Millionen Menschen in der Region geführt hat. Aus diesen Gründen ist es für ausländische Sprachwissenschaftler schwierig, die bergige Region Wasiristan zu besuchen und deren afghanischen Akzent, Wasiri, zu analysieren. Wasiri hat Laute, die im Alphabet des Standardpaschto nicht vorkommen. So werden die Laute ش [ʃ] und ښ [ʂ] sowie ژ [ʒ] und ږ [ʐ] nach dem IPA wie [ɕ] und [ʑ] ausgesprochen. Bisher sind im Ausland keine wasirischen Schriften bekannt, die die gesprochene Sprache in Schriftform enthält. Als Schriftsprache wird, wie bei vielen anderen unerforschten Stämmen mit ihren Dialekten das Standardpaschto genutzt. Das Wort مونږ (muʐ (Westen) oder mung (Osten)) „wir“ wird als [miʑ] und das Wort لږ ([ləʐ] (Südwesten) oder ləg (Nordosten)) „wenig“ als [ləɕki] ausgesprochen.
Wie jede Sprache weist auch Paschto Einflüsse von anderen Sprachen auf. Vor allem finden sich Ähnlichkeiten zwischen der paschtunischen (afghanischen) und persischen Sprache, da eine geografische Nähe zu den persischsprachigen Ländern Iran und Tadschikistan besteht und in Afghanistan neben Paschto die persische Sprache Dari gesprochen wird (siehe auch Chorasan). Die afghanische Nordostgruppe hat aufgrund seiner geografischen Nähe zu den urdusprachigen Ländern Pakistan und Indien viele Begriffe aus dem Urdu und dementsprechend auch aus dem Englischen (siehe Britisch-Indien).
Es gibt – wie in allen Sprachen islamischer, aber auch europäischer Länder (siehe Liste deutscher Wörter aus dem Arabischen) – viele arabische Einflüsse in der paschtunischen Sprache, was sich u. a. im Wortschatz zeigt.
Selten finden sich in der paschtunischen Sprache auch türkische, dardische, französische und im militärischen Bereich sehr selten russische Begriffe (s. Sowjetisch-Afghanischer Krieg), z. B. die کلشنکوف „Kalaschnikow“.
Die afghanische Sprachakademie „Paschto Tolana“ (پښتو ټولنه) bemüht sich, eine gemeinsame Schriftsprache und paschtunische Neologismen zu entwickeln.

### Differenzierte Einteilung der paschtunischen Dialekte
1. Südliche Varianten
- Kandahari Dialekt (oder südlicher Dialekt)
- Kakar Dialekt(oder südöstlicher Dialekt)
- Mandokhel-Shirani Dialekt
- Marwat-Lodi-Bettani Dialekt
- Wanetsi Dialekt
- Südliche Karlani Gruppe

- Khattak Dialekt
- Banuchi Dialekt
- Dawarwola Dialekt
- Masidwola Dialekt
- Wazirwola Dialekt

2. Nördliche Varianten
- Zentrales Ghilji Dialekt (oder nordwestlicher Dialekt)
- nördlicher Dialekt (oder östlicher Dialekt)
- Yusufzai Dialekt (oder nordöstlicher Dialekt)
- Nördliches Karlani Gruppe

- Taniwola Dialekt
- Khosti Dialekt
- Zadran-Mangal Dialekt
- Bangash-Orakzai-Turi-Zazi Dialekt
- Afridi Dialekt
- Khogyani Dialekt
- Wardak Dialekt

### Lexikalischer Vergleich der paschtunischen Dialekte
| Deutsche Übersetzung | Kandahari | Kakar    | Wanetsi     | Marwat   | Khattak     | Banuchi      | Wazirwola    | Taniwola     | Afridi      | Khogyani     | Wardak   | Zentrales Ghilji | Nördliches Paschto | Yusufzai | Paschtunisches Lexem |
| -------------------- | --------- | -------- | ----------- | -------- | ----------- | ------------ | ------------ | ------------ | ----------- | ------------ | -------- | ---------------- | ------------------ | -------- | -------------------- |
| Paschto              | Paṣ̌to     | Pašto    | Pašto       | Pašto    | Pāštȫ       | Pāšte        | Pāšte        | Pāxte        | Pāxtȫ       | Pāxtȯ        | Pāx̌tȯ    | Pax̌to            | Puxto              | Puxto    | پښتو                 |
| vier                 | tsalor    | tsalor   | tsalor      | čalor    | tsālȫr      | sāler        | tsālwer      | tsāler       | tsālwȫr     | tsālȯr       | tsālȯr   | tsalor           | tsalor             | salor    | څلور                 |
| sechs                | špaẓ̌      | špaž     | špož        | špaž     | špež        | špež         | špež         | špeg         | špeg        | špeg         | špeǵ     | špaǵ             | špag               | špag     | شپږ                  |
| Frau                 | ṣ̌ədza     | šədza    | šəza        | šəǰa     | šəzā        | šəzā         | šəzā         | xəzā         | xəzā        | x̌əzā         | x̌ədzā    | x̌ədza            | xəza               | xəza     | ښځه                  |
| Vater                | plār      | plār     | piyār       | plār     | plår        | plor         | plor         | plor         | plår        | plâr         | plâr     | plār             | plār               | plār     | پلار                 |
| viel                 | ḍer zyāt  | ḍer zyāt | tsaṭ        | ḍer zyāt | ḍer zyåt    | pirā zyot    | rəṭ zyot     | rəṭ zyot     | ḍer zyåt    | ḍer zyât     | ḍer zyât | ḍer zyāt         | ḍer zyāt           | ḍer zyāt | ډېر زيات             |
| wenig                | ləẓ̌       | ləž      | ləž         | ləž      | ləž         | ləški        | ləški        | ləg          | ləg         | ləg          | ləǵ      | ləǵ              | ləg                | ləg      | لږ                   |
| wie                  | tsənga    | tsənga   | tsona       | čərang   | tsərāng     | sərāng       | tsərāng      | tsərge       | tsərāng     | tsəngā       | tsəngā   | tsənga           | tsənga             | singa    | څنګه                 |
| wer                  | tsok      | tsok     | čok         | čok      | tsȫk        | sek          | tsek         | tsek         | tsȫk        | tsȯk         | tsȯk     | tsok             | tsok               | sok      | څوک                  |
| trinken              | čṣ̌əl      | čšəl     | ğwətang     | čšəl     | čšəl        | čšəl         | čšəl         | tsəxəl       | tsəxəl      | tsəxəl       | čx̌əl     | čx̌əl             | tskəl              | skəl     | څښل                  |
| Fuß                  | pṣ̌a       | pša      | špa, ğədəi  | pša      | pšā         | pšā          | pšā          | pxā          | pxā         | pxā          | px̌ā      | px̌a              | pxa                | xpa      | پښه                  |
| wir                  | muẓ̌       | muž      | moš         | muž      | muž         | miž          | miž          | mig          | mu          | mu           | muǵ      | muǵ              | mung               | mung     | موږ                  |
| mein                 | zmā       | zmā      | mā eğē      | emā      | emå         | emo          | emo          | emo          | emå         | emâ          | emâ      | zmā              | zəmā               | zamā     | زما                  |
| dein                 | stā       | stā      | tāğa        | etā      | etå         | eto          | eto          | eto          | etå         | etâ          | etâ      | stā              | stā                | stā      | ستا                  |
| Mädchen              | nǰiləi    | nǰiləi   | čuwara      | ǰinkəi   | wȫṛkəi      | weṛkye       | weṛkye       | weṛkye       | wȫṛkye      | wȯṛkəi       | wȯṛkəi   | ǰiləi            | ǰinəi              | ǰinē     | نجلۍ                 |
| Junge                | halək     | halək    | waṛīz, čorī | kṛāčay   | wȫṛkāi      | weṛkā        | weṛkāi       | weṛkāi       | wȫṛkāi      | wȯṛkāi       | wȯṛkāi   | halək            | halək              | halək    | هلک                  |
| Sonne                | lmar      | lmar     | mērə        | nmar     | merə stərgā | myerə stərgā | ğormə stərgā | myerə stərgā | merə stərgā | lmerə stərgā | lmer     | lmar             | nmar               | nwar     | لمر                  |
| Ei                   | hagəi     | hagəi    | hoya        | angəi    | wȫyā        | yeyā         | yeyā         | yeyā         | wȫyā        | ȯyā          | ȯyā      | hagəi            | hagəi, hā          | hagē, hā | هګۍ                  |
| ja/nein              | wo/ya     | wo/na    | wo/na       | ya/na    | wȫ          | ē/nā         | ē/nā         | yē/nā        | ē/nā        | wȯ/nā        | wȯ/nā    | wo/na            | wo/na              | ao/na    | هو\نه                |
| Haus                 | kor       | kor      | kor         | kor      | kȫr         | ker          | ker          | ker          | kȫlə        | kȯr          | kȯr      | kor              | kor                | kor      | کور                  |
| Ich bin              | yəm       | yəm      | ī           | yəm      | yəm         | yə           | yə           | yə           | yəm         | yəm          | yəm      | yəm              | yəm                | yəm      | یم                   |
| Ich gehe             | dzəm      | dzəm     | drimī       | ǰəm      | tsəm        | sə           | tsə          | tsə          | tsəm        | tsəm         | tsəm     | dzəm             | zəm                | zəm      | ځم                   |
| Zunge                | žəba      | zəba     | zbə         | zəba     | žəbā        | žəbā         | žəbā         | žəbā         | ǰəbā        | žəbā         | zəbā     | zəba             | žəba               | ǰəba     | ژبه                  |
| es existiert         | sta       | sta      | sta         | sta      | štā         | štā          | štā          | štā          | štā         | štā          | stā      | sta              | šta                | šta      | شته                  |
| Bär                  | yiẓ̌       | yiž      | yirž        | yiž      | yiž         | yiž          | yiž          | yig          | yig         | yig          | yiǵ      | yiǵ              | yig                | yig      | ايږ                  |
| Ameise               | meẓ̌ay     | mežay    | merža       | mežay    | mežāi       | mežāi        | mežāi        | megāi        | megāi       | megāi        | məǵātāi  | meǵay            | megay              | megē     | مېږی                 |
| Deutsche Übersetzung | Kandahari | Kakar    | Wanetsi     | Marwat   | Khattak     | Banuchi      | Wazirwola    | Taniwola     | Afridi      | Khogyani     | Wardak   | Zentrales Ghilji | Nördliches Paschto | Yusufzai | Paschtunisches Lexem |

Im Allgemeinen zeigen die Karlani Dialekte (südlich wie nördlich) mehr Unterschiede im Wortschatz als die nicht-Karlani Dialekte. Den größten Unterschied der Paschto-Dialekte zeigt Wanetsi. Obwohl Wanetsi den normalen phonetischen Regeln der südlichen Dialekte folgt, unterscheidet es sich jedoch deutlich im Wortschatz.
| Wanetsi   | Kandahari  | Übersetzung    |
| --------- | ---------- | -------------- |
| sī        | səl        | hundert        |
| šwī       | šəl        | zwanzig        |
| (a)ğa     | da         | von, des       |
| tərža     | təẓ̌ay      | durstig        |
| tōw, tōwa | tod, tawda | heiß           |
| ğandəm    | ğanəm      | Weizen         |
| māšt      | myāšt      | Monat          |
| atā       | atyā       | achtzig        |
| wžəndz    | ẓ̌mundz     | Haarkamm       |
| sunzən    | stən       | Nadel          |
| brēstəṇ   | bṛastən    | Bettdecke      |
| činostang | kṣ̌enāstəl  | sich hinsetzen |
| wayang    | wayəl      | sagen          |
| ze kī     | zə kawəm   | Ich mache      |

Beispiele von Sätzen zeigen die Unterschiede zwischen Wanetsi und des regionalen Standard Kandahari:
| Wanetsi                                                                         | Kandahari                                                                       | Übersetzung                                     |
| ------------------------------------------------------------------------------- | ------------------------------------------------------------------------------- | ----------------------------------------------- |
| اندي وګوړي چي موښ پيار غه څټ لېژدي وي indī waguṛī čī mōš piyār ğa tsaṭ lēždī wī | په دې کلي کې زموږ د پلار ډېر غوايان وه pə de kəli ki zmuẓ̌ də plār ḍer ğwāyān wə | In diesem Dorf waren viele Kühe unseres Vaters. |
| شمزې و خوارږه شوې مي دې غوزين šamze o xwāržə šwe mī de ğōzīn                    | شلومبې او خواږه شیدې هم چښي šlombe aw xwāẓ̌ə šide ham čṣ̌i                        | (Sie) trinken auch Buttermilch und süße Milche. |

## Grammatik (ګرامر)

### Substantiv (نوم oder اسم)
Die Substantive werden in der afghanischen Sprache in zwei Genera eingeteilt: Maskulina und Feminina. Sie werden nach folgenden grammatischen Kategorien dekliniert:
- Kasus: Rektus, Obliquus
- Numerus: Singular, Plural

Die Deklination der afghanischen Substantive ist relativ einfacher als die Deklination deutscher Substantive, da eine geringere Vielfalt an Deklinationsmöglichkeiten vorhanden ist. Es gibt für den Kasus nur zwei Fälle, und zwar den Rektus und Obliquus. Afghanisch verwendet das Genus Neutrum nicht, sondern nur Maskulinum und Femininum.

#### Genus (جنس)
Paschtunisch kennt zwei Genera, nämlich Maskulinum (نارينه) und Femininum (ښځيني). Das Genus der Substantive ist fast immer an ihrer Endung (=Suffix) zu erkennen. Eine Ausnahme dieser Regel gilt für Lebewesen, bei denen das Genus durch das natürliche Geschlecht dieser Lebewesen hergeleitet werden kann:
| Beispiele mit Lebewesen, deren Genus anhand ihres Geschlechts hergeleitet werden kann. |                       |             |
| Genus                                                                                  | Beispiel (Afghanisch) | Übersetzung |
| maskulin (männlich)                                                                    | پلار (plār)           | Vater       |
| maskulin (männlich)                                                                    | زوی (zoy)             | Sohn        |
| maskulin (männlich)                                                                    | اکا (akā)             | Onkel       |
| feminin (weiblich)                                                                     | مور (mor)             | Mutter      |
| feminin (weiblich)                                                                     | خور (xor)             | Schwester   |
| feminin (weiblich)                                                                     | لور (lur)             | Tochter     |

##### Maskulina
| Suffixe maskuliner Substantive |                       |                                    |
| Suffix                         | Beispiel (Afghanisch) | Übersetzung                        |
| Konsonant (z. B. -r, -b)       | کاريګر (kārigar)      | Arbeiter                           |
| ه (-ə)                         | زړه (zṛə)             | Herz                               |
| و (-u)                         | بازو (bāzū)           | Arm                                |
| ی (-ay oder seltener i)        | ملګری (malgəray)      | Freund, Genosse, Gefährte, Kollege |

##### Feminina
| Suffixe femininer Substantive |                       |                 |
| Suffix                        | Beispiel (Afghanisch) | Übersetzung     |
| ا (-ā)                        | شا (šā)               | Rücken          |
| ه (-a)                        | چپلاخه (čəpəlāxa)     | Ohrfeige, Klaps |
| و (-o)                        | آرزو (ārzó)           | Wunsch          |
| ی (-i)                        | بدی (badí)            | Böses           |
| ۍ (-əy)                       | چوکۍ (čokəy)          | Stuhl           |

Ausnahme: Einige Substantive sind trotz konsonantischer Suffixe feminin:
| Beispiele femininer Substantive mit konsonantischem Suffix |                   |
| Afghanisch                                                 | Übersetzung       |
| لار (lār)                                                  | Weg               |
| ورځ (wradz)                                                | Tag               |
| څرمن (carmən)                                              | Haut, Fell        |
| لوېشت (lwešt)                                              | Handbreit, Spanne |
| ږمنڅ (ẓ̌məndz)                                              | Kamm              |
| اوريځ (uryádz)                                             | Wolke             |

#### Numerus (تعداد)
Der Singular (Einzahl) (یو oder مفرد) wird zum Plural (Mehrzahl) (ډېر oder جمع) durch Änderung des Suffixes des Substantivs. Im Folgenden werden die Suffixe des Singulars wiedergegeben und das entsprechende Suffix für Plural.

##### Plural maskuliner Substantive
| Endung im Rektus/Singular      | Endung im Rektus/Plural                                   | Beispiel (Afghanisch)                            | Übersetzung          |
| ------------------------------ | --------------------------------------------------------- | ------------------------------------------------ | -------------------- |
| Konsonant (z. B. -b, -r, -t)   | ونه (-úna)                                                | غوږ(ghwaẓ̌) → غوږونه (ghwaẓ̌úna)                   | Ohr → Ohren          |
| ه (-ə)                         | ونه (-úna)                                                | زړه (zṛə) → زړونه (zṛúna)                        | Herz → Herze         |
| و (-u)                         | ګان (gān)                                                 | بازو (bāzú) → بازوګان (bāzúgān)                  | Arm → Arme           |
| ی (-ay)                        | ی (-í)                                                    | سړی (saṛay) → سړی (saṛí)                         | Mann → Männer        |
| ی (-ay)                        | ی (-í)                                                    | häufiger سړيان (saṛiyān)                         | Mann → Männer        |
| a + Konsonant (z. B. -ar, -al) | Ausfall des Stammvokal + ه (ə) (manchmal auch ونه (-úna)) | غل (ghal) → غله (ghlə)                           | der Dieb → die Diebe |
| a + Konsonant (z. B. -ar, -al) | Ausfall des Stammvokal + ه (ə) (manchmal auch ونه (-úna)) | خر (xar) → خره (xrə)                             | der Esel → die Esel  |
| a + Konsonant (z. B. -ar, -al) | Ausfall des Stammvokal + ه (ə) (manchmal auch ونه (-úna)) | ور (war) → وره (wrə) oder häufiger ورونه (wruna) | die Tür → die Türen  |

Personen mit einem Konsonanten als Suffix haben für den Plural die Endung ان (-ān). Bei Tieren können für den Plural ان (-ān) und ونه (-úna) als Endung verwendet werden. Bei Lebewesen mit der Endung ی (-ay) kann man für den Plural neben ی (-í) auch یان (-iyān) verwenden.

##### Plural femininer Substantive
| Endung im Rektus/Singular             | Endung im Rektus/Plural    | Beispiel (Afghanisch)                                             | Übersetzung                           |
| ------------------------------------- | -------------------------- | ----------------------------------------------------------------- | ------------------------------------- |
| ه (-á) (akzentuiertes a)              | ې (-e)                     | کوټه (koṭá) → کوټې (koṭé)                                         | das Zimmer → die Zimmer               |
| ه (-a) (nicht-akzentuiertes a)        | ی (-i)                     | غاړه (ghā́ṛa) → غاړی (ghā́ṛí)                                       | der Hals → die Hälse                  |
| ۍ (-əy) (bei unbelebten Substantiven) | ۍ (-əy)                    | المارۍ (almārә́y) → المارۍ (almārә́y) (auch الماریاني (almāriyāní)) | der Schrank → die Schränke            |
| ۍ (-əy) (bei unbelebten Substantiven) | ۍ (-əy)                    | غالۍ (ghālә́y) → غالۍ (ghālә́y)                                     | der Teppich → die Teppiche            |
| ی (-i)                                | ۍ (-əy)                    | بازی (bāzí) → بازۍ (bāzә́y)                                        | das Spiel → die Spiele                |
| ی (-i)                                | ۍ (-əy)                    | دوستی (dostí) → دوستۍ (dostә́y)                                    | die Freundschaft → die Freundschaften |
| ا (-ā) oder و (-o)                    | وی (-wi) oder ګانی (-gā́ni) | شا (šā) → شاوی (šā́wi) oder شاګانی (šāgā́ni)                        | der Rücken → die Rücken               |
| ا (-ā) oder و (-o)                    | وی (-wi) oder ګانی (-gā́ni) | خوا (xwā) → خواوی (xwā́wi) oder خواګانی (xwāgā́ni)                  | die Seite → die Seiten                |
| ا (-ā) oder و (-o)                    | وی (-wi) oder ګانی (-gā́ni) | دوا (dawā) → دواوی (dawā́wi) oder دواګانی (dawāgā́ni)               | das Medikament → die Medikamente      |
| ا (-ā) oder و (-o)                    | وی (-wi) oder ګانی (-gā́ni) | ارزو (ārzó) → ارزووی (arzówi) oder ارزوګانی (arzogā́ni)            | der Wunsch → die Wünsche              |

#### Casus obliquus
Die obigen Beispiele sind als Casus rectus angegeben. Der Casus obliquus der afghanischen Sprache wird sehr oft verwendet, z. B. stehen Substantive im Obliquus, wenn eine Adposition sich auf sie bezieht (s. Anwendung des Kasus Rektus und Obliquus). Nur maskuline Substantive, die im Rektus Singular auf Konsonant (z. B. -r, -b, -k), auf ه (-ə), ی (-í) oder و (-u) enden, haben im Obliquus Singular die gleiche Endung. Für alle anderen maskulinen und allen femininen Substantive entspricht der Rektus Plural dem Obliquus Singular. Für den Plural des Obliquus wird immer ein و (-o) am Rektus Plural des Substantives angehängt oder ersetzt. Dabei gilt:
| Bildung des Obliquus/Singular                                                         |                    |                             |                        |
|                                                                                       | Obliq./Sg.         | Beispiel (Afghanisch)       | Übersetzung des Rektus |
| Für maskuline Substantive auf Konsonant, ه (-ә), ی (-í) (betontes i) und و (-u) gilt: | Rek./Sg. = Obl.Sg. | هالک (halәk) → هالک (halәk) | der Knabe              |
| Für maskuline Substantive auf Konsonant, ه (-ә), ی (-í) (betontes i) und و (-u) gilt: | Rek./Sg. = Obl.Sg. | بندی (bandí) → بندی (bandí) | der Gefangene          |
| Für maskuline Substantive auf Konsonant, ه (-ә), ی (-í) (betontes i) und و (-u) gilt: | Rek./Sg. = Obl.Sg. | زړه (zṛә) → زړه (zṛә)       | das Herz               |
| Für maskuline Substantive auf Konsonant, ه (-ә), ی (-í) (betontes i) und و (-u) gilt: | Rek./Sg. = Obl.Sg. | دارو (dārú) → (dārú)        | das Medikament         |
| Für alle anderen mask. und fem. Substantiven gilt:                                    | Rek./Pl. = Obl.Sg. | سړی (saṛí) → سړی (saṛí)     | die Männer             |
| Für alle anderen mask. und fem. Substantiven gilt:                                    | Rek./Pl. = Obl.Sg. | کوټې (koṭé) → کوټې (koṭé)   | die Zimmer             |
| Für alle anderen mask. und fem. Substantiven gilt:                                    | Rek./Pl. = Obl.Sg. | بازۍ (bāzә́y) → بازۍ (bāzә́y) | die Spiele             |

| Bildung des Obliquus/Plural                                       |                                                         |                        |
| Rek./Pl. → Obliq./Pl.                                             | Beispiel (Afghanisch)                                   | Übersetzung des Rektus |
| ونه (-una) → ونو (-úno) oder gelegentlich auch nur و (-o) möglich | کورونه (korúna) → کورونو (korúno) oder auch کورو (koro) | die Häuser             |
| ان (-ān) → انو (-āno)                                             | چرګان (čәrgān) → چرګانو (čәrgāno)                       | die Hähne              |
| ی (-í) (betontes i) → یو (-íyo)                                   | سړی (saṛí) → سړيو (saṛíyo)                              | die Männer             |
| ی (-i) (unbetontes i) oder ې (-e) → و (-o)                        | ژبی (žә́bi) → ژبو (žә́bo)                                 | die Sprachen           |
| ی (-i) (unbetontes i) oder ې (-e) → و (-o)                        | کوټې (koṭé) → کوټو (koṭó)                               | die Zimmer             |

Der Infinitiv kann als Obliquus, Plural durch Anfügen von و (-o) gebildet werden (siehe Nominalisierung), z. B. kann das Verb ګټل (gaṭә́l) „gewinnen“ als Nominativ „das Gewinnen“ aufgefasst werden und zum Obliquus durch Anhängen von و (-o) zu د ګټلو (dә gaṭә́lo) „des Gewinnens“ werden. Einige Substantive erfahren auch eine Stammabstufung (siehe da).

##### Obliquus II
Endet ein Substantiv auf Konsonant und bezieht sich eine Präposition darauf, dann wird auch häufig statt des üblichen Obliquus I (Singular) auch der Obliquus II (Singular) verwendet, indem ein ـه (-a) am Konsonanten angehängt wird, z. B. statt تر ښار پوری (tər ṣ̌ār póri) (Obliquus I) wird auch تر ښاره پوری (tər ṣ̌āra póri) (Obliquus II) „bis zur Stadt“ verwendet. Nach der Präposition په (pә) wird der Obliquus II selten verwendet. Ein Beispiel mit په (pә) ist, dass statt په لار (pә lār) „auf dem Weg“ auch په لاره (pә lāra) „auf dem Wege“ möglich ist.

##### Unregelmäßige Pluralformen
Bei einigen Verwandtschaftsbezeichnungen und bestimmte Personen gibt es unregelmäßige Pluralformen.
| Unregelmäßige Pluralformen                                                                   |                                         |                   |                                            |                          |
| Rektus/Singular                                                                              | Rektus/Plural                           | Obliquus/Singular | Obliquus/Plural                            | Übersetzung              |
| پلار (plār)                                                                                  | پلرونه (plarúna)                        | پلار (plār)       | پلرونو (plarúno) oder پلرو (plaró)         | Vater/Väter              |
| مور (mor)                                                                                    | مندی (mándi) oder مېندې (ménde)         | مور (mor)         | مندو (mándo) oder مېندو (méndo)            | Mutter/Mütter            |
| ورور (wror)                                                                                  | وروڼه (wrúṇa)                           | ورور (wror)       | وروڼو (wrúṇo)                              | Bruder/Brüder            |
| خور (xor)                                                                                    | خوندی (xwándi) oder خوېندې (xwénde)     | خور (xor)         | خوندو (xwándo) oder خوېندو (xwéndo)        | Schwester/Schwestern     |
| زوی (zoy)                                                                                    | زامن (zāmә́n)                            | زوی (zoy)         | زامنو (zāmә́no)                             | Sohn/Söhne               |
| لور (lur)                                                                                    | لوڼی (lúṇi)                             | لور (lur)         | لوڼو (lúṇo)                                | Tochter/Töchter          |
| نجلۍ (njәlә́y)                                                                                | نجونی (njúni)                           | نجلۍ (njәlә́y)     | نجونو (njúno)                              | Mädchen/Mädchen          |
| Ausnahmen: Verwandtschaftsbezeichnungen mit ـه (-ә) als Endung haben den regelmäßigen Plural |                                         |                   |                                            |                          |
| Rektus/Singular                                                                              | Rektus/Plural                           | Obliquus/Singular | Obliquus/Plural                            | Übersetzung              |
| تره (trә)                                                                                    | ترونه (trúna)                           | تره (trә)         | ترونو (trúno)                              | Onkel (väterlicherseits) |
| نیکه (nikә́)                                                                                  | نیکونه (nikúna) oder نیکه ګان (nikә́gā́n) | نیکه (nikә́)       | نیکونو (nikúno) oder نیکه ګانو (nikә́ gānó) | Großvater                |

##### Singularetantum und Pluraletantum
Das Singularetantum wird im Afghanischen verwendet, um z. B. nur einen bestimmten Stoff oder eine Art wiederzugeben. Dabei wird der Casus rectus im Singular verwendet und im Deutschen als unbestimmter Plural (ohne Artikel) wiedergegeben.
| Singularetantum        |             |
| Beispiele (Afghanisch) | Übersetzung |
| کتاب (kitāb)           | Buch        |
| مڼه (maṇá)             | Apfel       |

Ein Pluraletantum ist ein Substantiv, das nur als Plural verwendet wird.
Sie enden meistens mit ه (-ə) und dazu gehören auch viele Metalle, die auf Konsonanten enden.
| Pluraletantum          |                 |
| Beispiele (Afghanisch) | Übersetzung     |
| اوبه (obə)             | Wasser          |
| شیدې (šidé)            | Milch           |
| سرپ (srəp)             | Blei            |
| مس (mis)               | Kupfer          |
| ژېړ (ẓ̌eṛ)              | Messing, Bronze |
| ساړه (saṛә́)            | Frost, Kälte    |
| اوړه (oṛә́)             | Mehl            |

Das Wort خلک/خلق (xalk/xalq „das Volk“) wird im Gegensatz zum Deutschen immer als Plural aufgefasst.

##### Anwendung des Casus rectus und obliquus
Der Kasus Rektus wird für den Nominativ und den Akkusativ im Präsens und im Futur verwendet. Es gibt eine Ausnahme, und zwar wird bei den Personalpronomen der Obliquus zur Darstellung des deutschen Akkusativs verwendet. Der Kasus Obliquus wird immer dann verwendet, wenn sich eine Adposition auf das Substantiv bezieht. Ausnahme besteht häufig bei der Zirkumposition په...کښی (pә...ki) „in, auf, zu, an“, bei dem häufig der Rektus angewandt wird. Zudem wird der Kasus Obliquus auch beim Nominativ der Vergangenheitsformen verwendet.
| Substantive im Afghanischen als Rektus oder als Obliquus |           |                                               |                             |                                     |
|                                                          |           | Zeitformen (Eigenschaft des Verbs)            |                             |                                     |
|                                                          |           | Gegenwart und Zukunft (intransitiv/transitiv) | Vergangenheit (intransitiv) | Vergangenheit (transitiv)(=Ergativ) |
| Kasus                                                    | Nominativ | Rektus                                        | Rektus                      | Obliquus                            |
| Kasus                                                    | Genitiv   | Obliquus                                      | Obliquus                    | Obliquus                            |
| Kasus                                                    | Dativ     | Obliquus                                      | Obliquus                    | Obliquus                            |
| Kasus                                                    | Akkusativ | Rektus (Ausnahme: Personalpronomen)           | -                           | Rektus                              |

#### Dativkonstruktion durch ته (ta)
Das Bezugswort zur Postposition ته (ta) (englisch to) ist ein Obliquus und entspricht dem englischen Wort „to“ (an, zu, nach).
In der deutschen Sprache entspricht es demnach dem Kasus Dativ (Wemfall) und hat zudem die Funktion als Postposition der Zielrichtung (wohin?) „nach, zu“. Das Wort کره (kará) ist eine Kurzform von کور ته (kor ta) „zu/nach Hause“.
| Dativ mit ته (ta)                                               |                                   |
| Beispiele (Afghanisch)                                          | Übersetzung                       |
| زمونږ کره ځو (zmuẓ̌ kará dzu)                                    | Wir gehen nach Hause              |
| دی عبدالرحمن‌ ته خط وراستوی (day Abdur-Rahman ta xat wár-astawi) | Er sendet Abdur Rahman den Brief. |

#### Genitivkonstruktion durch د (də)
Der deutsche Genitiv (Wessenfall) wird mit د (də) gebildet. Die Präposition د (də) entspricht der englischen Präposition „of“ mit dem Unterschied, dass د (də) und sein Bezugswort am Anfang stehen. D. h. statt „The beautiful garden of the house“ (Der schöne Garten des Hauses) sagt man auf Afghanisch im übertragenen Sinne „Of the house the beautiful garden“ (des Hauses schöner Garten).
Das Bezugswort zu د (də) steht im Obliquus.
| Genitivkonstrukion mit د (də)  |                         |
| Afghanisch                     | Übersetzung             |
| د پلار کور (də plār kor)       | Das Haus des Vaters     |
| د ښځو کارونه (də ṣ̌ә́dzo kāruna) | Die Arbeiten der Frauen |
| د اسلام مینه (də islā́m mína)   | Die Liebe des Islams    |

Einigen Nomen wird د (də) zur Bildung eines Genitivs nicht vorangestellt und das Bezugswort wird im Rektus wiedergegeben.
| Wörter, denen د (də) nicht vorangestellt wird |                                  |
| Afghanisch                                    | Übersetzung                      |
| ډله (ḍála)                                    | Gruppe                           |
| لړ (laṛ)                                      | Reihe, Serie                     |
| لوېشت (lwešt)                                 | Handbreit, Spanne                |
| Beispiel                                      |                                  |
| هغه ډله پوهان (hagha ḍála pohān)              | jene Gruppe von Wissenschaftlern |

#### Vokativ (د غږ کولو حالت)
Die Anrede wird im Paschtunischen mittels einer speziellen Vokativform gebildet. Alle maskulinen Substantive [auch auf betontes ی (-áy)] erhalten ein ه (-a) als Endung, bis auf maskuline Substantive auf unbetontes ی (-ay), die ein ې (-e) als Endung erhalten.
| Beispiele von Vokativ/Singular/Maskulinum  |                                                  |
| Rek./Sg. → Vok./Sg.                        | Übersetzung                                      |
| ورور (wror) →! وروره (wrora!)              | der Bruder → (mein) Bruder!                      |
| غل (ghal) →! غله (ghála!)                  | der Dieb → (du) Dieb!                            |
| سړی (saṛā́y) →! سړیه (saṛáya!)              | der Mann → o Mann!                               |
| ملګری (malgә́ray) →! ای ملګرې (ey malgә́re!) | der Freund → o (mein) Genosse!; o (mein) Freund! |

Für Feminina gilt: Rektus Singular = Vokativ Singular. Ausnahme gelten für die folgenden drei femininen Worte in der Tabelle, die ein ی (-i) als Suffix erhalten.
| Beispiele von Vokativ/Singular/Feminum mit ی (-i) |
| Rek./Sg. → Vok./Sg.                               |
| مور (mor) – Mutter → موری (mori) – Mutter!        |
| خور (xor) – Schwester → خوری (xori) – Schwester!  |
| لور (lur) – Tochter → لوری (luri) – Tochter!      |

Für den Plural des Vokativs gilt allgemein, dass Vokativ/Plural = Obliquus/Plural.
| Beispiele von Vokativ/Plural                                |                                              |
| Rek./Sg. → Vok./Sg.                                         | Übersetzung                                  |
| ګران دوستان (grān dostān) →! ګرانو دوستانو (Grāno dostāno!) | die lieben Freunde → (Meine) lieben Freunde! |
| ښځی (ṣ̌ә́dzi) →! ای ښځو (ey ṣ̌ә́dzo!)                           | die Frauen → o (ihr) Frauen!                 |

Der Vokativ sollte im paschtunischen Sprachgebrauch bei der Anrede immer verwendet werden, weil dieser meistens höflicher und respektvoller als der deutsche Ausruf „He!“ gemeint ist. Der Vokativ drückt im Paschto eine enge Zugehörigkeit aus, kann aber auch je nach Betonung (Intonation) und je nach Wort eine Abneigung, Verwunderung und vieles mehr zeigen (z. B. „du Dieb!“).

### Pronomina (ضميرونه)

#### Personalpronomina (شخصي ضميرونه)
In der paschtunischen Sprache gibt es Personalpronomen als Kasus Rektus und Obliquus.
| Kasus | Afghanisch                            | Person, Numerus, Genus        | Kasus                                                           | Afghanisch                            | Person, Numerus, Genus        | Übersetzung |
| --- | ------------------------------------- | ----------------------------- | --------------------------------------------------------------- | ------------------------------------- | ----------------------------- | ----------- |
| Nominativ in der Akkusativkonstruktion und Akkusativ in der Ergativkonstruktion (passivische Konstruktion) | زه (zə)                               | 1. Person, Singular           | Nominativ in der Ergativkonstruktion (passivische Konstruktion) | ما (mā)                               | 1. Person, Singular           | ich         |
| Nominativ in der Akkusativkonstruktion und Akkusativ in der Ergativkonstruktion (passivische Konstruktion) | ته (tə)                               | 2. Person, Singular           | Nominativ in der Ergativkonstruktion (passivische Konstruktion) | تا (tā)                               | 2. Person, Singular           | du          |
| Nominativ in der Akkusativkonstruktion und Akkusativ in der Ergativkonstruktion (passivische Konstruktion) | دی (day)                              | 3. Person, Singular, maskulin | Nominativ in der Ergativkonstruktion (passivische Konstruktion) | ده (də)                               | 3. Person, Singular, maskulin | er          |
| Nominativ in der Akkusativkonstruktion und Akkusativ in der Ergativkonstruktion (passivische Konstruktion) | دا (dā)                               | 3. Person, Singular, feminin  | Nominativ in der Ergativkonstruktion (passivische Konstruktion) | دې (de)                               | 3. Person, Singular, feminin  | sie         |
| Nominativ in der Akkusativkonstruktion und Akkusativ in der Ergativkonstruktion (passivische Konstruktion) | مونږ (mūẓ̌ (Westen) oder mung (Osten)) | 1. Person, Plural             | Nominativ in der Ergativkonstruktion (passivische Konstruktion) | مونږ (mūẓ̌ (Westen) oder mung (Osten)) | 1. Person, Plural             | wir         |
| Nominativ in der Akkusativkonstruktion und Akkusativ in der Ergativkonstruktion (passivische Konstruktion) | تاسی/تاسو (tāsi/tāsu)                 | 2. Person, Plural             | Nominativ in der Ergativkonstruktion (passivische Konstruktion) | تاسی/تاسو (tāsi/tāsu)                 | 2. Person, Plural             | ihr         |
| Nominativ in der Akkusativkonstruktion und Akkusativ in der Ergativkonstruktion (passivische Konstruktion) | دوی (duy)                             | 3. Person, Plural             | Nominativ in der Ergativkonstruktion (passivische Konstruktion) | دوی (duy)                             | 3. Person, Plural             | sie         |
| Weitere Ausdrücke                                                                                          |                                       |                               |                                                                 |                                       |                               |             |
| Afghanisch                                                                                                 | Person, Numerus, Genus                | Übersetzung                   |                                                                 |                                       |                               |             |
| تاسی/تاسو (tāsi/tāsu)                                                                                      | 2. Person, Singular, Höflichkeitsform | Sie; Ihnen                    |                                                                 |                                       |                               |             |
| سړی (saṛáy) „Mann“                                                                                         | 3. Person, unpersönlich               | man                           |                                                                 |                                       |                               |             |
| خلک (xalk) „Volk“                                                                                          | 3. Person, unpersönlich               | man                           |                                                                 |                                       |                               |             |

| Kasus                                  | Afghanisch                            | Person, Numerus, Genus        | Übersetzung | Kasus | Afghanisch                                     | Person, Numerus, Genus        | Übersetzung |
| -------------------------------------- | ------------------------------------- | ----------------------------- | ----------- | ----- | ---------------------------------------------- | ----------------------------- | ----------- |
| Akkusativ in der Akkusativkonstruktion | ما (mā)                               | 1. Person, Singular           | mich        | Dativ | ما ته (mā ta)                                  | 1. Person, Singular           | mir         |
| Akkusativ in der Akkusativkonstruktion | تا (tā)                               | 2. Person, Singular           | dich        | Dativ | تا ته (tā ta)                                  | 2. Person, Singular           | dir         |
| Akkusativ in der Akkusativkonstruktion | دی (day)                              | 3. Person, Singular, maskulin | ihn         | Dativ | ده ته (də ta)                                  | 3. Person, Singular, maskulin | ihm         |
| Akkusativ in der Akkusativkonstruktion | دا (dā)                               | 3. Person, Singular, feminin  | sie         | Dativ | دې ته (de ta)                                  | 3. Person, Singular, feminin  | ihr         |
| Akkusativ in der Akkusativkonstruktion | مونږ (mūẓ̌ (Westen) oder mung (Osten)) | 1. Person, Plural             | uns         | Dativ | مونږ ته (mūẓ̌ ta (Westen) oder mung ta (Osten)) | 1. Person, Plural             | uns         |
| Akkusativ in der Akkusativkonstruktion | تاسی/تاسو (tāsi/tāsu)                 | 2. Person, Plural             | euch        | Dativ | تاسی/تاسو ته (tāsi/tāsu ta)                    | 2. Person, Plural             | euch        |
| Akkusativ in der Akkusativkonstruktion | دوی (duy)                             | 3. Person, Plural             | sie         | Dativ | دوی ته (duy ta)                                | 3. Person, Plural             | ihnen       |

#### Enklitische Pronomina
In der paschtunischen Sprache findet man wie auch in der persischen, den romanischen (Italienisch, Spanisch oder Portugiesisch) oder altgriechischen Sprachen enklitische Pronomen.
| Enklitische Pronomina |                     |
| Afghanisch            | Person und Numerus  |
| می (-mi)              | 1. Person, Singular |
| دی (-di)              | 2. Person, Singular |
| ئی (-e, -ye)          | 3. Person, Singular |
| مو (-mu)              | 1. Person, Plural   |
| مو (-mu)              | 2. Person, Plural   |
| ئی (-e, -ye)          | 3. Person, Plural   |

| Satzbeispiele und die vier Funktionen der enklitischen Pronomen   |                                           |                                   |
| Funktionen                                                        | Beispiel (Afghanisch)                     | Übersetzung                       |
| Possessivpronomen                                                 | ته می زوی ئې (tә mi zoy ye)               | Du bist mein Sohn.                |
| Possessivpronomen                                                 | زه دی مور یم (zә di mor yәm)              | Ich bin deine Mutter.             |
| Direktes Objekt bei transitiven Verben (Präsens/Futur)            | زه ئی اخلم (zә ye axlәm)                  | Ich nehme ihn/sie/es.             |
| Direktes Objekt bei transitiven Verben (Präsens/Futur)            | ته می به وينې (tә mi bә wine)             | Du wirst mich sehen.              |
| Agens in der Ergativkonstruktion                                  | ما ئی واخيسته (mā ye wāxista)             | Ich nahm sie.                     |
| Agens in der Ergativkonstruktion                                  | چای می وچښه (čāy mi wú-čәṣ̌ә)              | Ich trank den Tee.                |
| 3. Person wird nach Zahlen mit „von ihnen“ oder „davon“ übersetzt | دوه ئی ښيدې کوی (dwa ye šide kawi)        | Zwei von ihnen produzieren Milch. |
| 3. Person wird nach Zahlen mit „von ihnen“ oder „davon“ übersetzt | يو من ئی په څو دئ (yau man ye pә co dәy?) | Wie viel kostet ein Man davon?    |

#### Possessivpronomina (د څښتنوالي ضميرونه)
Possessivpronomen (Besitzanzeigende Fürwörter) werden aus den obliquen Personalpronomen mit den Präfixen د (d), ز (z) bzw. س (s) gebildet.
| Possessivpronomen |                          |             |
| Afghanisch        | Person, Numerus, Genus   | Übersetzung |
| زما (zmā)         | 1., Singular             | mein        |
| ستا (stā)         | 2., Singular             | dein        |
| دده (dadә́)        | 3., Singular, maskulin   | sein        |
| ددې (də de)       | 3., Singular, feminin    | ihr         |
| زمونږ (zmuẓ̌)      | 1., Plural               | unser       |
| ستاسی (stāsi)     | 2., Plural               | euer        |
| ددوی (də duy)     | 3., Plural               | ihr         |
| خپل (xpəl)        | Flexion wie ein Adjektiv | sein, eigen |

خپل (xpəl) ist ein reflexiv-possessives Pronomen und folgt dem Substantiv entsprechend einem Adjektiv mit dem Kasus, dem Numerus und Genus. Mit خپل hebt man die Bedeutung eines Eigentums bzw. einer Zugehörigkeit hervor.

#### Reflexiv- und Reziprokpronomina (د غبرګون ضميرونه)
| Reflexivpronomen bzw. reflexive Adverbien |                             |
| Afghanisch                                | Übersetzung                 |
| ځان (dzān)                                | sich, mich, dich, uns, euch |
| خپل (xpəl)                                | sein, eigen                 |
| پخپله bzw. په خپله (pəxpә́la)              | von selbst, von alleine     |

Reziproke Sachverhalte werden durch die Kombination von یو (yau) „ein“ und بل (bә́l) „anderer“ gebildet:
| Afghanisch                          | Übersetzung                             |
| ----------------------------------- | --------------------------------------- |
| یو (yau)                            | eins (Zahl); ein (unbestimmter Artikel) |
| بل (bəl)                            | anderer                                 |
| Reziproke Sachverhalte              |                                         |
| یو له بله (yau lə bә́la)             | einer vom anderen, voneinander          |
| یو له بل څخه/نه (yau lə bəl cxa/na) | einer vom anderen, voneinander          |
| یو د بل سره (yau də bəl sará)       | miteinander                             |
| یو او بل ته (yau au bəl ta)         | einander                                |
| یو ووبل ته (yau wobəl ta)           | einander                                |

#### Demonstrativpronomina (اشاري ضميرونه)
| Demonstrativpronomen (Rektus) |                                      |          |                                             |
| Entfernung                    | Afghanisch                           | Numerus  | Übersetzung                                 |
| nah                           | دا (dā)                              | Singular | diese(r) hier, der hier, die hier, das hier |
| mittel                        | دغه (dagha)                          | Singular | diese(r) dort                               |
| fern                          | هغه (hagha)                          | Singular | jene(r)                                     |
| nah                           | دا (dā)                              | Plural   | diese hier, die hier                        |
| mittel                        | دغه (dagha) (دغوی (daghóy) seltener) | Plural   | diese dort                                  |
| fern                          | هغه (hagha) (هغوی (haghóy) seltener) | Plural   | jene                                        |

| Demonstrativpronomen (Obliquus) |             |                    |                      |
| Entfernung                      | Afghanisch  | Numerus, Genus     | Bedeutung/Herleitung |
| nah                             | دې (de)     | Singular           | von دا (dā)          |
| mittel                          | دغه (dagha) | Singular, maskulin | von دغه (dagha)      |
| fern                            | هغه (hagha) | Singular, maskulin | von هغه (hagha)      |
| mittel                          | دغې (daghe) | Singular, feminin  | von دغه (dagha)      |
| fern                            | هغې (haghe) | Singular, feminin  | von هغه (hagha)      |
| nah                             | دې (de)     | Plural             | von دا (dā)          |
| mittel                          | دغو (dagho) | Plural             | von دغه (dagha)      |
| fern                            | هغو (hagho) | Plural             | von هغه (hagha)      |

| Weitere Demonstrativpronomina                       |                                |
| Afghanisch                                          | Übersetzung                    |
| دومره (dúmra)                                       | so viel, derart (nah)          |
| هومره (húmra)                                       | so viel, derart (fern)         |
| هغومره (haghúmra)                                   | so viele, derartige (fern)     |
| … دومره...څومره (dúmra...cúmra...) (Nordostdialekt) | so viel... wie...              |
| … دونه...څونه (dúna...cúna...) (Südwestdialekt)     | so viel... wie...              |
| دغسی (dághasi) (Westgruppe)                         | solch ein, so                  |
| دغسی (dághase) (Ostgruppe)                          | solch ein, so                  |
| داسی (dāsi) (Westgruppe)                            | solch ein, so                  |
| داسی (dāse) (Ostgruppe)                             | solch ein, so                  |
| همدا (hamdā)                                        | ebender                        |
| همدغه (hamdágha)                                    | ebendieser                     |
| همدغسی (hamdághasi)                                 | ebenso                         |
| ها (hā)                                             | jener dort (umgangssprachlich) |

#### Richtungspronomina
In Verbindung mit Postpositionen werden Richtungspartikeln zu Richtungspronomina. Einige Beispiele seien hier genannt:
| Richtungspronomen   |                                   |
| Afghanisch          | Übersetzung                       |
| راته (rā-ta)        | (zu) mir, (zu) uns                |
| ورته (wár-ta)       | (zu) ihm, (zu) ihnen              |
| درته (dár-ta)       | (zu) dir, (zu) euch               |
| درسره (dár-sará)    | mit dir, mit euch                 |
| ورپسې (wár-pase)    | nach ihm, nach ihnen, danach etc. |
| ورباندی (wár-bāndi) | auf/über ihm, auf ihnen; darüber  |

#### Interrogativpronomina (د پوښتني ضميرونه)
| Interrogativpronomen                    |                       |                           |
| Afghanisch                              | Kasus, Numerus, Genus | Übersetzung               |
| څوک (cok)                               | Rektus                | wer                       |
| چا (čā)                                 | Obliquus              | von څوک                   |
| څه (cə)                                 |                       | was                       |
| څو (co)                                 |                       | wie viel                  |
| څومره (cúmra, cómra) (Nord-/Ostdialekt) |                       | wie viel (Menge, Gewicht) |
| څونه (cúna) (Süd-/Westdialekt)          |                       | wie viel (Menge, Gewicht) |
| کوم (kum)                               |                       | welche/r                  |
| کم (kom)                                |                       | welche/r                  |
| کومه (kúma)                             | feminin               | welche                    |
| کومی (kúmi)                             | Obliquus, feminin     | von کومه                  |
| څووم (cowəm)                            | maskulin              | der wievielte             |
| څوومه (cowəma)                          | feminin               | die wievielte             |
| څوومی (cowəmi)                          | Obliquus, feminin     | von څوومه                 |
| څنګه (cənga)                            |                       | was für ein               |
| څه رنګه (cə ránga)                      |                       | was für ein               |

#### Indefinitpronomina (ناتړلی ضميرونه)
| Indefinitpronomen    |                               |
| Afghanisch           | Übersetzung                   |
| څوک (cok)            | irgendein (von Personen)      |
| څه (cə)              | etwas, irgendein (von Sachen) |
| څو (co)              | einige                        |
| کم (kəm)             | irgendein, ein gewisser       |
| کوم (kom)            | irgendein, ein gewisser       |
| يو شی (yau šāy)      | etwas                         |
| يو څوک (yau cok)     | jemand, jemanden              |
| يو چا ته (yau čā ta) | jemandem                      |
| د يو چا (dә́ yau čā)  | von jemand, jemandes          |
| څومره (cómra)        | so viel, so weit (seltener)   |
| ځینی (dzíni)         | einige                        |
| هر (har)             | jeder                         |
| ټول (ṭol)            | der ganze, alle               |
| نور (nor)            | andere (Pl.)                  |
| هیڅ (hic)            | kein, keinerlei, nichts       |
| هیچ (hič) (selten)   | kein, keinerlei, nichts       |

| Indefinitpronomen mit vorangestellten Wörtern |                  |
| Afghanisch                                    | Übersetzung      |
| یو څوک (yau cok)                              | jemand           |
| یو څه (yau cə)                                | etwas            |
| یو څو (yau co)                                | einige           |
| لږ څه (ləẓ̌ cə)                                | etwas, ein wenig |
| هر څوک (har cok)                              | jeder            |
| هیڅ څوک (hic cok)                             | niemand          |

### Unbestimmter Artikel
| Unbestimmter Artikel یو |            |       |                      |                        |
| Rektus                  | Obliquus   | Genus | Übersetzung (Rektus) | Übersetzung (Obliquus) |
| یو (yau)                | یوه (yawә́) | m     | ein                  | einen/eines/einem      |
| یوه (yawá)              | یوې (yawé) | f     | eine                 | einer/eine/einer       |

### Adjektive (صفتونه)
Adjektive sind im Kasus, Genus und Numerus zu ihrem Substantiv kongruent.
Sie stehen vor ihrem Substantiv, wie in der deutschen Sprache auch.
Adjektive können auch substantivisch und adverbial verwendet werden.
So wird z. B. مړ (mәṛ) sowohl ‚tot‘ als auch ‚der Leichnam‘ oder المانی (ālmāní) ‚deutsch‘ und ‚der Deutsche‘ bezeichnet.
Beim adverbialen Gebrauch werden sie oft verdoppelt, z. B. ژر ژر (žәr žәr) ‚schnell‘.

#### Deklination der Adjektive
| Endung der Adjektive auf Konsonanten (z. B. -m), وی (-uy, -oy) oder ه (-ə) |                                       |                         |                             |                                |
|                                                                            | Rektus/Singular                       | Rektus/Plural           | Obliquus/Singular           | Obliquus/Plural                |
| Maskulin                                                                   | unverändert                           | unverändert             | unverändert                 | و (-o)                         |
| Feminin                                                                    | + ه (-a) oder statt ه (-ə) ein ه (-a) | ی (-i)                  | ی (-i)                      | و (-o)                         |
| Beispiele                                                                  |                                       |                         |                             |                                |
|                                                                            | Rektus/Singular                       | Rektus/Plural           | Obliquus/Singular           | Obliquus/Plural                |
| Maskulin                                                                   | تور کور (tor kor)                     | تور کورونه (tor korúna) | د تور کور (də tor kor)      | د تورو کورونو (də toro korúno) |
| Maskulin                                                                   | das schwarze Haus                     | die schwarzen Häuser    | des schwarzen Hauses        | der schwarzen Häuser           |
| Feminin                                                                    | توره تخته (tóra taxtá)                | توری تختې (tóri taxté)  | د توری تختې (də tóri taxté) | د تورو تختو (də tóro taxtó)    |
| Feminin                                                                    | die schwarze Tafel                    | die schwarzen Tafeln    | der schwarzen Tafel         | der schwarzen Tafeln           |

| Ausnahmeregel bei einigen Adjektiven auf Konsonanten (z. B. -m) mit akzentuierter Endung, z. B. das Wort زرغون (zarghún) „grün“ |                              |                                 |                                   |                                      |
| | Rektus/Singular              | Rektus/Plural                   | Obliquus/Singular                 | Obliquus/Plural                      |
| Maskulin | unverändert                  | + ه (-ә́)                        | + ه (-ә́)                          | و (-o)                               |
| Feminin | + ه (-á)                     | ې (-e)                          | ې (-e)                            | و (-o)                               |
| Beispiele |                              |                                 |                                   |                                      |
| | Rektus/Singular              | Rektus/Plural                   | Obliquus/Singular                 | Obliquus/Plural                      |
| Maskulin | زرغون کور (zarghún kor)      | زرغونه کورونه (zarghunә́ korúna) | د زرغونه کور (də zarghunә́ kor)    | د زرغونو کورونو (də zarghunó korúno) |
| Maskulin | das grüne Haus               | die grünen Häuser               | des grünen Hauses                 | der grünen Häuser                    |
| Feminin | زرغونه تخته (zarghuná taxtá) | زرغونې تختې (zarghuné taxté)    | د زرغونې تختې (də zarghuné taxté) | د زرغونو تختو (də zarghunó taxtó)    |
| Feminin | die grüne Tafel              | die grünen Tafeln               | der grünen Tafel                  | der grünen Tafeln                    |

| Endung der Adjektive auf akzentuiertes ی (-áy) |                           |                             |                                |                                     |
|                                                | Rektus/Singular           | Rektus/Plural               | Obliquus/Singular              | Obliquus/Plural                     |
| Maskulin                                       | unverändert               | ی (-i)                      | ی (-i)                         | يو (-iyo)                           |
| Feminin                                        | ۍ (-ә́y)                   | ۍ (-ә́y)                     | ۍ (-ә́y)                        | يو (-iyo)                           |
| Beispiele                                      |                           |                             |                                |                                     |
|                                                | Rektus/Singular           | Rektus/Plural               | Obliquus/Singular              | Obliquus/Plural                     |
| Maskulin                                       | کوچنی کور (kučnáy kor)    | کوچنی کورونه (kučni korúna) | د کوچنی کور (də kučni kor)     | د کوچنيو کورونو (də kučniyo korúno) |
| Maskulin                                       | das kleine Haus           | die kleinen Häuser          | des kleinen Hauses             | der kleinen Häuser                  |
| Feminin                                        | کوچنۍ تخته (kučnә́y taxtá) | کوچنۍ تختې (kučnә́y taxté)   | د کوچنۍ تختې (də kučnә́y taxté) | د کوچنيو تختو (də kučniyo taxtó)    |
| Feminin                                        | die kleine Tafel          | die kleinen Tafeln          | der kleinen Tafel              | der kleinen Tafeln                  |

| Endung der Adjektive auf nicht-akzentuiertes ی (-ay) |                       |                          |                            |                               |
|                                                      | Rektus/Singular       | Rektus/Plural            | Obliquus/Singular          | Obliquus/Plural               |
| Maskulin                                             | unverändert           | ی (-i)                   | ی (-i)                     | و (-o)                        |
| Feminin                                              | ې (-e)                | ی (-i)                   | ی (-i)                     | و (-o)                        |
| Beispiele                                            |                       |                          |                            |                               |
|                                                      | Rektus/Singular       | Rektus/Plural            | Obliquus/Singular          | Obliquus/Plural               |
| Maskulin                                             | نوی کور (nә́way kor)   | نوی کورونه (nә́wi korúna) | د نوی کور (də nә́wi kor)    | د نوو کورونو (də nә́wo korúno) |
| Maskulin                                             | das neue Haus         | die neuen Häuser         | des neuen Hauses           | der neuen Häuser              |
| Feminin                                              | نوې تخته (nә́we taxtá) | نوی تختې (nә́wi taxté)    | د نوی تختې (də nә́wi taxté) | د نوو تختو (də nә́wo taxtó)    |
| Feminin                                              | die neue Tafel        | die neuen Tafeln         | der neuen Tafel            | der neuen Tafeln              |

| Endung der Adjektive auf Vokale, z. B. و (-u), ه (-a), ی (-i), ې (-e) |                             |                                |                                  |                                     |
|                                                                       | Rektus/Singular             | Rektus/Plural                  | Obliquus/Singular                | Obliquus/Plural                     |
| Maskulin                                                              | unverändert                 | unverändert                    | unverändert                      | و (-ó)                              |
| Feminin                                                               | unverändert                 | ې (-e)                         | ې (-e)                           | و (-ó)                              |
| Beispiele                                                             |                             |                                |                                  |                                     |
|                                                                       | Rektus/Singular             | Rektus/Plural                  | Obliquus/Singular                | Obliquus/Plural                     |
| Maskulin                                                              | ښايسته کور (ṣ̌āyistá kor)    | ښايسته کورونه (ṣ̌āyistá korúna) | د ښايسته کور (də ṣ̌āyistá kor)    | د ښايستو کورونو (də ṣ̌āyistó korúno) |
| Maskulin                                                              | das schöne Haus             | die schönen Häuser             | des schönen Hauses               | der schönen Häuser                  |
| Feminin                                                               | ښايسته تخته (ṣ̌āyistá taxtá) | ښايستې تختې (ṣ̌āyisté taxté)    | د ښايستې تختې (də ṣ̌āyisté taxté) | د ښايستو تختو (də ṣ̌āyistó taxtó)    |
| Feminin                                                               | die schöne Tafel            | die schönen Tafeln             | der schönen Tafel                | der schönen Tafeln                  |

Siehe auch Stammabstufung einiger Adjektive.

#### Steigerung der Adjektive
Es gibt keine speziellen Steigerungsformen, wie z. B.
- gut (Positiv) – besser (Komparativ) – am besten (Superlativ)

Die Adjektive/Positive werden durch andere Worte verstärkt.
| Worte zur Verstärkung des Adjektivs |                                                                                                 |
| Afghanisch                          | Übersetzung                                                                                     |
| لا (lā)                             | noch                                                                                            |
| ډېر (ḍer)                           | sehr                                                                                            |
| خورا (xwarā)                        | sehr, überaus                                                                                   |
| زیات (ziyāt)                        | viel, sehr                                                                                      |
| تک (tәk)                            | tief-, dunkel-, intensiv (nur zur Verstärkung von Farben, z. B. تک تور (tәk tor) ‚tiefschwarz‘) |

| Komparativ/Vergleich       |                     |
| Afghanisch                 | Übersetzung         |
| تر (tər)                   | als                 |
| له ...څخه/نه (lə...cxa/na) | als (wörtlich: von) |

| Worte zur Bildung des Superlativs |             |
| Afghanisch                        | Übersetzung |
| تر/له ټولو (tər/lə ṭólo)          | als alle    |
| له هر چا (lə har čā)              | als jeder   |

### Stammabstufungen von Substantiven und Adjektiven
Es gibt einige Substantive und Adjektive, die ihren Stamm bei der Deklination (Beugung) verändern.
Diese Substantive und Adjektive haben im Rektus Singular einen Konsonant als Endung, d. h. also maskuline Substantive bzw. Adjektive, und vor dem Konsonant steht ein Vokal -u-, -o- oder bei den Adjektiven auch ein -i. K soll im Folgenden die Abkürzung für den Konsonanten darstellen:
| Stammabstufungen maskuliner Nomen |                 |                  |                   |                 |
|                                   | Rektus/Singular | Rektus/Plural    | Obliquus/Singular | Obliquus/Plural |
| Afghanisch                        | K + ـو          | ـه + K + ا       | ـه + K + ا        | ـو + K          |
| Umschrift                         | -u/-o + K       | -ā + K + ә́       | -ā + K + ә́        | -a + K + ó      |
| Beispiele                         |                 |                  |                   |                 |
| Übersetzung                       | Rektus/Singular | Rektus/Plural    | Obliquus/Singular | Obliquus/Plural |
| Kohle                             | سکور (skor)     | سکاره (skārә́)    | سکاره (skārә́)     | سکارو (skaró)   |
| Afghane                           | پښتون (paṣ̌tún)  | پښتانه (paṣ̌tānә́) | پښتانه (paṣ̌tānә́)  | پښتنو (paṣ̌tanó) |

 Besondere Anmerkung
- Für das maskuline Substantiv کور (kor) ‚Haus‘ gibt es drei Formen des Obliquus Singulars.

| Übersetzung | Rektus/Singular | Rektus/Plural   | Obliquus/Singular                    | Obliquus/Plural |
| ----------- | --------------- | --------------- | ------------------------------------ | --------------- |
| Haus        | کور (kor)       | کورونه (korúna) | کور (kor) / کاله (kālә́) / کره (kará) | کورو (koró)     |

| Stammabstufungen der Adjektive mit Beibehaltung des Stammvokals |             |                 |               |                   |                 |
|                                                                 |             | Rektus/Singular | Rektus/Plural | Obliquus/Singular | Obliquus/Plural |
| Maskulin                                                        | Afghanisch  | K + ـو          | ـه + K + ا    | ـه + K + ا        | ـو + K          |
| Maskulin                                                        | Umschrift   | -o/-u + K       | -ā + K + ә́    | -ā + K + ә́        | -a + K + ó      |
| Feminin                                                         | Afghanisch  | K + ـه          | ـې + K        | ـې + K            | ـو + K          |
| Feminin                                                         | Umschrift   | -a + K + á      | -a + K + é    | -a + K + é        | -a + K + ó      |
| Beispiele                                                       |             |                 |               |                   |                 |
|                                                                 | Übersetzung | Rektus/Singular | Rektus/Plural | Obliquus/Singular | Obliquus/Plural |
| Maskulin                                                        | reif        | پوخ (pox)       | پاخه (pāxә́)   | پاخه (pāxә́)       | پخو (paxó)      |
| Feminin                                                         | reif        | پخه (paxá)      | پخې (paxé)    | پخې (paxé)        | پخو (paxó)      |

Einige Adjektive verlieren bei der Deklination die Stammvokale von -o/-u bzw. -i des Rektus/Singular/Maskulin. Dazu gehört auch das Adjektiv مړ (mәṛ) ‚tot‘ dazu.
| Stammabstufungen der Adjektive mit Verlust des Stammvokals |             |                 |               |                   |                 |
|                                                            |             | Rektus/Singular | Rektus/Plural | Obliquus/Singular | Obliquus/Plural |
| Maskulin                                                   | Afghanisch  | K + ـو          | ـه + K        | ـه + K            | ـو + K          |
| Maskulin                                                   | Umschrift   | -o/-u + K       | - K + ә́       | - K + ә́           | K + ó           |
| Feminin                                                    | Afghanisch  | K + ـه          | ـې + K        | ـې + K            | ـو + K          |
| Feminin                                                    | Umschrift   | K + á           | K + é         | K + é             | K + ó           |
| Maskulin                                                   | Afghanisch  | K + ـي          | ـه + K        | ـه + K            | ـو + K          |
| Maskulin                                                   | Umschrift   | -i + K          | - K + ә́       | - K + ә́           | K + ó           |
| Feminin                                                    | Afghanisch  | K + ـه          | ـې + K        | ـې + K            | ـو + K          |
| Feminin                                                    | Umschrift   | K + á           | K + é         | K + é             | K + ó           |
| Beispiele                                                  |             |                 |               |                   |                 |
|                                                            | Übersetzung | Rektus/Singular | Rektus/Plural | Obliquus/Singular | Obliquus/Plural |
| Maskulin                                                   | rot         | سور (sur)       | سره (srә́)     | سره (srә́)         | سرو (sró)       |
| Feminin                                                    | rot         | سره (srá)       | سرې (sré)     | سرې (sré)         | سرو (sró)       |
| Maskulin                                                   | sauer       | تریو (triw)     | تروه (tәrwә́)  | تروه (tәrwә́)      | تروو (tәrwó)    |
| Feminin                                                    | sauer       | تروه (tәrwá)    | تروې (tәrwé)  | تروې (tәrwé)      | تروو (tәrwó)    |
| Maskulin                                                   | tot         | مړ (mәṛ)        | مړه (mṛә́)     | مړه (mṛә́)         | مړو (mṛó)       |
| Feminin                                                    | tot         | مړه (mṛá)       | مړې (mṛé)     | مړې (mṛé)         | مړو (mṛó)       |

### Wortbildung
Die Wortbildung bezeichnet die Bildung neuer Wörter aus schon vorhandenen Wörtern.
Im Folgenden wird gezeigt:
1. Bildung von Substantiven
2. Bildung von Adjektiven

#### Bildung von Substantiven
Substantive können durch Substantivierung oder auch aus Substantiven selber gebildet werden.
Ein deutsches Beispiel wäre:
- rein (Adjektiv) {\displaystyle \rightarrow } die Reinheit (Substantiv)

Dieses Beispiel der Substantivbildung wäre eine Derivation (Ableitung), d. h. eine Änderung der Wortart Adjektiv zu Substantiv, in diesem Falle durch Suffigierung mit -heit am Adjektiv ‚rein‘.
| Bildung von Substantiven durch Präfigierung (Derivation) |                                     |                          |               |
| Präfigierung                                             | Bedeutung                           | Afghanisches Beispiel    | Übersetzung   |
| نا (nā-)                                                 | un-; Negationspartikel              | ناسازی (nāsāzi)          | Unstimmigkeit |
| لا (lā-) (seltener)                                      | arabisches „un-“; Negationspartikel | لامذهبی (lā-mazhabí)     | Gottlosigkeit |
| بې (be-)                                                 | ohne (meist getrennt)               | بې طرفی (be-tarafí)      | Neutralität   |
| غیر (ghayr)                                              | arabisches „ohne“                   | غیر پښتون (ghayr-paṣ̌tún) | Nichtafghane  |

| Bildung von Substantiven durch Suffigierung (Derivation) |                       |                                                                                |                                          |                                                                       | |                                                                                          |
| Suffigierung der …                                       | Suffix                | Bedeutung                                                                      | Afghanisches Beispiel                    | Übersetzung                                                           | Anmerkung | Gemeinsamkeit                                                                            |
| Adjektive, seltener Substantive                          | تیا (-tiyā́)           | Bildung von Abstrakta                                                          | پراخ (prāx) → پراختیا (prāxtiyā́)         | breit, weit → Erweiterung, Weite                                      | | diese 3 Suffixe sind von der Bedeutung her gleich und kommen oft beim gleichen Wort vor. |
| Adjektive, seltener Substantive                          | توب (-tób)            | Bildung von Abstrakta                                                          | اریان (aryān) → اریانتوب (aryāntób)      | erstaunt → Erstaunen                                                  | Wörter mit dem Suffix توب (-tób) haben im Rektus/Plural und Obliquus/Singular das Suffix تابه (tābә́) [s. Stammabstufung] | diese 3 Suffixe sind von der Bedeutung her gleich und kommen oft beim gleichen Wort vor. |
| Adjektive, seltener Substantive                          | توب (-tób)            | Bildung von Abstrakta                                                          | سړی (saṛáy) → سړیتوب (saṛitób)           | Mann → Menschlichkeit, Mannhaftigkeit                                 | Wörter mit der Endung ـی (-ay) ändern diese auf ـي (-i)                                                                  | diese 3 Suffixe sind von der Bedeutung her gleich und kommen oft beim gleichen Wort vor. |
| Adjektive, seltener Zahlwörter                           | والی (-wā́lay)         | Bildung von Abstrakta                                                          | پښتون (paṣ̌tún) → پښتونوالی (paṣ̌túnwā́lay) | Afghane, Pashtane, afghanisch → Afghanentum, Ehrenkodex der Pashtanen | | diese 3 Suffixe sind von der Bedeutung her gleich und kommen oft beim gleichen Wort vor. |
| Adjektive, seltener Zahlwörter                           | والی (-wā́lay)         | Bildung von Abstrakta                                                          | یو (yau) → یووالی (yauwā́lay)             | eins → Einheit, Union                                                 | | diese 3 Suffixe sind von der Bedeutung her gleich und kommen oft beim gleichen Wort vor. |
| Adjektive, Substantive                                   | ی (-í)                | Bildung von Abstrakta aus Adjektiven sowie Berufe/Tätigkeiten aus Substantiven | خپلواک (xpәlwāk) → خپلواکی (xpәlwākí)    | unabhängig → Unabhängigkeit                                           | |                                                                                          |
| Adjektive, Substantive                                   | ی (-í)                | Bildung von Abstrakta aus Adjektiven sowie Berufe/Tätigkeiten aus Substantiven | ترکاڼ (tarkāṇ) → ترکاڼی (tarkāṇí)        | Zimmermann → Beruf des Zimmermanns                                    | |                                                                                          |
| Adjektive, Verbstämme                                    | ښت (-ә́ṣ̌t)             | Bildung von Abstrakta                                                          | برابر (barābar) → برابرښت (barābarә́ṣ̌t)   | gleich → Entsprechung, Übereinstimmung                                | |                                                                                          |
| Adjektive, Verbstämme                                    | ښت (-ә́ṣ̌t)             | Bildung von Abstrakta                                                          | جوړول (joṛwә́l) → جوړښت (joṛә́ṣ̌t)          | bauen → Bau                                                           | |                                                                                          |
| Adjektive, Verbstämme                                    | ښت (-ә́ṣ̌t)             | Bildung von Abstrakta                                                          | زوړ (zoṛ) → زړښت (zaṛә́ṣ̌t)                | alt → Alter                                                           | Bei stammabstufenden Adjektiven wird die feminine Form verwendet.                                                        |                                                                                          |
| Adjektive, Verbstämme                                    | ښت (-ә́ṣ̌t)             | Bildung von Abstrakta                                                          | بیدا (paydā́) → پیدایښت (paydā́yә́ṣ̌t)       | sichtbar, geschaffen → Entstehung, Schöpfung                          | Enden Adjektive auf ein Vokal, so wird zwischen dem Suffix ښت (-ә́ṣ̌t) und dem Vokal ein ی (-y)                            |                                                                                          |
| Verbstämme                                               | ندوی (-әndóy)         | Bildung von Nomen actoris                                                      | ساتل (sātә́l) → ساتندوی (sātәndóy)        | schützen, bewahren → Wächter, Heger                                   | oft Neologismen |                                                                                          |
| Verbstämme                                               | ندوی (-әndóy)         | Bildung von Nomen actoris                                                      | څارل (cārә́l) → څارندوی (cārәndóy)        | beaufsichtigen, überwachen → Pfadfinder, heute: Polizei               | oft Neologismen |                                                                                          |
| Verbstämme                                               | نه (-ә́na)             | Bildung von Abstrakta                                                          | پالل (pālә́l) → پالنه (pālә́na)            | erziehen, sich sorgen → Erziehung                                     | Andere Wörter können vor dem Verbalsubstantiv zur Erweiterung stehen, z. B. ژب پوهنه (žәb-pohә́na) → Sprachwissenschaft   |                                                                                          |
| Verbstämme                                               | نه (-ә́na)             | Bildung von Abstrakta                                                          | ساتل (sātә́l) → ساتنه (sātә́na)            | schützen, bewahren → Erhaltung, Schutz                                | Andere Wörter können vor dem Verbalsubstantiv zur Erweiterung stehen, z. B. ژب پوهنه (žәb-pohә́na) → Sprachwissenschaft   |                                                                                          |
| Substantive                                              | ولی (-walí)           | Bezeichnung von Verwandtschaft bzw. Stammesangehörigkeit                       | ورور (wror) → ورورولی (wrorwalí)         | Bruder → Brüderlichkeit, Bruderschaft                                 | |                                                                                          |
| Substantive                                              | ولی (-walí)           | Bezeichnung von Verwandtschaft bzw. Stammesangehörigkeit                       | مور (mor) → مورولی (morwalí)             | Mutter → Mutterschaft                                                 | |                                                                                          |
| Substantive                                              | ولی (-walí)           | Bezeichnung von Verwandtschaft bzw. Stammesangehörigkeit                       | پښتون (paṣ̌tún) → پښتونولی (paṣ̌tunwalí)   | Afghane, Pashtane, afghanisch → Afghanentum, Ehrenkodex der Pashtanen | |                                                                                          |
| Substantive                                              | وال (-wā́l)            | Bezeichnung von Personen                                                       | لیک (lik) → لیکوال (likwā́l)              | Brief, Schriftstück → Schriftsteller                                  | |                                                                                          |
| Substantive                                              | وال (-wā́l)            | Bezeichnung von Personen                                                       | ښار (ṣ̌ār) → ښاروال (ṣ̌ārwā́l)              | Stadt → Bürgermeister                                                 | |                                                                                          |
| -                                                        | ګر (-gár)             | Bezeichnung von Täter oder Beruf                                               | کاریګر (kārigár)                         | Arbeiter                                                              | |                                                                                          |
| Substantive                                              | ستان (-stā́n)          | Bezeichnung von Ländern und Flächen                                            | رېګ (reg) → رېګستان (registā́n)           | Sand → Sand-, Steinwüste                                              | |                                                                                          |
| Substantive                                              | ستان (-stā́n)          | Bezeichnung von Ländern und Flächen                                            | عرب (aráb) → عربستان (arabistā́n)         | der Araber → Arabien                                                  | |                                                                                          |
| Verben                                                   | ځی (-dzáy)            | Bezeichnung von Gebäude(teile) und Institutionen                               | پخول (paxawә́l) → پخلوځی (paxlodzáy)      | backen, kochen, reif machen → Küche                                   | |                                                                                          |
| Verben                                                   | ځی (-dzáy)            | Bezeichnung von Gebäude(teile) und Institutionen                               | وتل (watә́l) → وتوځی (watodzáy)           | herausgehen → Ausgang                                                 | |                                                                                          |
| Adjektive, Substantive                                   | تون (-tún)            | Bezeichnung von Örtlichkeiten und Institutionen                                | روغ (rogh) → روغتون(roghtún)             | gesund, unversehrt → Krankenhaus                                      | |                                                                                          |
| Adjektive, Substantive                                   | تون (-tún)            | Bezeichnung von Örtlichkeiten und Institutionen                                | وړوکی (waṛúkay) → وړوکتون (waṛuktún)     | Kleinkind → Kindergarten                                              | |                                                                                          |
| Weitere Suffixe                                          |                       |                                                                                |                                          |                                                                       | |                                                                                          |
| Suffigierung der …                                       | Suffix                | Bedeutung                                                                      | Afghanisches Beispiel                    | Übersetzung                                                           | Anmerkung | Gemeinsamkeit                                                                            |
|                                                          | ګلی (-galí)           | Bildung von Abstrakta                                                          | ورورګلی (wrorgalí)                       | Brüderschaft                                                          | |                                                                                          |
| ون (-ún)                                                 | Bildung von Abstrakta | تړون (taṛún)                                                                   | Vertrag                                  |                                                                       | |                                                                                          |
| ا (-ā)                                                   | Bildung von Abstrakta | خندا (xandā́)                                                                   | das Lachen                               |                                                                       | |                                                                                          |
| ه (-a)                                                   | Bildung von Abstrakta | پوهه (pohá)                                                                    | Verstand                                 |                                                                       | |                                                                                          |
| یځ/یز (-idz/-iz)                                         | Bildung von Abstrakta | ختیځ (xatídz)                                                                  | Osten                                    |                                                                       | |                                                                                          |

| Bildung von Substantiven durch Konversion |                                 |                                                           |                                                                                   |
| Konversion der …                          | Afghanisches Beispiel           | Übersetzung/Beispiel                                      | Besonderheit                                                                      |
| Verben (Infinitiv)                        | خوړل (xwaṛә́l)                   | essen → das Essen                                         | Wird als Rektus/Plural aufgefasst, d. h. das Verb wird nach dem Plural flektiert. |
| Verben (Infinitiv)                        | کار کول (kār kawәl)             | Arbeit machen → Arbeiten                                  | Ergänzungen können vor dem Infinitiv stehen, z. B. کار (kār) „Arbeit“.            |
| Verben (Infinitiv)                        | خوړل (xwaṛә́l) → خوړلو (xwaṛә́lo) | د خوړلو ندئ (də xwaṛә́lo ná-dəy) → Es ist nicht zum Essen. | Obliquus/Plural wird durch Anhängen von و (-o) an das Infinitiv gebildet.         |

Komposita sind Zusammensetzungen von mehreren Wörtern zu einem zusammengesetzten Wort, bspw. besteht das Kompositum „Haustür“ aus den Wörtern „Haus“ und „Tür“.
| Bildung von Substantiven durch Komposition |                |                          |                          |                     |
| Häufig Entlehnung aus dem Persischen       |                |                          |                          |                     |
| Komposition der Substantive mit …          | Morphem        | Übersetzung des Morphems | Afghanisches Beispiel    | Übersetzung         |
| Substantiven, Adjektiven, Verbstämmen      | خانه (xāná)    | Haus                     | کارخانه (kār-xāná)       | Werkstatt, Fabrik   |
| Substantiven, Adjektiven, Verbstämmen      | فروشی (furuší) | Verkauf                  | کتابفروشی (kitāb-furuší) | Buchhandel          |
| Substantiven, Adjektiven, Verbstämmen      | فروش (furuš)   | Verkäufer                | مېوهفروش (mewá-furuš)    | Obsthändler         |
| Substantiven, Adjektiven, Verbstämmen      | ښه (ṣ̌ə)        | gut                      | ښه مرغی (ṣ̌ə-mərghí)      | Glück, gutes Omen   |
| Substantiven, Adjektiven, Verbstämmen      | بد (bad)       | schlecht                 | بدمرغی (bad-mərghí)      | Unglück, böses Omen |
| Substantiven, Adjektiven, Verbstämmen      | سر (sar)       | Haupt; oben              | سرپوښ (sar-póṣ̌)          | Deckel              |
| Substantiven, Adjektiven, Verbstämmen      | شاه (šāh)      | König, Haupt; groß       | شاهتوت (šāh-tút)         | schwarze Maulbeere  |

#### Bildung von Adjektiven
| Bildung von Adjektiven durch Präfigierung (Derivation) |                     |                                     |                       |             |
| Präfigierung von...                                    | Präfixe             | Bedeutung                           | Afghanisches Beispiel | Übersetzung |
| Nominalstämmen                                         | نا (nā-)            | un-; Negationspartikel              | ناپوه (nāpóh)         | unwissend   |
| Nominalstämmen                                         | نا (nā-)            | un-; Negationspartikel              | ناشناس (nāšinās)      | unbekannt   |
| Nominalstämmen                                         | لا (lā-) (seltener) | arabisches „un-“; Negationspartikel | لاانتها (lā-intihā́)   | endlos      |
| Nominalstämmen                                         | بې (be-)            | ohne (meist getrennt)               | بې پروا (be-parwā́)    | sorglos     |
| Nominalstämmen                                         | غیر (ghayr)         | arabisches „ohne“                   | غیررسمی (ghayrrasmí)  | inoffiziell |

| Bildung von Adjektiven durch Suffigierung (Derivation) von Nominal- und Verbalstämmen |                     |                                                                                |                                          |                                            |                                                                                        |
| Suffigierung der …                                                                    | Suffix              | Bedeutung                                                                      | Afghanisches Beispiel                    | Übersetzung                                | Anmerkung                                                                              |
| Substantiv (Ort- und Ländernamen)                                                     | ی (-áy)             | Bildung adjektiver Orts- und Ländernamen                                       | آلمن (ālmā́n) → آلمانی (ālmānáy)          | Deutschland → deutsch; Deutscher           | auch ی (-í) kann verwendet werden, z. B. آلمانی (ālmāní) ‚deutsch‘, s. nächstes Suffix |
| Substantiv (Ort- und Ländernamen)                                                     | ی (-áy)             | Bildung adjektiver Orts- und Ländernamen                                       | کابل (Kābúl) → کابلی (kābuláy)           | Kabul → aus Kabul; ein Kabuler (Einwohner) | auch ی (-í) kann verwendet werden, z. B. آلمانی (ālmāní) ‚deutsch‘, s. nächstes Suffix |
| Substantive                                                                           | ی (-í)              | Bildung von Adjektiven aus Substantiven                                        | اسلام (Islā́m) → اسلامی (islāmí)          | Islam → islamisch                          |                                                                                        |
| Substantive                                                                           | ی (-í)              | Bildung von Adjektiven aus Substantiven                                        | روح (rúh) → روحی (ruhí)                  | Geist → geistlich                          |                                                                                        |
| Vor allem Zeit- und Ortsadverbien                                                     | نی (-(a)náy)        | Bildung adjektiver Zeit- und Ortsadverbien, aber auch Personen wie ‚väterlich‘ | ورځ (wradz) → ورځنی (wradzanáy)          | Tag → täglich                              |                                                                                        |
| Vor allem Zeit- und Ortsadverbien                                                     | نی (-(a)náy)        | Bildung adjektiver Zeit- und Ortsadverbien, aber auch Personen wie ‚väterlich‘ | کال (kāl) → کالنی/کلنی (kālanay/kalanáy) | Jahr → jährlich                            |                                                                                        |
| Vor allem Zeit- und Ortsadverbien                                                     | نی (-(a)náy)        | Bildung adjektiver Zeit- und Ortsadverbien, aber auch Personen wie ‚väterlich‘ | منځ (mandz) → منځنی (mandzәnáy)          | Mitte → mittlerer                          |                                                                                        |
| Vor allem Zeit- und Ortsadverbien                                                     | نی (-(a)náy)        | Bildung adjektiver Zeit- und Ortsadverbien, aber auch Personen wie ‚väterlich‘ | پخوا (pәxwā́) → پخوانی (pәxwānáy)         | früher, zuvor → früher, vorherig, älter    |                                                                                        |
| Vor allem Zeit- und Ortsadverbien                                                     | نی (-(a)náy)        | Bildung adjektiver Zeit- und Ortsadverbien, aber auch Personen wie ‚väterlich‘ | مور (mor) → مورنی (moranáy)              | Mutter → mütterlich                        |                                                                                        |
| Substantive                                                                           | وال/والا(-wā́l/wālā́) | Kennzeichnung von Besitz                                                       | معنا (ma’nā́) → معناوال (ma’nāwā́l)        | Bedeutung → bedeutend                      |                                                                                        |
| Substantive                                                                           | وال/والا(-wā́l/wālā́) | Kennzeichnung von Besitz                                                       | کور (kor) → کوروالا (korwālā́)            | Haus → Haus bzw. Familien besitzend        |                                                                                        |
| Substantive                                                                           | ین (-ín)            | Auf ein Material hinweisend                                                    | مالګه (mā́lga) → مالګین (mālgín)          | Salz → salzig                              |                                                                                        |
| Substantive                                                                           | ین (-ín)            | Auf ein Material hinweisend                                                    | زر (zar) → زرین (zarín)                  | Gold → golden                              |                                                                                        |
| Weitere adjektivische Suffixe                                                         |                     |                                                                                |                                          |                                            |                                                                                        |
| Suffigierung der …                                                                    | Suffix              | Bedeutung                                                                      | Afghanisches Beispiel                    | Übersetzung                                | Anmerkung                                                                              |
|                                                                                       | یځ/یز (-idz/-iz)    | -                                                                              | هفته (hafta) → هفته ایز (hafta'iz)       | Woche → wöchentlich                        |                                                                                        |
| ور (-wár)                                                                             | -                   | زړه (zṛә) → زړه وړ (zṛә-wár)                                                   | Herz → mutig, beherzt                    |                                            |                                                                                        |
| مند/من (-mand[d])                                                                     | -                   | هنر (hunár) → هنرمند (hunarmán[d])                                             | Kunst → kunstfertig                      |                                            |                                                                                        |
| ژن/جن (-žәn/-jәn)                                                                     | -                   | غم (gham) → غمجن (ghamjә́n)                                                     | Kummer → traurig                         |                                            |                                                                                        |
| ناک (-nā́k)                                                                            | -                   | خطر (xatár) → خطرناک (xatarnā́k)                                                | Gefahr → gefährlich                      |                                            |                                                                                        |
| دار (-dā́r)                                                                            | -                   | مېوه (mewa) → مېوه دار (mewadā́r)                                               | Frucht → fruchttragend                   |                                            |                                                                                        |

| Bildung von Adjektiven durch Komposition |          |                          |                               |                                     | |
| Komposition der Adjektive mit …          | Morphem  | Übersetzung des Morphems | Afghanisches Beispiel         | Übersetzung                         | Bemerkung |
| Adjektiven                               | بد (bad) | schlecht                 | بدنام (bad-nām)               | verächtlich                         | |
| Adjektiven                               | بد (bad) | schlecht                 | بدګمان\بدګومان (bad-gumā́n)    | misstrauisch                        | |
| Adjektiven                               | وړ (waṛ) | passend, würdig          | د ستایلو وړ (də stāyә́lo waṛ)  | lobenswert (ستایل loben)            | vorangestellt sind entweder Substantive oder oblique Verbalsubstantive als Attributverbindung, d. h. mit د (də) |
| Adjektiven                               | وړ (waṛ) | passend, würdig          | د یادولو وړ (də yādawә́lo waṛ) | erwähnenswert (یادول erwähnen)      | vorangestellt sind entweder Substantive oder oblique Verbalsubstantive als Attributverbindung, d. h. mit د (də) |
| Adjektiven                               | وړ (waṛ) | passend, würdig          | د اعتبار وړ (də i'tibā́r waṛ)  | vertrauenswürdig (اعتبار Vertrauen) | vorangestellt sind entweder Substantive oder oblique Verbalsubstantive als Attributverbindung, d. h. mit د (də) |

### Verben (فعلونه oder افعال)
Die afghanischen Verben haben viele Gemeinsamkeiten mit den Verben der deutschen Sprache.
| Eigenschaften                    |                     |                    |           |
| -------------------------------- | ------------------- | ------------------ | --------- |
| Art des Verbs                    | Transitiv           | Intransitiv        |           |
| Person                           | 1. Person           | 2. Person          | 3. Person |
| Numerus (Anzahl) aller Personen  | Singular (Einzahl)  | Plural (Mehrzahl)  |           |
| Genus (Geschlecht) der 3. Person | Maskulin (Männlich) | Feminin (Weiblich) |           |

Ein Unterschied zwischen afghanischen und deutschen Verben besteht darin, dass das afghanische Verbalsystem in der 3. Person auch eine Konjugation nach dem Genus bei den Vergangenheitsformen (Präteritum, Perfekt und Plusquamperfekt) sowie beim Wort „sein“ kennt.
Beispiel
- Er/Sie/Es ist. (Im Deutschen kann man „ist“ für alle drei Genera verwenden.)
- . دی دﺉ
  - Er ist. (für Maskulinum دﺉ)
- . دا ده
  - Sie ist. (für Femininum ده)

Zudem hat das Afghanische die Besonderheit, dass neben der Akkusativkonstruktion (wie in der deutschen Sprache) auch eine Ergativkonstruktion entsprechend den Tempora der Verben existiert.

#### Transitive und intransitive Verben (لازمي او متعدي فعل)
Transitive Verben sind Verben, die neben dem Subjekt auch ein Objekt verlangen (zwei Argumente). Intransitiven Verben hingegen genügt ein Subjekt, d. h. sie benötigen kein Objekt (ein Argument). Ob ein Verb transitiv oder intransitiv ist, lässt sich aus seiner Bedeutung erkennen. Aber auch aus der Struktur des Verbs lässt sich oft herleiten, ob ein Verb transitiv oder intransitiv ist. Dabei gilt:
| Art des Verbs | Hilfsverb bzw. Suffix des Verbs | Übersetzung         | Beispiel (Afghanisch)      | Übersetzung     |
| ------------- | ------------------------------- | ------------------- | -------------------------- | --------------- |
| Transitiv     | کول (kawəl)                     | machen              | پرې کول (pre kawəl)        | schneiden       |
| Transitiv     | ـول (-wəl)                      | Suffix für „machen“ | خرڅول (xarcəwəl)           | verkaufen       |
| Intransitiv   | کېدل (kedəl)                    | werden              | لېونی کېدل (lewanáy kedəl) | verrückt werden |
| Intransitiv   | ـېدل (-edəl)                    | Suffix für „werden“ | تنګېدل (tangedəl)          | eng werden      |

کول/کېدل werden nach einem Vokal oder nach ی (-áy) verwendet und ول/ېدل nach Konsonant. Transitive Verben mit کول/ول sind in ihrer Handlungsrichtung aktiv, intransitive Verben mit کېدل/ېدل hingegen passiv oder reflexiv.

#### Infinitivstamm und Präsensstamm
Die afghanischen Verben haben zwei Stämme:
1. Infinitivstamm (= Präteritalstamm)
2. Präsensstamm

Der Infinitivstamm (=Präteritalstamm) ist der Infinitiv ohne die Endung (Suffix) ل (-əl). Infinitivstamm und Präsensstamm können identisch sein, jedoch gibt es meistens starke Abweichungen zwischen Präsensstamm und Infinitivstamm. Der Infinitiv sowie die Infinitivstämme (= Präteritalstämme) werden zur Bildung des Präteritums verwendet.
| Verben mit gleichen Infinitiv- und Präsensstamm |             |              |                                   |
| Infinitiv                                       | Übersetzung | Präsensstamm | Infinitivstamm (=Präteritalstamm) |
| کول (kawəl)                                     | machen      | کو (kaw-)    | کو (kaw-)                         |
| لیکل (likəl)                                    | schreiben   | لیکـ (lik-)  | لیکـ (lik-)                       |
| چښل (čəṣ̌əl)                                     | trinken     | چښـ (čəṣ̌-)   | چښـ (čəṣ̌-)                        |
| وهل (wahəl)                                     | schlagen    | وهـ (wah-)   | وهـ (wah-)                        |

| Verben mit Unterschied zwischen Infinitiv- und Präsensstamm |                                     |                     |                                   |
| Infinitiv                                                   | Übersetzung                         | Präsensstamm        | Infinitivstamm (=Präteritalstamm) |
| اخیستل (axistəl)                                            | nehmen                              | اخلـ (axl-)         | اخیستـ (axist-)                   |
| الوتل (alwatəl)                                             | fliegen                             | الوز (alwúz-/alúz-) | الوتـ (alwat-)                    |
| ویستل/ایستل ([w]istəl)                                      | herausnehmen, -ziehen               | باسـ (bās-)         | ویستـ/ایستـ ([w]ist-)             |
| ایښودل (iṣ̌odəl)                                             | legen, stellen                      | ږد (ẓ̌d-)            | ایښود (iṣ̌od-)                     |
| بلل (baləl)                                                 | nennen                              | بولـ (bol-)         | بلـ (bal-)                        |
| پرېښودل (preṣ̌odəl)                                          | lassen                              | پرېږد (preẓ̌d-)      | پرېښود (preṣ̌od-)                  |
| پوهېدل (pohedəl)                                            | verstehen                           | پوهېږ (poheẓ̌-)      | پوهېد (pohed-)                    |
| تلل (tləl)                                                  | gehen                               | ځـ (dz-)            | تلـ (tl-)                         |
| ختل (xatəl)                                                 | aufsteigen                          | خېژ (xež-)          | ختـ (xat-)                        |
| خوړل (xoṛəl)                                                | essen                               | خور (xor-)          | خوړ (xoṛ-)                        |
| خندل (xandəl)                                               | lachen                              | خاند (xānd-)        | خند (xand-)                       |
| راوستل (rāwustəl)                                           | herbeiholen                         | راولـ (rāwal-)      | راوستـ (rāwust-)                  |
| ژړل (žaṛəl)                                                 | weinen                              | ژاړ (žāṛ-)          | ژړ (žaṛ-)                         |
| ښودل (ṣ̌odəl)                                                | zeigen                              | ښیـ (ṣ̌əy-)          | ښود (ṣ̌od-)                        |
| ښوول (ṣ̌owəl)                                                | zeigen                              | ښیـ (ṣ̌əy-)          | ښوو (ṣ̌ow-)                        |
| غوښتل (ghoṣ̌təl)                                             | wollen                              | غواړ (ghwāṛ-)       | غوښتـ (ghoṣ̌t-)                    |
| کتل (katəl)                                                 | blicken                             | ګور (gor-)          | کت (kat-)                         |
| کښل (kṣ̌əl)                                                  | ziehen                              | کاږ (kāẓ̌-)          | کښـ (kṣ̌-)                         |
| کښېښودل (kṣ̌eṣ̌odəl)                                          | legen, stellen                      | کښېږد (kṣ̌eẓ̌d-)      | کښېښود (kṣ̌eṣ̌od-)                  |
| کښېنستل (kṣ̌enastəl)                                         | sitzen, sich setzen                 | کښېنـ (kṣ̌en-)       | کښېنستـ (kṣ̌enast-)                |
| لوستل (lwastəl)                                             | lesen                               | لولـ (lwal-)        | لوستـ (lwast-)                    |
| لیدل (lidəl)                                                | sehen                               | وینـ (win-)         | لید (lid-)                        |
| میندل (mindəl)                                              | finden                              | مومـ (mum-)         | میند (mind-)                      |
| موندل (mundəl)                                              | finden                              | مومـ (mum-)         | موند (mund-)                      |
| ننوتل (nənawatəl)                                           | hineingehen                         | ننوز (nənawúz-)     | ننوتـ (nənawat-)                  |
| نیول (niwəl)                                                | (etw./jmd.) halten/fangen/ergreifen | نیسـ (nis-)         | نیو (niw-)                        |
| وتل (watəl)                                                 | herausgehen                         | وځـ/وز (wu[d]z-)    | وتـ (wat-)                        |
| وژل (wažəl)                                                 | töten, löschen                      | وژنـ (wažn-)        | وژ (waž-)                         |
| ویل (wayəl)                                                 | sagen                               | وایـ (way-)         | ویـ (way-)                        |
| یووړل (yowṛəl)                                              | bringen                             | یوسـ (yos-)         | یووړ (yowṛ-)                      |

#### Akkusativ- und Ergativkonstruktion (passivische Konstruktion)
Die deutsche Sprache ist eine Akkusativsprache. Auch die afghanische Sprache ist eine Akkusativsprache, jedoch werden in den Vergangenheitsformen (Plusquamperfekt, Präteritum und Perfekt) der transitiven Verben sog. Ergativkonstruktionen verwendet und somit ist Afghanisch auch eine Ergativsprache (gespaltene Ergativität).
Der Unterschied zwischen Akkusativ- und Ergativkonstruktion liegt bloß darin, dass bei der Ergativkonstruktion die transitiven Verben nach dem Kasus obliquus, das gleichzeitig der Agens in diesem Falle ist, flektiert werden. Der Patiens hingegen wird als Rektus wiedergegeben (siehe Anwendung des Casus rectus und obliquus).
Deswegen wird die Ergativkonstruktion auch als passivische Konstruktion bezeichnet.
| Kurzgefasst: Die Personalendung des transitiven Verbs richtet sich bei der Ergativkonstruktion in den Vergangenheitsformen nach der nicht-handelnden Person (Patiens), die den Rektus besitzt. |

| Akkusativkonstruktion |                  |                                    |
| Agens (Rektus)        | Patiens (Rektus) | Verb nach Agens (Rektus) flektiert |

| Ergativkonstruktion |                  |                                      |
| Agens (Obliquus)    | Patiens (Rektus) | Verb nach Patiens (Rektus) flektiert |

Um dies zu verstehen, sollte man die folgenden grammatikalischen Begriffe unterscheiden können:
| Kasus (Fall) | Semantische (thematische) Rolle | Syntaktische (grammatische) Funktion |
| ------------ | ------------------------------- | ------------------------------------ |
| Rektus       | Agens (handelnde Person)        | Subjekt (Satzgegenstand)             |
| Obliquus     | Patiens („leidende“ Person)     | Objekt (Satzergänzung)               |

Eine Akkusativkonstruktion im Präsens wäre grammatikalisch sowohl auf Deutsch als auch auf Afghanisch gleich:
| Deutsches Beispiel im Präsens |                    |                    |
| Ich                           | sehe               | die Menschen.      |
| Agens                         | Prädikat (Präsens) | Patiens            |
| Subjekt                       | Prädikat (Präsens) | Objekt             |
| Nominativ (Rektus)            | Prädikat (Präsens) | Akkusativ (Rektus) |

Das transitive Verb „sehen“ wird nach dem Nominativ „Ich“ zum Prädikat „sehe“ flektiert und nicht nach dem Akkusativ „die Menschen“ zu „sehen“. „Ich“ ist gleichzeitig das Agens, also die handelnde Person (aktiv), und „die Menschen“ sind das Patiens, also die, die gesehen werden (passiv).
- . زه انسانان وینم
  - Agens (Rektus) – Patiens (Rektus) – Prädikat.
  - Ich – die Menschen – ich-sehe. (wörtlich)
  - Ich sehe die Menschen. (sinngemäß)

Da Deutsch eine reine Akkusativsprache ist, gilt dies in der deutschen Sprache auch für die Vergangenheitsformen von „sehen“, also:
| Deutsches Beispiel |                       |               |
| Ich                | sah                   | die Menschen. |
| Agens              | Prädikat (Präteritum) | Patiens       |
| Subjekt            | Prädikat (Präteritum) | Objekt        |
| Nominativ          | Prädikat (Präteritum) | Akkusativ     |

Das Präteritum von „sehen“, also „sah“, bezieht sich auf „Ich“, das im Nominativ angegeben ist. Im Afghanischen aber lautet dieser Satz:
- . ما انسانان لیدلې
  - Agens (Obliquus) – Patiens (Rektus) – Prädikat.
  - (Von) mir – die Menschen – wurden gesehen. (wörtlich)
  - Die Menschen wurden von mir gesehen. (sinngemäß, passiv)
  - Ich sah die Menschen. (sinngemäß, aktiv)

In der Ergativkonstruktion hat, wie man hier deutlich sieht, der Agens den Obliquus als Kasus und das transitive Verb „sehen“ wird im Präteritum zu „wurden gesehen“ (passiv) und ist kongruent zum Patiens „die Menschen“, der im Rektus steht. Wir sehen hier eindeutig die passivische Konstruktion (Ergativ), jedoch wird der Satz aktivisch verstanden.

##### Ergativkonstruktion einiger intransitiver Verben
Es gibt auch einige intransitive Verben, die beim Präteritum eine Ergativkonstruktion aufweisen. Dies sind intransitive Verben mit menschlichen und tierischen Handlungen, wie z. B. „weinen“, „lachen“, „bellen“, „niesen“, auch „machen“, aber nicht z. B. für „gehen“. Dies gilt für kurze Aussagen wie „Ich weinte“ oder „Er spuckte“. Dabei steht das Agens im Obliquus und das Verb im Infinitiv.
| Beispiele intransitiver Verben mit Ergativkonstruktion |                    |
| Afghanisch                                             | Übersetzung        |
| ما خندل (mā xandә́l)                                    | ich lachte         |
| ده ټوکل (də ṭukә́l)                                     | er spuckte         |
| زمریانو غړومبل (zmariyā́no ghṛumbәl)                    | die Löwen brüllten |

#### Konjugation der Verben (د فعلونه تصريف)

##### Aspekte
Es gibt zwei Aspekte (Blickrichtungen) der afghanischen Verben:
1. imperfektiver (unvollendeter) Aspekt
2. perfektiver (vollendeter) Aspekt

Ist ein Vorgang oder eine Handlung abgeschlossen/vollendet bzw. nur einmalig, so verdeutlicht man dies mit dem perfektiven Aspekt. Verwendet man hingegen den imperfektiven Aspekt eines Verbs, so macht man deutlich, dass eine Handlung oder ein Vorgang entweder noch nicht abgeschlossen worden ist oder iterativ (wiederholt) ist.
Es gibt drei Arten, wie afghanische Verben vom imperfektiven zum perfektiven Aspekt wechseln:
1. Präfix و (wú-) am imperfektiven Verb anhängen
  1. Für imperfektive Verben ohne nominalen Teil gilt dies immer.
  2. Wenn das Verb mit ا (a) beginnt, dann wird و (wú-) zu وا (wā-).
  3. Wenn ein Richtungspräverb را (rā-), در (dar-) oder ور (war-) vorhanden ist, dann steht, و (wú-) nach diesen Präverben.
2. Perfektiver Verbstamm
3. Akzentverschiebung von der letzten Silbe zur ersten Silbe
  1. Dies geschieht bei imperfektiven Verben mit den Präverben کښې (kṣ̌e-), پوری (pori-), پرې (-pre), ننـ (nəna-), را (rā-), در (dar-) und ور (war-).

Bei einigen imperfektiven Verben gibt es eigene perfektive Verbstämme, die man kennen sollte.
| Imperfektive und perfektive Verben       |                       |               |
| Imperfektive Verben                      | perfektive Verben     | Übersetzung   |
| Perfektive Verben mit dem Präfix و (wú-) |                       |               |
| لیدل (lidә́l)                             | ولیدل (wú-lidә́l)      | sehen         |
| رسېدل (rasedә́l)                          | ورسېدل (wú-rasedә́l)   | ankommen      |
| ووتل (wotә́l)                             | وووتل (wú-wotә́l)      | herauskommen  |
| اخیستل (axistә́l)                         | واخیستل (wāxistә́l)    | nehmen        |
| الوتل (alwatә́l)                          | والوتل (wālwatә́l)     | fliegen       |
| ورختل (war-xatә́l)                        | وروختل (war-wú-xatә́l) | hinaufsteigen |
| Perfektive Verben mit anderem Verbstamm  |                       |               |
| کول (kawә́l)                              | کړل (kṛəl)            | machen        |
| کېدل (kedә́l)                             | شول/سول (šwəl/swəl)   | werden        |
| تلل (tləl)                               | لاړل/ولاړل ([w]lāṛә́l) | gehen         |
| راتلل (rātlә́l)                           | راغلل (rāghlә́l)       | kommen        |
| Perfektive Verben mit Akzentverschiebung |                       |               |
| کښېنستل (kṣ̌enastә́l)                      | کښېنستل (kṣ̌énastəl)   | sich setzen   |
| پوریوهل (poriwahә́l)                      | پوریوهل (póriwahəl)   | stoßen        |
| پرېښودل (preṣ̌odә́l)                       | پرېښودل (préṣ̌odəl)    | (ver)lassen   |
| ننوتل (nənawatә́l)                        | ننوتل (nә́nawatəl)     | eintreten     |
| راوړل (rāwṛә́l)                           | راوړل (rā́wṛəl)        | herbringen    |

Zusammengesetzte Verben, also Verben aus einem Adjektiv/Nomen mit einem Hilfsverb, werden zum perfektiven Verb, indem ihr imperfektiver Hilfsverb/Endung zum perfektiven Hilfsverb/Endung wird:
| Perfektiver Aspekt zusammengesetzter Verben |                                      |                                                      |                      |
| Imperfektive Verben                         | perfektive Verben                    | Beispiel (Afghanisch)                                | Übersetzung          |
| کول/ـول (kawəl/-wəl) + Adjektiv/Nomen       | کړل (kṛəl) + Adjektiv/Nomen          | پیدا کول (paydā kawəl) → پیدا کړل (paydā kṛəl)       | erschaffen; finden   |
| کېدل/ـېدل (kedəl/-dəl) + Adjektiv/Nomen     | شول/سول (šwəl/swəl) + Adjektiv/Nomen | تیارېدل (tajāredəl) → تیار شول/سول (tayār šwəl/swəl) | fertig/bereit werden |

##### Infinite Verbformen
Bei den infiniten Verbformen unterscheiden wir den Infinitiv, das Partizip Präsens (= Partizip I) und das Partizip Perfekt (= Partizip II).
| Infinite Verbform | Verbstruktur                  | Konjugation        | Beispiel (Afghanisch) | Übersetzung |
| ----------------- | ----------------------------- | ------------------ | --------------------- | ----------- |
| Infinitiv         | ل (-əl) + Infinitivstamm      | -                  | تلل (tləl)            | gehen       |
| Partizip Präsens  | ونکی (-únkay)+ Infinitivstamm | Singular, maskulin | تلونکی (tlúnkay)      | gehend      |
| Partizip Präsens  | ونکې (-únke) + Infinitivstamm | Singular, feminin  | تلونکې (tlúnke)       | gehend      |
| Partizip Präsens  | ونکي (-únki) + Infinitivstamm | Plural, m./f.      | تلونکي (tlúnki)       | gehend      |
| Partizip Perfekt  | ی (-ay) + Infinitiv           | Singular, maskulin | تللی (tləlay)         | gegangen    |
| Partizip Perfekt  | ې (-e) + Infinitiv            | Singular, feminin  | تللې (tləle)          | gegangen    |
| Partizip Perfekt  | ي (-i) + Infinitiv            | Plural, m./f.      | تللي (tləli)          | gegangen    |

Bei dem Partizip Perfekt gibt es wenige Ausnahmen von dieser Strukturregel, die im Folgenden dargestellt sind:
1. Die Verben کول، کېدل und راتلل (werden, machen und herkommen) werden zum Partizip Perfekt, indem ihre perfektiven Infinitive (کړل، سول und راغلل) die entsprechenden Endungen annehmen (z. B. wird کول zu سوی (səway), also „machen“ zu „geworden“)
2. Bei manchen Verben wird das ل (-əl) des Infinitivs weggelassen oder es kommt grundsätzlich nicht vor (z. B. اخیستل wird nur zu اخیستی)
3. Zusammengesetzte Verben mit den Suffixen ول (-wəl)/ېدل (-edəl) zerfallen dabei in den nominalen Teil und dem Partizip des Präteritums ک‌ړی (kəṛay)/سوی (səway) [Sg., m.] (z. B. wird خوړول zu خوړ کړی/کړې/کړي, also „bauen“ zu „gebaut“ mit den jeweiligen Konjugationen)

Es gibt Besonderheiten bei den afghanischen infiniten Verbformen:
1. Die Partizipien sind konjugierbar! Im Deutschen haben die beiden Partizipien I und II keine Konjugation auf Numerus und Genus.
2. Die infiniten Verbformen können auch als Adjektiv oder Substantiv verwendet werden. Dabei gilt:
  1. Der Infinitiv entspricht auch einem Substantiv, z. B. kann کول (kawəl) sowohl als Verb „machen; tun; handeln“ als auch als Substantiv „Das Tun“ bzw. „Das Handeln“ aufgefasst werden.
  2. Das Partizip Präsens kann auch als Adjektiv und Substantiv aufgefasst werden. Z. B. kann وژونکی (wažúnkay) als „tötende“ (m.) oder „Der Tötende; Der Mörder“ (m.) bzw. وژونکې (wažúnke) entsprechend „tötende“ (f.) oder „Die Tötende; Die Mörderin“ (f.) aufgefasst werden. In Kombination mit anderen Substantiven können sie z. B. Neologismen bilden, bspw. ميکروب وژونکی (mikrób-wažúnkay) „das Mikrobizid“ oder wörtlich „der Mikroben Tötende“.
  3. Das Partizip Perfekt kann auch als Adjektiv oder Substantiv verwendet werden, z. B. kann لوستی (lwástay) als „gelesen“ (Partizip Perfekt), als „gebildete; belesene“ (m.) (Adjektiv) oder als „Der Gebildete“ (Substantiv) verstanden werden.

##### Personalendungen
Die Personalendungen sind in der Regel immer gleich, jedoch gibt es wenige Ausnahmen bzw. Ergänzungen wie bei der Flexion bzw. Konjugation des Wortes „sein“. Diese Ausnahmen oder Ergänzungen betreffen insbesondere die 3. Person, aber auch die 2. Person/Plural. Z. B. gibt es in der 2. Person/Plural gelegentlich auch die Personalendung است (-āst).
| Personalendungen | Kasus und Numerus   |
| ---------------- | ------------------- |
| ـم (-әm)         | 1. Person, Singular |
| ـې (-e)          | 2. Person, Singular |
| ـی (-i)          | 3. Person, Singular |
| ـو (-u)          | 1. Person, Plural   |
| ـئ (-әy)         | 2. Person, Plural   |
| ـی (-i)          | 3. Person, Plural   |

##### Konjugation von „sein“
Die afghanische Sprache besitzt keinen Infinitiv für die Kopula „sein“.
| Konjugation von „sein“                             |                     |                  |
| Konjugationsparameter                              | Afghanisch          | Übersetzung      |
| Präsens von „sein“                                 | یم (yәm)            | (ich) bin        |
| Präsens von „sein“                                 | ئې (ye)             | (du) bist        |
| Präsens von „sein“                                 | دئ (dәy)            | (er) ist         |
| Präsens von „sein“                                 | ده (da)             | (sie) ist        |
| Präsens von „sein“                                 | یو (yu)             | (wir) sind       |
| Präsens von „sein“                                 | یاست (yāst)         | (ihr) seid       |
| Präsens von „sein“                                 | ئئ (yәy)            | (ihr) seid       |
| Präsens von „sein“                                 | دی (di)             | (sie) sind       |
| Präteritum von „sein“                              | وم (wәm)            | (ich) war        |
| Präteritum von „sein“                              | وې (wé)             | (du) warst       |
| Präteritum von „sein“                              | وُ (wu)              | (er) war         |
| Präteritum von „sein“                              | وه (wa)             | (sie) war        |
| Präteritum von „sein“                              | وو (wu)             | (wir) waren      |
| Präteritum von „sein“                              | وئ (wәy)            | (ihr) wart       |
| Präteritum von „sein“                              | واست (wāst)         | (ihr) wart       |
| Präteritum von „sein“                              | وه (wә)             | (sie) waren (m)  |
| Präteritum von „sein“                              | وو (wu)             | (sie) waren (m)  |
| Präteritum von „sein“                              | وې (we)             | (sie) waren (f.) |
| Präsens II von „sein“, das وی (wi) (nur 3. Person) | وی (wi)             | es sei; es möge  |
| Konditionalform von „sein“, das وای (wāy)          | زه وای (zә wāy)     | ich wäre         |
| Konditionalform von „sein“, das وای (wāy)          | ته وای (tә wāy)     | du wärst         |
| Konditionalform von „sein“, das وای (wāy)          | دی وای (daj wāy)    | er wäre          |
| Konditionalform von „sein“, das وای (wāy)          | دا وای (dā wāy)     | sie wäre         |
| Konditionalform von „sein“, das وای (wāy)          | مونږ وای (muẓ̌ wāy)  | wir wären        |
| Konditionalform von „sein“, das وای (wāy)          | تاسی وای (tā́si wāy) | ihr wärt         |
| Konditionalform von „sein“, das وای (wāy)          | دوی وای (duj wāy)   | sie wären        |

##### Modus
Die Bildung folgender Modi (Aussageweisen) ist im Nachfolgenden gezeigt:
1. Indikativ
2. Konditionalis
3. Potentialis
4. Imperativ

###### Indikativ
Beim Indikativ (Wirklichkeitsform) unterscheiden wir die Zeitformen (Tempora) in der Zukunft (Futur), Gegenwart (Präsens) und Vergangenheit. In der zeitlichen Reihenfolge von der Vergangenheit zur Zukunft sortiert (links nach rechts), können die üblichen Zeitformen des Indikativs in der afghanischen Sprache gebildet werden:
Plusquamperfekt → Präteritum → Perfekt → Präsens → Futur II → Futur I
bzw.
vollendete Vergangenheit → Vergangenheit → vollendete Gegenwart → Gegenwart → vollendete Zukunft → Zukunft
Bildung der Zeitformen am Beispiel des Infinitivs des intransitiven Verbs تلل (tləl) „gehen“ und des transitiven Verbs لیدل (lidә́l) „sehen“ ist nachfolgend gezeigt (siehe Tempusbildung).
Die Ergativkonstruktion der transitiven Verben der drei Vergangenheitsformen (Plusquamperfekt, Präteritum und Perfekt) werden genauso gebildet wie die Vergangenheitsformen der intransitiven Verben, jedoch muss man darauf achten, dass man die transitiven Verben nach dem Patiens, der den Rektus besitzt, konjugiert.

###### Konditionalis
Der Konditionalis drückt einen irrealen Wunsch oder eine Bedingtheit aus.
| Bildung des Konditionalis (= Konjunktiv II) |                    |                   |                         |                    |
| Tempus (Zeit)                               | Afghanisch         | Struktur          | Beispiel                | Übersetzung        |
| Präsens                                     | آی -Infinitiv      | Infinitiv-āy      | لیدلای (lidəlāy)        | würde sehen        |
| Präsens                                     | آی -Infinitivstamm | Infinitivstamm-āy | لیدای (lidāy)           | würde sehen        |
| Präteritum                                  | وای + Partizip II  | Partizip II + wāy | لیدلی وای (lidəlay wāy) | wäre/hätte gesehen |

وای (wāy) ist die Konditionalform von „sein“.
| Häufige Einleitung des Konditionalsatzes |                  |
| Afghanisch                               | Übersetzung      |
| کاشکی (kā́ški)                            | Wenn doch!       |
| مبادا (mábādā)                           | Wenn bloß nicht! |

###### Potentialis
Der Potentialis, d. h. die Darstellung eines möglichen Geschehens, wird im Afghanischen durch einen Verb mit der Konditionalform (der Endung آی (-āy)) und die Flexion von شول (šwәl) (östlich) bzw. سول (swәl) (westlich) „können“ gebildet.
| Bildung des Potentialis am Beispiel اخیستل (axistә́l) „nehmen“                                 |                                                            |                                   |                                                     |                                                  |
| Tempus (Zeitform)                                                                             | Konstruktion                                               | Person, Numerus, Genus            | Afghanisch                                          | Übersetzung                                      |
| Präteritum mit شوای (šwāy) bzw. سوای (swāy)                                                   | آی سوای-Infinitiv ما (mā Infinitiv-āy swāy)                | 1. Person, Singular               | ما اخیستلای سوای (mā axistә́lāy swāy)                | ich konnte nehmen bzw. ich hätte nehmen können   |
| Präteritum mit شوای (šwāy) bzw. سوای (swāy)                                                   | آی سوای-Infinitiv تا (tā Infinitiv-āy swāy)                | 2. Person, Singular               | تا اخیستلای سوای (tā axistә́lāy swāy)                | du konntest nehmen bzw. du hättest nehmen können |
| Präteritum mit شوای (šwāy) bzw. سوای (swāy)                                                   | آی سوای-Infinitiv ده (də Infinitiv-āy swāy)                | 3. Person, Singular, maskulin     | ده اخیستلای سوای (də axistә́lāy swāy)                | er konnte nehmen bzw. er hätte nehmen können     |
| Präteritum mit شوای (šwāy) bzw. سوای (swāy)                                                   | آی سوای-Infinitiv دا (dā Infinitiv-āy swāy)                | 3. Person, Singular, feminin      | دې اخیستلای سوای (de axistә́lāy swāy)                | sie konnte nehmen bzw. sie hätte nehmen können   |
| Präteritum mit شوای (šwāy) bzw. سوای (swāy)                                                   | آی سوای-Infinitiv مونږ (muẓ̌ Infinitiv-āy swāy)             | 1. Person, Plural                 | مونږ اخیستلای سوای (muẓ̌ axistә́lāy swāy)             | wir konnten nehmen bzw. wir hätten nehmen können |
| Präteritum mit شوای (šwāy) bzw. سوای (swāy)                                                   | آی سوای-Infinitiv تاسی (tā́si Infinitiv-āy swāy)            | 2. Person, Plural                 | تاسی اخیستلای سوای (tā́si axistә́lāy swāy)            | ihr konntet nehmen bzw. ihr hättet nehmen können |
| Präteritum mit شوای (šwāy) bzw. سوای (swāy)                                                   | آی سوای-Infinitiv دوی (duy Infinitiv-āy swāy)              | 3. Person, Plural                 | دوی اخیستلای سوای (duy axistә́lāy swāy)              | sie konnten nehmen bzw. sie hätten nehmen können |
| Präsens                                                                                       |                                                            |                                   |                                                     |                                                  |
| آی سم-Infinitiv (Infinitiv-āy sәm)                                                            | 1. Person, Singular                                        | اخیستلای سم (axistә́lāy sәm)       | ich kann nehmen                                     |                                                  |
| آی سې-Infinitiv (Infinitiv-āy se)                                                             | 2. Person, Singular                                        | اخیستلای سې (axistә́lāy se)        | du kannst nehmen                                    |                                                  |
| آی سی-Infinitiv (Infinitiv-āy si)                                                             | 3. Person, Singular                                        | اخیستلای سی (axistә́lāy si)        | er/sie kann nehmen                                  |                                                  |
| آی سو-Infinitiv (Infinitiv-āy su)                                                             | 1. Person, Plural                                          | اخیستلای سو (axistә́lāy su)        | wir können nehmen                                   |                                                  |
| آی سئ-Infinitiv (Infinitiv-āy sәy)                                                            | 2. Person, Plural                                          | اخیستلای سئ (axistә́lāy sәy)       | ihr könnt nehmen                                    |                                                  |
| آی سی-Infinitiv (Infinitiv-āy si)                                                             | 3. Person, Plural                                          | اخیستلای سی (axistә́lāy si)        | sie können nehmen                                   |                                                  |
| Futur I                                                                                       |                                                            |                                   |                                                     |                                                  |
| آی به سم-Infinitiv (Infinitiv-āy bә sәm)                                                      | 1. Person, Singular                                        | اخیستلای به سم (axistә́lāy bә sәm) | ich werde nehmen können                             |                                                  |
| آی به سې-Infinitiv (Infinitiv-āy bә se)                                                       | 2. Person, Singular                                        | اخیستلای به سې (axistә́lāy bә se)  | du wirst nehmen können                              |                                                  |
| آی به سی-Infinitiv (Infinitiv-āy bә si)                                                       | 3. Person, Singular                                        | اخیستلای به سی (axistә́lāy bә si)  | er/sie wird nehmen können                           |                                                  |
| آی به سو-Infinitiv (Infinitiv-āy bә su)                                                       | 1. Person, Plural                                          | اخیستلای به سو (axistә́lāy bә su)  | wir werden nehmen können                            |                                                  |
| آی به سئ-Infinitiv (Infinitiv-āy bә sәy)                                                      | 2. Person, Plural                                          | اخیستلای به سئ (axistә́lāy bә sәy) | ihr werdet nehmen können                            |                                                  |
| آی به سی-Infinitiv (Infinitiv-āy bә si)                                                       | 3. Person, Plural                                          | اخیستلای به سی (axistә́lāy bә si)  | sie werden nehmen können                            |                                                  |
| Konditionalis                                                                                 | -کولای س- چي واخل Personalpronomen (… kә́wәlāy s- či wāxl-) | 1. Person, Singular               | زه کولای سم چي واخلم (zә kә́wәlāy sәm či wāxlә́m)     | ich könnte nehmen                                |
| Konditionalis                                                                                 | -کولای س- چي واخل Personalpronomen (… kә́wәlāy s- či wāxl-) | 2. Person, Singular               | ته کولای سې چي واخلې (tә kә́wәlāy se či wāxlé)       | du könntest nehmen                               |
| Konditionalis                                                                                 | -کولای س- چي واخل Personalpronomen (… kә́wәlāy s- či wāxl-) | 3. Person, Singular, maskulin     | دی کولای سي چي واخلی (dәy kә́wәlāy si či wāxlí)      | er könnte nehmen                                 |
| Konditionalis                                                                                 | -کولای س- چي واخل Personalpronomen (… kә́wәlāy s- či wāxl-) | 3. Person, Singular, feminin      | دا کولای سي چي واخلی (dā kә́wәlāy si či wāxlí)       | sie könnte nehmen                                |
| Konditionalis                                                                                 | -کولای س- چي واخل Personalpronomen (… kә́wәlāy s- či wāxl-) | 1. Person, Plural                 | مونږ کولای سو چي واخلو (muẓ̌ kә́wәlāy su či wāxlú)    | wir könnten nehmen                               |
| Konditionalis                                                                                 | -کولای س- چي واخل Personalpronomen (… kә́wәlāy s- či wāxl-) | 2. Person, Plural                 | تاسي کولای سئ چي واخلئ (tāsi kә́wәlāy səy či wāxlә́y) | ihr könntet nehmen sie könnten nehmen            |
| Konditionalis                                                                                 | -کولای س- چي واخل Personalpronomen (… kә́wәlāy s- či wāxl-) | 3. Person, Plural                 | دوی کولای سی چي واخلئ (duy kә́wәlāy si či wāxlí)     | sie könnten nehmen                               |
| Statt آی (-āy) als Endung am Infinitiv kommt inzwischen auch die Endung ی (-ay) häufiger vor. |                                                            |                                   |                                                     |                                                  |
| Beispiel                                                                                      |                                                            |                                   |                                                     |                                                  |
| Form mit آی (-āy)                                                                             | Form mit ی (-ay)                                           | Übersetzung                       |                                                     |                                                  |
| زه اخیستلای سم (zә axistә́lāy sәm)                                                             | زه اخیستلی سم (zә axistә́lay sәm)                           | Ich kann nehmen                   |                                                     |                                                  |

###### Imperativ (امر)
Der Imperativ (Befehlsform) wird aus dem Präsensstamm und den jeweiligen Affixen gebildet.
Anhand des transitiven Verbs پخول (paxəwəl) „kochen“ wird in der nachfolgenden Tabelle beispielhaft die Bildung des Imperativs gezeigt.
| Imperativstruktur      | Konjugation                    | Beispiel (Afghanisch) | Übersetzung   |
| ---------------------- | ------------------------------ | --------------------- | ------------- |
| ه (-a)+ Präsensstamm   | Präsens, Aktiv, 2. Person, Sg. | پخوه (paxəwa)         | Koche!        |
| ﺉ (-әy) + Präsensstamm | Präsens, Aktiv, 2. Person, Pl. | پخوئ (paxəwey)        | Kocht!        |
| و...ه (wú-...-a)       | Perfekt, Aktiv, 2. Person, Sg. | وپخوه (wúpaxəwa)      | Habe gekocht! |
| و...ﺉ (wú-...-әy)      | Perfekt, Aktiv, 2. Person, Pl. | وپخوئ (wúpaxəwey)     | Habt gekocht! |

Zur Verneinung durch „nicht“ wird مه (má) verwendet, z. B.
- ! مه کوه
  - Mach/tu (das) nicht!

#### Tempusbildung

##### Präsens
Das Präsens wird durch den Präsensstamm und den jeweiligen Personalendungen gebildet.
| Bildung des Präsens eines intransitiven Verbs |                           |                           |                       |             |
| Afghanisch                                    | Konstruktion (Lateinisch) | Person, Numerus und Genus | Beispiel (Afghanisch) | Übersetzung |
| م...                                          | Präsensstamm + -əm        | 1. Person, Sg., m./f.     | زه ځم (zə dzəm)       | ich gehe    |
| ې...                                          | Präsensstamm + -e         | 2. Person, Sg., m./f.     | ته ځې (tə dze)        | du gehst    |
| ی...                                          | Präsensstamm + -i         | 3. Person, Sg., m./f.     | دی/دا ځی (day/dā dzi) | er/sie geht |
| و...                                          | Präsensstamm + -u         | 1. Person, Pl., m./f.     | مونږ ځو (muẓ̌ dzu)     | wir gehen   |
| ئ...                                          | Präsensstamm + -əy        | 2. Person, Pl., m./f.     | تاسی ځئ (tā́si dzəy)   | ihr geht    |
| ی...                                          | Präsensstamm + -i         | 3. Person, Pl., m./f.     | دوی ځی (duy dzi)      | sie gehen   |

| Bildung des Präsens eines transitiven Verbs |                           |                           |                          |             |
| Afghanisch                                  | Konstruktion (Lateinisch) | Person, Numerus und Genus | Beispiel (Afghanisch)    | Übersetzung |
| م...                                        | Präsensstamm + -əm        | 1. Person, Sg., m./f.     | زه وینم (zə winəm)       | ich sehe    |
| ې...                                        | Präsensstamm + -e         | 2. Person, Sg., m./f.     | ته وینې (tə wine)        | du siehst   |
| ی...                                        | Präsensstamm + -i         | 3. Person, Sg., m./f.     | دی/دا وینی (day/dā wini) | er/sie seht |
| و...                                        | Präsensstamm + -u         | 1. Person, Pl., m./f.     | مونږ وینو (muẓ̌ winu)     | wir sehen   |
| ئ...                                        | Präsensstamm + -əy        | 2. Person, Pl., m./f.     | تاسی وینئ (tā́si winəy)   | ihr seht    |
| ی...                                        | Präsensstamm + -i         | 3. Person, Pl., m./f.     | دوی وینی (duy wini)      | sie sehen   |

##### Futur I
Zur Ausdrückung eines Sachverhaltes in Futur wird das Zukunftspartikel به (bə) verwendet, das an beliebiger Stelle stehen kann, fast immer mitten im Satz, aber nie am Satzanfang.
Also به + Präsens bilden Futur I.
| Bildung des Futur I eines intransitiven Verbs |                           |                           |                             |                   |
| Afghanisch                                    | Konstruktion (Lateinisch) | Person, Numerus und Genus | Beispiel (Afghanisch)       | Übersetzung       |
| به...م                                        | bə Präsensstamm + -əm     | 1. Person, Sg., m./w.     | زه به ځم (zə bə dzəm)       | ich werde gehen   |
| به...ې                                        | bə Präsensstamm + -e      | 2. Person, Sg., m./w.     | ته به ځې (tə bə dze)        | du wirst gehen    |
| به...ی                                        | bə Präsensstamm + -i      | 3. Person, Sg., m./w.     | دی/دا به ځی (day/dā bə dzi) | er/sie wird gehen |
| به...و                                        | bə Präsensstamm + -u      | 1. Person, Pl., m./w.     | مونږ به ځو (muẓ̌ bə dzu)     | wir werden gehen  |
| به...ئ                                        | bə Präsensstamm + -əy     | 2. Person, Pl., m./w.     | تاسی به ځئ (tā́si bə dzəy)   | ihr werdet gehen  |
| به...ی                                        | bə Präsensstamm + -i      | 3. Person, Pl., m./w.     | دوی به ځی (duy bə dzi)      | sie werden gehen  |

| Bildung des Futur I eines transitiven Verbs |                           |                           |                                |                   |
| Afghanisch                                  | Konstruktion (Lateinisch) | Person, Numerus und Genus | Beispiel (Afghanisch)          | Übersetzung       |
| به...م                                      | bə Präsensstamm + -əm     | 1. Person, Sg., m./w.     | زه به وینم (zə bə winəm)       | ich werde sehen   |
| به...ې                                      | bə Präsensstamm + -e      | 2. Person, Sg., m./w.     | ته به وینې (tə bə wine)        | du wirst sehen    |
| به...ی                                      | bə Präsensstamm + -i      | 3. Person, Sg., m./w.     | دی/دا به وینی (day/dā bə wini) | er/sie wird sehen |
| به...و                                      | bə Präsensstamm + -u      | 1. Person, Pl., m./w.     | مونږ به وینو (muẓ̌ bə winu)     | wir werden sehen  |
| به...ئ                                      | bə Präsensstamm + -əy     | 2. Person, Pl., m./w.     | تاسی به وینئ (tā́si bə winəy)   | ihr werdet sehen  |
| به...ی                                      | bə Präsensstamm + -i      | 3. Person, Pl., m./w.     | دوی به وینی (duy bə wini)      | sie werden sehen  |

##### Präteritum
Das Präteritum wird durch den Infinitiv und dem Anfügen der Personalendungen gebildet.
Bei manchen Verben wird der Infinitiv auch ohne ل (-əl) des Infinitivs gebildet, v. a. bei Verben mit der Endung ېدل (-edəl) ist dies der Fall.
| Bildung des Präteritums eines intransitiven Verbs |                           |                        |                            |             |
| Afghanisch                                        | Konstruktion (Lateinisch) | Person, Numerus, Genus | Beispiel (Afghanisch)      | Übersetzung |
| م...                                              | Infinitiv + -əm           | 1. Person, Sg., m.     | زه تللم (zə tlələm)        | ich ging    |
| ې...                                              | Infinitiv + -e            | 2. Person, Sg., m.     | ته تللې (tə tləle)         | du gingst   |
| ئ ohne ل                                          | Infinitiv ohne -əl + əy   | 3. Person, Sg., m.     | دی تلئ (day tləy)          | er ging     |
| ه...                                              | Infinitiv + -a            | 3. Person, Sg., f.     | دا تلله (dā tləla)         | sie ging    |
| و... oder                                         | Infinitiv + u             | 1. Person, Pl., m./f.  | مونږ تللو (muẓ̌ tləlu)      | wir gingen  |
| است...                                            | Infinitiv + -āst/-əy      | 2. Person, Pl., m./f.  | تاسی تللاست (tā́si tləlāst) | ihr gingt   |
| –                                                 | Infinitiv                 | 3. Person, Pl.         | دوی تلل (duy tləl)         | sie gingen  |

| Bildung des Präteritums eines transitiven Verbs (Ergativkonstruktion) |                           |                        |                              |                                        |
| Afghanisch                                                            | Konstruktion (Lateinisch) | Person, Numerus, Genus | Beispiel (Afghanisch)        | Übersetzung                            |
| م...                                                                  | Infinitiv + -əm           | 1. Person, Sg., m.     | زه لیدلم (zə lidә́ləm)        | ich wurde gesehen (von) bzw. sah mich  |
| ې...                                                                  | Infinitiv + -e            | 2. Person, Sg., m.     | ته لیدلې (tə lidә́le)         | du wurdest gesehen (von) bzw. sah dich |
| ohne ل                                                                | Infinitiv ohne -əl        | 3. Person, Sg., m.     | دی لید (daj lid)             | er wurde gesehen (von) bzw. sah ihn    |
| ه ohne ل                                                              | Infinitiv ohne -əl + ə    | 3. Person, Sg., m.     | دی لیده (day lidә́)           | er wurde gesehen (von) bzw. sah ihn    |
| ئ ohne ل                                                              | Infinitiv ohne -əl + əy   | 3. Person, Sg., m.     | دی لیدئ (day lidəy)          | er wurde gesehen (von) bzw. sah ihn    |
| ه...                                                                  | Infinitiv + -a            | 3. Person, Sg., f.     | دا لیدله (dā lidә́la)         | sie wurde gesehen (von) bzw. sah sie   |
| و... oder                                                             | Infinitiv + u             | 1. Person, Pl., m./f.  | مونږ لیدلو (muẓ̌ lidә́lu)      | wir wurden gesehen (von) bzw. sah uns  |
| است...                                                                | Infinitiv + -āst/-əy      | 2. Person, Pl., m./f.  | تاسی لیدلاست (tā́si lidә́lāst) | ihr wurdet gesehen (von) bzw. sah euch |
| –                                                                     | Infinitiv                 | 3. Person, Pl.         | دوی لیدل (duj lidә́l)         | sie wurden gesehen (von) bzw. sah sie  |

##### Perfekt
Das Perfekt wird durch das Partizip Perfekt (= Partizip Präteritum = Partizip II) und Präsens von „sein“ gebildet.
| Bildung des Perfekts eines intransitiven Verbs |                           |                        |                                         |                   |
| Afghanisch                                     | Konstruktion (Lateinisch) | Person, Numerus, Genus | Beispiel (Afghanisch)                   | Übersetzung       |
| Partizip II + یم                               | Partizip II + jəm         | 1. Person, Sg., m.     | زه تللی یم (zə tləlay yəm)              | ich bin gegangen  |
| Partizip II + یم                               | Partizip II + jəm         | 1. Person, Sg., f.     | زه تللې یم (zə tləle yəm)               | ich bin gegangen  |
| Partizip II + ئې                               | Partizip II + ye          | 2. Person, Sg., m.     | ته تللی ئې (tə tləlay ye)               | du bist gegangen  |
| Partizip II + ئې                               | Partizip II + ye          | 2. Person, Sg., f.     | ته تللې ئې (tə tləle ye)                | du bist gegangen  |
| Partizip II + دئ                               | Partizip II + dəy         | 3. Person, Sg., m.     | دی تللی دئ (day tləlay dəy)             | er ist gegangen   |
| Partizip II + ده                               | Partizip II + da          | 3. Person, Sg., f.     | دا تللې ده (dā tləle da)                | sie ist gegangen  |
| Partizip II + یو                               | Partizip II + yu          | 1. Person, Pl., m.     | مونږ تللي یو (muẓ̌ tləli yu)             | wir sind gegangen |
| Partizip II + یاست bzw. ئئ                     | Partizip II + yāst/yəy    | 2. Person, Pl., m./f.  | تاسی تللي ئئ/یاست (tā́si tləli yəy/yāst) | ihr seid gegangen |
| Partizip II + دی                               | Partizip II + di          | 3. Person, Pl., m./f.  | دوی تللي دی (duy tləli di)              | sie sind gegangen |

| Bildung des Perfekts eines transitiven Verbs (Ergativkonstruktion) |                           |                        |                                           |                               |
| Afghanisch                                                         | Konstruktion (Lateinisch) | Person, Numerus, Genus | Beispiel (Afghanisch)                     | Übersetzung                   |
| Partizip II + یم                                                   | Partizip II + yəm         | 1. Person, Sg., m.     | زه لیدلی یم (zə lidә́lay yəm)              | ich bin gesehen worden (von)  |
| Partizip II + یم                                                   | Partizip II + yəm         | 1. Person, Sg., f.     | زه لیدلې یم (zə lidә́le yəm)               | ich bin gesehen worden (von)  |
| Partizip II + ئې                                                   | Partizip II + ye          | 2. Person, Sg., m.     | ته لیدلی ئې (tə lidә́lay ye)               | du bist gesehen worden (von)  |
| Partizip II + ئې                                                   | Partizip II + ye          | 2. Person, Sg., f.     | ته لیدلې ئې (tə lidә́le ye)                | du bist gesehen worden (von)  |
| Partizip II + دئ                                                   | Partizip II + dəy         | 3. Person, Sg., m.     | دی لیدلی دئ (day lidә́lay dəy)             | er ist gesehen worden (von)   |
| Partizip II + ده                                                   | Partizip II + da          | 3. Person, Sg., f.     | دا لیدلې ده (dā lidә́le da)                | sie ist gesehen worden (von)  |
| Partizip II + یو                                                   | Partizip II + yu          | 1. Person, Pl., m.     | مونږ لیدلي یو (muẓ̌ lidә́li yu)             | wir sind gesehen worden (von) |
| Partizip II + یاست bzw. ئئ                                         | Partizip II + yāst/yəy    | 2. Person, Pl., m./f.  | تاسی لیدلي ئئ/یاست (tā́si lidә́li yəy/yāst) | ihr seid gesehen worden (von) |
| Partizip II + دی                                                   | Partizip II + di          | 3. Person, Pl., m./f.  | دوی لیدلي دی (duy lidә́li di)              | sie sind gesehen worden (von) |

##### Plusquamperfekt
Das Plusquamperfekt (Zeit vor Präteritum) wird durch das Partizip Perfekt (= Partizip Präteritum = Partizip II) und das Präteritum von „sein“ gebildet.
Das Partizip Perfekt ist nach Genus und Numerus flektierbar (s. unter Infinitive Verbformen).
| Bildung des Plusquamperfekts eines intransitiven Verbs |                           |                           |                                         |                    |
| Afghanisch                                             | Konstruktion (Lateinisch) | Person, Numerus und Genus | Beispiel (Afghanisch)                   | Übersetzung        |
| Partizip II + وم                                       | Partizip II + wəm         | 1. Person, Sg., m.        | زه تللی وم (zә tləlay wəm)              | ich war gegangen   |
| Partizip II + وم                                       | Partizip II + wəm         | 1. Person, Sg., f.        | زه تللې وم (zә tləle wəm)               | ich war gegangen   |
| Partizip II + وې                                       | Partizip II + we          | 2. Person, Sg., m.        | ته تللی وې (tә tləlay we)               | du warst gegangen  |
| Partizip II + وې                                       | Partizip II + we          | 2. Person, Sg., f.        | ته تللې وې (tә tləle we)                | du warst gegangen  |
| Partizip II + وً                                        | Partizip II + wu          | 3. Person, Sg., m.        | دی تللی وً (daj tləlay wu)               | er war gegangen    |
| Partizip II + وه                                       | Partizip II + wa          | 3. Person, Sg., f.        | دا تللې وه (dā tləle wa)                | sie war gegangen   |
| Partizip II + وو                                       | Partizip II + wu          | 1. Person, Pl., m./f.     | مونږ تللي وو (muẓ̌ tləli wu)             | wir waren gegangen |
| Partizip II + واست bzw. و‍ئ                              | Partizip II + wāst/wəy    | 2. Person, Pl., m./f.     | تاسی تللي وئ/واست (tā́si tləli wāst/wəy) | ihr wart gegangen  |
| Partizip II + وو/وه                                    | Partizip II + wu/wə       | 3. Person, Pl., m.        | دوی تللي وه (duy tləli wə)              | sie waren gegangen |
| Partizip II + وې                                       | Partizip II + we          | 3. Person, Pl., f.        | دوی تللي وې (duy tləli we)              | sie waren gegangen |

| Bildung des Plusquamperfekts eines transitiven Verbs (Ergativkonstruktion) |                           |                           |                                           |                                |
| Afghanisch                                                                 | Konstruktion (Lateinisch) | Person, Numerus und Genus | Beispiel (Afghanisch)                     | Übersetzung                    |
| Partizip II + وم                                                           | Partizip II + wəm         | 1. Person, Sg., m.        | زه لیدلی وم (zә lidә́lay wəm)              | ich war gesehen worden (von)   |
| Partizip II + وم                                                           | Partizip II + wəm         | 1. Person, Sg., f.        | زه لیدلې وم (zә lidә́le wəm)               | ich war gesehen worden (von)   |
| Partizip II + وې                                                           | Partizip II + we          | 2. Person, Sg., m.        | ته لیدلی وې (tә lidә́lay we)               | du warst gesehen worden (von)  |
| Partizip II + وې                                                           | Partizip II + we          | 2. Person, Sg., f.        | ته لیدلې وې (tә lidә́le we)                | du warst gesehen worden (von)  |
| Partizip II + وً                                                            | Partizip II + wu          | 3. Person, Sg., m.        | دی لیدلی وً (daj lidә́lay wu)               | er war gesehen worden (von)    |
| Partizip II + وه                                                           | Partizip II + wa          | 3. Person, Sg., f.        | دا لیدلې وه (dā lidә́le wa)                | sie war gesehen worden (von)   |
| Partizip II + وو                                                           | Partizip II + wu          | 1. Person, Pl., m./f.     | مونږ لیدلي وو (muẓ̌ lidә́li wu)             | wir waren gesehen worden (von) |
| Partizip II + واست bzw. و‍ئ                                                  | Partizip II + wāst/wəy    | 2. Person, Pl., m./f.     | تاسی لیدلي وئ/واست (tā́si lidә́li wāst/wəy) | ihr wart gesehen worden (von)  |
| Partizip II + وو/وه                                                        | Partizip II + wu/wə       | 3. Person, Pl., m.        | دوی لیدلي وه (duj lidә́li wə)              | sie waren gesehen worden (von) |
| Partizip II + وې                                                           | Partizip II + we          | 3. Person, Pl., f.        | دوی لیدلي وې (duj lidә́li we)              | sie waren gesehen worden (von) |

##### Präsens II
Das Präsens II drückt im Hauptsatz Modalitäten wie Wunsch, Aufforderung, zweifelnde Frage uvm. aus.
Im Nebensatz drückt das Präsens II den Konjunktiv aus.
Gebildet wird er nach den gleichen Regeln wie das perfektive Präteritum.
| Die Bildung des Präsens II              |                             |                                          |                          |
| Infinitiv                               | Präsens II                  | Beispiel (Afghanisch)                    | Übersetzung              |
| Verben mit akzentuiertem Präfix و (wú-) |                             |                                          |                          |
| لیکل (likә́l)                            | ولیکل (wú-likәl)            | ولیکم (wú-likәm)                         | (dass) ich schreibe      |
| لرل (larә́l)                             | ولرل (wú-larәl)             | ولرو (wú-laru)                           | (dass) wir haben         |
| Verben mit anderen Verbstämmen          |                             |                                          |                          |
| کول (kawә́l)                             | کړل (kṛəl)                  | کړل (kṛəm), auch کم (kәm), وکړم (wúkṛәm) | (dass) ich mache         |
| تلل (tlә́l)                              | لاړ سول/شول (lāṛ swәl/šwәl) | دی لاړ سی/شی؟ (day lāṛ si/ši?)           | Soll er gehen?           |
| Verben mit Akzentverschiebung           |                             |                                          |                          |
| کښېنستل (kṣ̌enastә́l)                     | کښېنستل (kṣ̌énastəl)         | کښېنم (kṣ̌énәm)                           | (dass) ich mich hinsetze |
| ننوتل (nənawatә́l)                       | ننوتل (nә́nawatəl)           | ننوزم؟ (nә́nawudzәm)                      | Darf ich eintreten       |

| Präsens II von „sein“                                                               |                                                                  |                                            |
| Afghanisch                                                                          | Übersetzung                                                      | Anmerkung                                  |
| وی (wi)                                                                             | es sei; es möge; es pflegt zu sein                               | nur als 3. Person vorhanden.               |
| Beispielsätze                                                                       |                                                                  |                                            |
| !که دی هلته نه وی، زه به هم هلته نه يم (ka day halta nә wi, zә bә ham halta nә yәm) | Wenn er dort nicht da ist (sei), werde ich auch dort nicht sein! | Konjunktiv I (Möglichkeitsform)            |
| !تل دی وی اسلام (tәl di wi islam)                                                   | Immer lebe (wörtl. sei) der Islam!                               | Mit دی (di) als Optativ (Wunschform).      |
| دلته هوا توده وی (dәlta hawā taudá wi)                                              | Hier pflegt das Wetter heiß zu sein.                             | Ausdruck einer Gewohnheit bzw. Häufigkeit. |

#### Modalverben
Modalverben wie dürfen, können, mögen, müssen, sollen und wollen drücken die Modalität einer Mitteilung aus.

##### غوښتل (ghuṣ̌tә́l) „wollen“
| Das Ausdrücken von „wollen“. |                       |        |
| Afghanisch                   | Wörtliche Übersetzung |        |
| غوښتل (ghuṣ̌tә́l)              | möchten, wollen       | wollen |
| آرزو لرل (ārzó larә́l)        | Wunsch haben          | wollen |
| ميل لرل (majl larә́l)         | Wunsch haben          | wollen |

Nach „wollen“ kann چی (či) „dass“ (fehlt gelegentlich) stehen und das Hauptverb im Nebensatz steht im Präsens II am Ende des Satzes. Das „wollen“ kann auch am Ende stehen und dafür steht das Hauptverb als Infinitiv vorher.
| Beispielsätze mit „wollen“.                                                                         |                                                                            |                                              |
| Afghanisch                                                                                          | Übersetzung                                                                | Anmerkung                                    |
| زه غواړم چی خلک راته وګوری (ghwā́ṛәm či xalk rāta wú-góri)                                           | Ich will (möchte), dass die Leute zu mir schauen.                          | Präsens II vom Hauptverb                     |
| دی کار کول نه غواړی (day kār kawә́l nә ghwā́ṛi)                                                       | Er will nicht arbeiten.                                                    | Infinitiv vom Hauptverb; ohne چی (či) „dass“ |
| دوی غواړی کور ته ولاړ سی (duy ghwā́ri kor ta wlāṛ si)                                                | Sie wollen nach Hause gehen.                                               | ohne چی (či) „dass“                          |
| تاسی غوښتل چی پيسې وسپارم (tāsi ghuṣ̌tә́l či paysé wú-spārәm)                                         | Ihr wolltet, dass ich das Geld abgebe.                                     | Präteritum von غوښتل (ghuṣ̌tә́l)               |
| آرزو می لرله (درلوده) چی پوسته خانې ته ولاړ سم (ārzó mi larә́la (darlóda) či posta-xāné ta wlāṛ sәm) | Ich wollte zum Postamt gehen (Ich hatte den Wunsch, zum Postamt zu gehen). | Präteritum von آرزو لرل (ārzó larә́l)         |

##### بايد (bā́yad) „müssen“
„Müssen“ wird durch das unpersönliche بايد (bā́yad) „es ist nötig“ ausgedrückt. Es gibt jedoch auch viele andere Wendungen, von denen hier einige genannt seien. Das Hauptverb steht im Präsens II.
| Das Ausdrücken von „müssen“ |                                                    |
| Afghanisch                  | Übersetzung                                        |
| بايد (bā́yad)                | es ist nötig                                       |
| Weitere Wendungen           |                                                    |
| Afghanisch                  | Übersetzung                                        |
| بايده ده (bā́yida da)        | es ist nötig                                       |
| بايده دی (bā́yida di)        | es ist nötig                                       |
| لازم دﺉ (lāzím dəy)         | es ist nötig                                       |
| لازمه ده (lāzíma da)        | es ist nötig                                       |
| لازم و (lāzím wu)           | es war nötig                                       |
| لازمه وه (lāzíma wa)        | es war nötig                                       |
| ضرور دﺉ (zarúr dəy)         | es ist notwendig/nötig                             |
| ضرور و (zarúr wu)           | es war notwendig/nötig                             |
| بویه (bóya)                 | man muss, es ist (moralisch) nötig, es gehört sich |
| ښایی (ṣ̌āyi)                 | man muss, es gehört sich                           |
| پکار دﺉ (pəkār dəy)         | es ist erforderlich                                |

| Beispielsätze mit „müssen“                               |                          |                                        |
| Afghanisch                                               | Übersetzung              | Anmerkung                              |
| زه بايد ووايم (zә bā́yad wú-wāyәm)                        | Ich muss sagen.          |                                        |
| دوی بايد نه راسی (duy bā́yad nә́ rā́si)                     | Sie müssen nicht kommen. |                                        |
| دوی ته بايده نه ده چی راسی (duy ta bā́yida nә́ da či rā́si) | Sie müssen nicht kommen. | Das Subjekt erfordert hier ein ته (ta) |

#### Diathese
Die Diathese (Handlungsrichtung) kann sein:
1. Aktiv (Tätigkeitsform)
2. Passiv (Leideform)
3. Reflexives Verb (Rückbezügliches Verb)
4. Kausativ (Veranlassungswort)

Auf den Aktiv wird nicht eingegangen, da er bereits oben angegeben ist.

##### Passiv (مجهول)
Für das Passiv (Leideform) wird im Deutschen häufig das Hilfsverb „werden“ verwendet, z. B.
- Ich schaue mir das Haus an. (Aktiv)
  - Das Haus wird von mir angeschaut. (Passiv)

Afghanisch hat für „werden“ zwei Hilfsverben:
| Hilfsverben für das Passiv |             |                        |
| Hilfsverb (Deutsch)        | Aspekt      | Hilfsverb (Afghanisch) |
| werden                     | imperfektiv | کېدل (kedəl)           |
| werden                     | perfekiv    | سول/شول (swəl/šwəl)    |

Vor dem Hilfsverb wird noch zur Ausdrückung eines bestimmten Sachverhalts oder einer Handlung das entsprechende Partizip II oder der Infinitiv verwendet. Den Infinitiv kann man für jede Person, jedes Genus und jeden Numerus verwenden, was seine Anwendung erleichtert:
| Bildung des Passivs               |                                           |                        |                     |
| Struktur des Passivs              | Beispiel (Afghanisch)                     | Person, Numerus, Genus | Übersetzung         |
| Partizip II/Infinitiv + Hilfsverb | دی وهلی/وهل کېږی (day wahəlay/wahəl kéẓ̌i) | 3. Person, Sg., m.     | er wird geschlagen  |
| Partizip II/Infinitiv + Hilfsverb | دا وهلې/وهل کېږی (dā wahəle/wahəl kéẓ̌i)   | 3. Person,Sg., f.      | sie wird geschlagen |

Verben mit کول/ـول (kawəl/-wəl) [machen] bzw. کړل (kṛəl) werden durch Ersetzung der passiven Hilfsverben zum Passiv:
| Bildung des Passivs durch Ersetzung |                                                |                 |
| Aspekt                              | Aktiv → Passiv                                 | Übersetzung     |
| imperfektiv                         | کول/ـول (kawəl/-wəl) → کېدل/ـېدل (kedəl/-edəl) | machen → werden |
| perfekiv                            | کړل (kṛəl) → سول/شول (swəl/šwəl)               | machen → werden |

##### Reflexive Verben
Reflexive Verben sind rückbezügliche Verben und sie werden durch das Reflexivpronomen „sich“ gebildet. Auf Afghanisch heißt „sich“ ځان (dzān) und das reflexive Verb wird genau wie in der deutschen Grammatik gebildet, indem „sich“ ځان (dzān) im Satz verwendet wird.
| Bildung des reflexiven Verbs                     |                 |                            |                      |
| Struktur (Afghanisch)                            | Übersetzung     |                            |                      |
| ځان (dzān) + Vollverb                            | sich + Vollverb |                            |                      |
| Beispiele                                        |                 |                            |                      |
| nicht reflexiv                                   | nicht reflexiv  | mit Reflexivpronomen       | mit Reflexivpronomen |
| وهل (wahəl)                                      | schlagen        | ځان وهل (dzān wahəl)       | sich schlagen        |
| ما وهئ (mā wahəy)                                | Ich schlug      | ما ځان وهئ (mā dzān wahəy) | Ich schlug mich      |
| Anmerkung: ځان (dzān) bedeutet wörtlich „Seele“. |                 |                            |                      |

##### Kausativ
Der Kausativ (Veranlassungswort), den es in der neueren deutschen Grammatik nicht mehr als morphologisches Korrelat gibt, ist ein Verb, das ausdrückt, dass jemand etwas veranlasst. Im Afghanischen wird dies durch das Suffix (Endung) ـول (-wəl) an dem Präsensstamm (selten auch an den Präteritalstamm) an einfachen Verben, d. h. Verben ohne کېدل/ـېدل (kedəl/-edəl), gebildet.
| Bildung des Kausativs |                           |                         |                                    |
| Grundverb             | Kausativ                  | Übersetzung (Grundverb) | Übersetzung (Kausativ)             |
| Infinitiv             | Präsensstamm + ـول (-wəl) |                         |                                    |
| لوستل (lwastəl)       | لولول (lwalawəl)          | lesen                   | lesen lassen, veranlassen zu lesen |
| خوړل (xwaṛəl)         | خورول (xorawəl)           | essen                   | füttern, bewirten                  |
| کښېنستل (kṣ̌enastəl)   | کښېنول (kṣ̌enawəl)         | sich setzen             | jmdn./etw. setzen, ansiedeln       |
| ژړل (žaṛəl)           | ژړول (žaṛawəl)            | weinen                  | zum Weinen bringen                 |
| خندل (xandəl)         | خندول (xandawəl)          | lachen                  | zum Lachen bringen                 |

#### Zusammengesetzte Verben
Bestimmte Wörter und Hilfsverben können zusammengesetzte Verben bilden.
| Hilfsverben            |                                       |                |
|                        | Afghanisch                            | Übersetzung    |
| Klassische Hilfsverben | کول/ـول (kawә́l/-wә́l) (imperfektiv)    | machen         |
| Klassische Hilfsverben | کېدل/ـېدل (kedә́l/-edә́l) (imperfektiv) | werden         |
| Klassische Hilfsverben | کړل (kṛәl) (perfektiv)                | machen         |
| Klassische Hilfsverben | شول (šwәl) (perfektiv)                | werden         |
| Klassische Hilfsverben | سول (swәl)                            | werden         |
| Weitere Hilfsverben    | لرل (larә́l)                           | haben          |
| Weitere Hilfsverben    | اخيستل (axistәl)                      | nehmen         |
| Weitere Hilfsverben    | کښل (kṣ̌әl)                            | ziehen         |
| Weitere Hilfsverben    | ميندل (mindә́l)                        | finden         |
| Weitere Hilfsverben    | موندل (mundә́l)                        | finden         |
| Weitere Hilfsverben    | خوړل (xwaṛә́l)                         | essen, fressen |

Endet ein Wort auf Vokal oder ـی (-ay), dann wird کول (kawә́l) bzw. کېدل (kedә́l) verwendet. Endet hingegen das Wort auf Konsonant, dann wird das Hilfsverb mit dem Nomen durch ـول (-wә́l) bzw. ـېدل (-edә́l) verschmolzen. Jedoch gibt es auch Ausnahmen.
| Beispiel von zusammengesetzten Verben |                              |
| Afghanisch                            | Übersetzung                  |
| پوښتنه کول (puṣ̌tә́na kawә́l)            | fragen                       |
| اعلامول (i'lāmawә́l)                   | verkünden                    |
| جوړېدل (joṛedә́l)                      | gebaut werden                |
| معلوم کړل (ma'lúm kṛәl)               | bekanntmachen                |
| معلوم سول (ma'lúm swәl)               | bekannt werden               |
| هيله لړل (híla larә́l)                 | hoffen                       |
| زحمت کښل (zahmát kṣ̌әl)                | sich mühen                   |
| اور اخيستل (or axistә́l)               | Feuer fangen, sich entzünden |
| انکشاف ميندل (inkišā́f mindә́l)         | sich entwickeln              |
| شکست خوړل (šikast xwaṛә́l)             | eine Niederlage erleiden     |
| Indefinitpronomen                     |                              |
| Afghanisch                            | Übersetzung                  |
| يو شی (yau šāy)                       | etwas                        |
| يو څوک (yau cok)                      | jemand, jemanden             |
| يو چا ته (yau čā ta)                  | jemandem                     |
| د يو چا (dә́ yau čā)                   | von jemand, jemandes         |

#### Rektion einiger Verben
Einige Verben werden abweichend vom Deutschen mit Adpositionen zur Rektion gebracht.
| Rektion einiger Verben                                          |                                      |
| Afghanisch                                                      | Übersetzung                          |
| د/له...څخه مننه/تشکر کول (dә/lә...cxa manәná/tašakkúr kawә́l)    | jmdm. danken                         |
| د/له...سره مينه کول/لرل (dә/lә...sará mína kawә́l/larә́l)         | jmdn./etw. lieben                    |
| پر/په...مينه کول/لرل (pәr/pә...mína kawә́l/larә́l)                | jmdn./etw. lieben                    |
| له...څخه پوښتنه/تپوس کول (lә...cxa puṣ̌tә́na/tapós kawә́l)         | jmdn. fragen                         |
| د/له...سره مرسته/کومک کول/لرل (dә/lә...sará mrastá/kumák kawә́l) | jmdn. helfen, etw. unterstützen      |
| په...باندی پيل/شروع کول (pә...bāndi payl/šurú' kawә́l)           | etw. beginnen                        |
| په...پسې ګرځل (pә...pasé gardzә́l)                               | etw. verfolgen, hinter etw. her sein |
| پر/په...باور کول/لرل (pәr/pә...bāwár kawә́l/larә́l)               | glauben an                           |
| د...څخه/نه نفرت کول (dә...cxa/na nafrát kawә́l)                  | jmdn. verachten/verabscheuen         |
| په...اخيستل (pә...axistәl)                                      | kaufen für/zu...                     |
| ته اړېدل … (...ta aṛedә́l)                                       | etw. benötigen                       |
| ته اړتيا لرل … (...ta aṛtiyā́ larә́l)                             | etw. benötigen                       |
| په...بوختېدل/بختېدل (pә...búxtedә́l)                             | sich beschäftigen mit …              |
| په...اخته/مصروف کېدل (pә...axtá/masrúf kedә́l)                   | sich beschäftigen mit …              |
| له...څخه ډارېدل (lә...cxa ḍāredә́l)                              | sich fürchten vor …                  |
| په...پوهېدل (pә...pohedә́l)                                      | etw. verstehen                       |
| په...باندی پوهېدل (pә...bāndi pohedә́l)                          | etw. verstehen                       |

### Präverbien
Die Präverbien werden vor dem Verb geschrieben und geben dem Verb eine bestimmte Bedeutung. Die Bildung des Präsens II und des perfektiven Aspekts werden durch Akzentverschiebung gebildet. Enklitische Pronomen und das Negationspartikel نه (nә) „nicht“ werden im Präteritum zwischen Präverb und Verb eingeschoben, z. B. ننه ئی يوست (nә́na ye yost) „er legte es hinein“.
| Präverb کښېـ (kṣ̌e-) „in-“, „auf-“ |                              |
| Beispiel (Afghanisch)             | Übersetzung                  |
| کښېنستل (kṣ̌enastә́l)               | (darauf) sitzen; sich setzen |
| کښېکښل (kṣ̌ekṣ̌ә́l)                  | drücken, massieren           |

| Präverb پوریـ (póri-) „hinüber-“, „an-“, „zu-“ |                 |
| Beispiel (Afghanisch)                          | Übersetzung     |
| پوری استل (pori-istә́l)                         | hinüberschaffen |
| پوری وهل(pori-wahә́l)                           | (an)stoßen      |

| Präverb پریـ (pre-) „ab“   |             |
| Beispiel (Afghanisch)      | Übersetzung |
| پرې کول/پرېکول (pre-kawә́l) | abschneiden |
| پرېوتل (pre-watә́l)         | fallen      |

| Präverb ننـ/ننه (nә́na-/nә́na) „hinein“ |                            |
| Beispiel (Afghanisch)                 | Übersetzung                |
| ننه ايستل (nә́na-istә́l)                | hineinstecken, hineinlegen |
| ننوتل (nә́nawatә́l)                     | hineingehen, eindringen    |

| Präverb تېر (ter) „vorbei“, „irre-“, „ver-“   |                                             |
| Beispiel (Afghanisch)                         | Übersetzung                                 |
| تېرايستل (ter-istә́l) = خطا ايستل (xatā-istә́l) | irreführen, betrügen, beschummeln, täuschen |
| تېرېدل (teredә́l)                              | vorüber-/vorbeigehen, vergehen              |

Als Präverb geben die Richtungspartikeln die Richtung einer Handlung oder eines Vorganges vor.
| Richtungspartikeln als Präverbien |                       |             |
| Afghanisch                        | Person und Numerus    | Übersetzung |
| را (rā)                           | zur 1. Person Sg./Pl. | her         |
| در (dar)                          | zur 2. Person Sg./Pl. | hin         |
| ور (war)                          | zur 3. Person Sg./Pl. | hin         |

### Infix را (rā́)
Durch das Infix را (rā) werden durch die Wiederholung von Substantiven, Adjektiven oder Verben die Bedeutung „gegenseitig“, „gegeneinander“ zum Ausdruck gebracht.
| Beispiele mit Infix را (rā) |                     |                                      |                                  |
| Beispiel(Afghanisch)        | Übersetzung         | Mit Infix را (rā́)                    | Übersetzung                      |
| تاو (tāu)                   | Drehung, Verzerrung | تاوراتاو (tāu-rā-tāu)                | geboden, krumm                   |
| بدل (badal)                 | Austausch           | بدل رابدل (badal-rā-badal)           | gegeneinander, einer dem anderen |
| پوهېدل (pohedә́l)            | verstehen           | پوهېدل راپوهېدل (pohedә́l-rā-pohedә́l) | gegenseitiges Verständnis        |
| پوهول (pohawә́l)             | verständigen        | پوهول راپوهول (pohawә́l-rā-pohawә́l)   | gegenseitiges Verständnis        |
| تګ (tag)                    | Wanderung, Fahrt    | تګ راتګ (tag-rā-tag)                 | Verkehr, Umgang                  |
| تله (tlә)                   | Gang, Lauf          | تله راتله (tlә-rā-tlә)               | Bewegung, Umlauf                 |

### Partikeln
| Afghanisch      | Übersetzung                                                                                   |
| --------------- | --------------------------------------------------------------------------------------------- |
| هو (ho)         | Bejahung                                                                                      |
| نه (na oder nә) | Verneinung                                                                                    |
| يه (ya)         | Verneinung                                                                                    |
| لا (lā)         | noch                                                                                          |
| به (bә)         | (Futur und Modalität)                                                                         |
| بيا (biyā́)      | wieder                                                                                        |
| کاشکی (kā́ṣ̌ki)   | wenn doch                                                                                     |
| مبادا (mábādā)  | wenn bloß nicht                                                                               |
| آيا (ā́yā)       | ob (Fragepartikel bei Fragen mit ja/nein)                                                     |
| هم (ham)        | auch                                                                                          |
| يوازی (yawā́zi)  | nur                                                                                           |
| چه (čә)         | (Einleitung von Nebensätzen)                                                                  |
| دی (di)         | es möge (Aufforderungspartikel); wohl (zweifelnde Annahme; mit Partizip Präteritum + وی (wi)) |
| خو (xo)         | doch                                                                                          |
| فقط (faqát)     | nur, bloß                                                                                     |
| حتی (hattā́)     | sogar                                                                                         |
| مګر (magár)     | etwa, aber                                                                                    |

#### Die Partikel به (bә)
به (bә) hat eine temporale (Futur) und drei modale Funktionen. Es gibt keine feste Satzstellung von به (bә), jedoch steht es möglichst zu Beginn des Satzes.
| Funktion به (bә)                                                                      | Beispiel (Afghanisch)                                  | Übersetzung                            |
| ------------------------------------------------------------------------------------- | ------------------------------------------------------ | -------------------------------------- |
| Bildung des Futurs                                                                    | زه به ساتم (zә bә sātәm)                               | Ich werde aufbewahren/schützen         |
| Ausdruck einer iterativen Handlung (=permanent wiederkehrende Handlung) im Präteritum | سهار به ئی کار کاوه (sahā́r bә ye kār kā́wә)             | Morgens pflegte er zu arbeiten.        |
| Teil einer konditionalen Konstruktion (s. Konditionalsatz)                            | ښه به وای (ṣ̌ә bә wāy)                                  | Es wäre gut!                           |
| Ausdruck einer Wahrscheinlichkeit mit Partizip Präteritum und وی (wi)                 | دا به حقيقت وی (dā bә haqiqát wi)                      | Das wird (wohl) die Wahrheit sein.     |
| Ausdruck einer Wahrscheinlichkeit mit Partizip Präteritum und وی (wi)                 | تا به دا مقاله لوستلې وی (tā bә dā maqālá lwastә́le wi) | Du hast diesen Artikel sicher gelesen. |

#### Richtungspartikeln
Es gibt 3 Richtungspartikeln:
1. را (rā)
2. در (dar)
3. ور (war)

Diese haben zwei Funktionen:
- Als Präverb
- Teil eines Richtungspronomens

### Verneinung
| Afghanisch              | Übersetzung             |
| ----------------------- | ----------------------- |
| نه (na bzw. nə)         | nicht                   |
| مه (má)                 | nicht (bei Imperativ)   |
| هیڅ (hic)               | nichts, kein, keinerlei |
| یه (ya)                 | nein                    |
| … نه ...نه (nə...nə...) | Weder … noch...         |

Es kommt für die Negation „nicht“ (fast) immer das نه (nə) zur Anwendung, z. B. زه نه ورځم (zə na war-dzəm): „Ich gehe nicht hin.“
Manchmal wird der Ausdruck „er ist nicht“ ausgedrückt, indem نه (nə/na) mit دئ (dəy) zu ندئ (na-dəy) verbunden wird, also statt نه دئ ist auch ندئ möglich.
| Verneinung zusammengesetzter Zeiten (Perfekt, Plusquamperfekt). Das Partizip steht am Ende des Satzes und die Verneinung نه (nə) mit den Formen des Hilfsverbs „sein“ davor. |                                                     |
| Afghanisch | Übersetzung                                         |
| دې څوان لوړ ښونڅی تمام کړی دئ (de dzawā́n lwar ṣ̌owәndzáy tamā́m kә́ṛay dәy) | Dieser junge Mann hat die Hochschule beendet.       |
| دې څوان لوړ ښونڅی نه دئ تمام کړی (de dzawā́n lwar ṣ̌owәndzáy nә dәy tamā́m kә́ṛay)                                                                                               | Dieser junge Mann hat die Hochschule nicht beendet. |
| زه اخیستلای سم (zә axistә́lāy sә́m) | Ich kann es nehmen                                  |
| زه نه سم اخیستلای (zә nәsә́m axistә́lāy) | Ich kann es nicht nehmen                            |

مه (má) wird für den Imperativ verwendet und auch bei der Begrüßungsformel „Werde nicht müde!“
- ! مه ورځه
  - Nicht hin-gehe!
  - Gehe nicht hin!

- ! ستړی مه شې (Nordost)
- ! ستړی مه سې (Südwest)
  - Müde nicht werde!
  - Werde nicht müde!
  - Ich wünsche dir bei deinem Tun Kraft und Ausdauer! (sinngemäß)

نسته (nəsta) bzw. نشته (nəšta) drückt eine Nicht-existenz, bedeutet „es gibt nicht“ und ist eine Kombination aus
1. نه (nə)
2. سته (südwestlich) bzw. شته (nordöstlich)

- .نن دلته اوبه نسته
  - Heute hier Wasser nicht-gibt.
  - Heute gibt es hier kein Wasser.

| Afghanisch    | Übersetzung                         |
| ------------- | ----------------------------------- |
| ...بې (be...) | ohne, a-, des-, un-, in-, ir-, -los |
| ...نا (nā...) | a-, des-, un-, in-, ir-, -los       |
| لا (lā-)      | Arabische Verneinung auf Afghanisch |
| غیر (ghayr)   | Arabische Verneinung auf Afghanisch |

Verneinende Aussagen wie a-sozial, des-orientiert, arbeits-los usw. können durch die Präposition بې (be) [= ohne] oder نا (nā) vor einem Substantiv (=Nomen) oder Adjektiv ausgedrückt werden. Durch die Präfigierung von Worten durch بې (be) oder نا (nā) können Gegenwörter (Antonyme) gebildet werden (z. B. dumm – klug). Siehe auch unter Wortbildung.
- Beispiele
  - بې احتياطه
    - unvorsichtig, achtlos, unachtsam (احتياط = Behutsamkeit, Vorsicht, Achtsamkeit)

  - بې ادبي
    - Unhöflichkeit, Unfreundlichkeit, Rüdheit (ادب = Manieren, Höflichkeit, Literatur)

  - بې خطره
    - sicher, gefahrlos (خطر = Gefahr, Risiko)

  - بې عقل
    - dumm, törisch, närrisch, unklug (عقل = Weisheit, Intellekt, Verstand)

  - نااميده
    - hoffnungslos, verzweifelt (اميد = Hoffnung)

  - ناجوړتيا
    - Krankheit, Erkrankung (جوړتيا = Gesundheit)

### Adpositionen
In der paschtunischen Sprache gibt es alle drei Adpositionen.
1. Präposition
2. Postposition
3. Zirkumposition

#### Präpositionen
| Präposition    |                   |
| Afghanisch     | Übersetzung       |
| ...بې (be...)  | ohne...           |
| ...پر (pər...) | auf...            |
| ...په (pə...)  | mit...; auf...    |
| ...تر (tər...) | auf...; bis zu... |
| ...له (lə...)  | von...            |

Zusammengesetzte Präpositionen werden durch Adverbien vor der Präposition gebildet.
| Beispiele zusammengesetzter Präpositionen |                              |
| Afghanisch                                | Übersetzung                  |
| … وروسته له (wrústa lә...)                | nach …                       |
| … پس له (pas lә...)                       | nach …                       |
| … سره له دې (sara lә de...)               | trotz diesem...; trotzdem... |

#### Postpositionen
| Postposition              |                |
| Afghanisch                | Übersetzung    |
| ته... (...ta)             | zu...; nach... |
| څنګ ته... (...cang ta)    | neben          |
| تر څنګه... (...tər canga) | neben          |
| اړخ ته... (...aṛx ta)     | neben          |

Beispiele
- .دی پلار ته دا واﺉی
  - Er Vater zum das sagt.
  - Er sagt dies/das zum Vater.

- .دوی جاپان ته ځی
  - Sie Japan nach gehen.
  - Sie gehen nach Japan.

- زه ستا څنګ ته ناست يم
  - Ich deine Seite zu sitzend bin.
  - Ich sitze neben dir.

#### Zirkumpositionen
| Zirkumposition mit echten Postpositionen     |                                               |
| Afghanisch                                   | Übersetzung                                   |
| په...کښی (pə...ki)                           | in...; auf...; zu...; an... (oft mit Rektus!) |
| پر...باندی (pər...bāndi)                     | auf...; oben auf...                           |
| تر...لاندی (tər...lāndi)                     | unter...                                      |
| د...تر شا (də...tər šā)                      | hinter...                                     |
| د/په...پسې (də/pə... pasé)                   | nach...                                       |
| د...په مخکښی (də...pə məxki)                 | vor... (lokal)                                |
| د...دمخه (də...dməxa)                        | vor...                                        |
| د/له...څخه (də/lə...cxa)                     | von...; aus...                                |
| د/له...نه (də/lə...na)                       | von...; aus...                                |
| تر...وروسته (tər...wrústa)                   | nach...                                       |
| د/له...نه/څخه وروسته (də/lə...na/cxa wrústa) | nach...                                       |
| د/تر...پخوا (də/tər...pəxwā)                 | vor... (temporal)                             |
| تر...پوری (tər...póri)                       | bis (zu)...                                   |
| د...دپاره (də...dəpāra)                      | für...                                        |
| د...له پاره (də...lə pāra)                   | für...                                        |
| د... لپاره (də...ləpāra)                     | für...                                        |
| د/په ...سره (də/pə...sará)                   | mit...                                        |
| د...په باره کښی (də...pə bārá ki)            | von...; über...                               |

Zu beachten ist hier, dass das کښی (ki) ohne ښ ausgesprochen wird.

#### Unechte Postpositionen
Die unechten Postposition besteht aus zwei Teilen:
- aus einer dieser Präpositionen: په (pə), له (lə) oder پر (pər)
- aus einem Nomen, bspw.: حیث (hays) = Hinsicht, Beziehung

Bei Zirkumpositionen mit unechten Postpositionen ist die Präposition immer ein د (də),
| Zirkumpositionen mit unechten Postpositionen |                         |
| Afghanisch                                   | Übersetzung             |
| د ...په وسیله (də...pə wasilá)               | mittels...; durch...    |
| د ...په واسطه (də...pə wāsitá)               | mittels...; durch...    |
| د ...په ذریه (də...pə zari'á)                | mittels...; durch...    |
| د ...له خوا (də...lə xwā)                    | seitens...              |
| د ...په برکت (də...pə barakát)               | dank...                 |
| د ...په مناسبت (də...pə munāsibát)           | anlässlich...           |
| د ...په حیث (də...pə hays)                   | als...; in der Rolle... |
| د ...په اساس (də...pə asās)                  | aufgrund...             |
| د ...له کبله (də...lə kabála)                | aufgrund...; wegen...   |
| د ...له امله (də...lə amála)                 | aufgrund...; wegen...   |
| د ...په سبب (də...pə sabáb)                  | aufgrund...             |
| د ...په موجب (də...pə maujíb)                | aufgrund...             |
| د ...په غرض (də...pə gharáz)                 | wegen...                |
| د ...په مطابق (də...pə mutābíq)              | entsprechend...         |
| د ...په مقابل (کښی) (də...pə muqābíl (ki))   | gegenüber...            |
| د ...په خلاف (də...pə xilāf)                 | entgegen...; zuwider... |

### Konjunktionen
Konjunktionen verbinden Sätze, Satzteile, Wörter und Worteile miteinander.
Die wichtigsten Konjunktionen sind nachfolgend und im Kapitel „Nebensatz“ aufgelistet:
| Afghanisch                    | Lateinische Umschrift     | Übersetzung               |
| ----------------------------- | ------------------------- | ------------------------- |
| او                            | au                        | und                       |
| چه, چی                        | čə, či                    | dass                      |
| کله چه                        | kəla čə                   | als, wenn (temporal)      |
| ځکه چه                        | dzəka čə                  | weil                      |
| هم                            | ham                       | auch                      |
| خو                            | xo                        | aber, jedoch              |
| مګر                           | magár                     | aber, jedoch              |
| لېکن                          | lékin                     | aber, jedoch              |
| لاکن                          | lā́kin                     | aber, jedoch              |
| اما                           | ammā́                      | aber, jedoch              |
| که                            | ka                        | oder                      |
| یا                            | yā                        | oder                      |
| او یا                         | au-yā                     | oder                      |
| ځکه                           | dzә́ka                     | daher                     |
| Häufige paarige Konjunktionen |                           |                           |
| ...هم...هم                    | ham... ham...             | sowohl... als auch        |
| ...نه...نه                    | nә... nә...               | weder... noch             |
| ...یا...یا                    | yā... yā...               | entweder... oder          |
| ...نه یوازی...بلکه هم         | nә yawā́zi... balki ham... | nicht nur... sondern auch |
| ...کله...کله                  | kә́la... kә́la...           | manchmal... manchmal      |
| ...که...که                    | kә... kә...               | ob... (oder) ob...        |

Grammatikalisch besonders hervorzuheben ist das afghanische چه bzw. چی . Das چه oder چی  hat viele Bedeutungen, leitet Nebensätze in Kombination mit anderen Worten ein (Konsekutivsätze, Kausalsätze, Konditionalsätze usw.), dient als Relativpronomen, leitet die direkte Rede an uvm.
Diese vielen Funktionen durch چی machten u. a. die Konstruktionen der Nebensätze im Vergleich zur deutschen Sprache relativ einfach. چه/چی  entspricht am ehesten dem Lateinischen ut.

### Syntax (نحو)

#### Reihenfolge der Satzglieder
Paschto ist eine sog. SOV-Sprache mit gespaltener Ergativität, d. h., die Wortstellung ist Subjekt-Objekt-Verb (SOV) und im Präteritum finden sich Ergativ-Strukturen.
Im folgenden Beispielsatz wird die Wortstellung SOV deutlich:
- .زه کتاب اخلم (Zə kitāb axlám.) (Lateinische Umschrift)

Wörtlich übersetzt bedeutet dieser Satz „Ich das Buch (ich-)nehme“ oder sinngemäß: „Ich nehme das Buch“. Dabei sind im Prädikat die Person und der Numerus bereits eindeutig herleitbar, womit ein Personalpronomen auch wegfallen kann (Pro-Drop-Sprache).
Weitere Beispielsätze
| Afghanisch                                                                 | Grammatik                                                                                              | Übersetzung                                     |
| -------------------------------------------------------------------------- | --- | ----------------------------------------------- |
| دا موټر شاید کندهار ته لار شی (Dā motár šājad Kandahār ta lar̝ ši.)         | Dies(es) Auto [Casus rectus] wahrscheinlich Kandahar [Casus-obliquus] nach (es-)wird gehen [perfektiv] | Dieses Auto fährt wahrscheinlich nach Kandahar. |
| زه المانی\جرمنی يم (Zə Ālmānáj/Ghərmanáj jəm)                              | Ich Deutsch(er) (ich-)bin                                                                              | Ich bin Deutscher.                              |
| مونږ څنګه دی پيدا کړو (Mug' cənga di paidā kr̝u?)                           | Wir [Absolutiv] wie du [Ergativ-enklitisch] gefunden [1.Pers.Pl.perfektiv]?                            | Wie hast du uns gefunden?                       |
| دا د ده د پاره دئ (Dā da də də pāra dəj.)                                  | Dies(es) [Casus-rectus] von [Circumposition(I)] ihn [Casus-obliquus] von-für [Circumposition(II)] ist. | Das ist für ihn (bestimmt).                     |
| تاسی نن زموږ سره ډوډۍ به خوړی (Tāsi nən zmug'-sará ḏoḏəj bə xórəj?)        | Ihr heute mit-uns Brot Futurpartikel (ihr-)esst                                                        | Werdet ihr heute mit uns essen?                 |
| هالکانو زه پوښتلم چه لاری چېري دی (Haləkāno zə pux'tələm čə lāri čéri di.) | Knaben [Ergativ] ich [Absolutiv] gefragt [1.Pers.Sg.] dass Wege wo sind.                               | Die Knaben fragten mich, wo die Wege seien.     |

#### Fragesatz
Bei Fragesätzen (Interrogativsätzen) wird das Fragewort (Interrogativpronomen) in der Regel vor dem finiten Verb gestellt und zudem besonders betont (=Intonation), ansonsten entspricht der Fragesatz vom Satzbau (=Syntax) her dem Aussagesatz (=Deklarativsatz)
| Afghanisch                          | Übersetzung            |
| ----------------------------------- | ---------------------- |
| ته ولی نه راځې؟ (tə wali nə rādze?) | Warum kommst du nicht? |
| تاسی چيری واست؟ (tasi čiri wāst?)   | Wo wart ihr?           |

Zur Einleitung von Entscheidungsfragen kann das Fragepartikel ايا (āyā) am Anfangssatz verwendet werden.
Satzbau (=Syntax) her dem Aussagesatz (=Deklarativsatz)
| Afghanisch                                  | Übersetzung          |
| ------------------------------------------- | -------------------- |
| ايا تا دا ليدلی دئ؟ (āyā tā dā lidelay di?) | Hast du das gesehen? |

#### Nebensätze
Das Wort چه bzw. چی wird zur Nebensatzkonstruktion verwendet. Im Folgenden wird nur das چی notiert, wobei es auch durch چه ersetzt werden kann.

##### Subjektsatz
Ein Subjektsatz ist ein Nebensatz, der das Subjekt ersetzt.
Der Subjektsatz wird im paschtunischen folgendermaßen konstruiert:
1. Der Hauptsatz kann (muss aber nicht) mit دا oder هغه eingeleitet werden.
2. Der Nebensatz (=Subjektsatz) wird mit unbestimmten Pronomen + چی eingeleitet (s. nachfolgende Tabelle).

| Afghanisch                | Übersetzung  |
| ------------------------- | ------------ |
| … څوک چی (cok či)         | wer …        |
| … څه چی (cə či)           | was …        |
| … دا/دغه چی (dā/daghá či) | was …        |
| … هر چی(har či)           | alles, was … |
| … چا ته چی (čā ta či)     | zu dem …     |

Auch nach folgenden paschtunischen Wendungen, die den Hauptsatz bilden, ist der nachfolgende Nebensatz mit einleitenden چی (či) ein Subjektsatz.
| Afghanisch                | Übersetzung                                        |
| ------------------------- | -------------------------------------------------- |
| لازم دﺉ (lāzím dəj)       | es ist nötig                                       |
| لازمه ده (lāzíma da)      | es ist nötig                                       |
| لازم و (lāzím wu)         | es war nötig                                       |
| لازمه وه (lāzíma wa)      | es war nötig                                       |
| ضرور دﺉ (zarúr dəj)       | es ist notwendig/nötig                             |
| ضرور و (zarúr wu)         | es war notwendig/nötig                             |
| بویه (bóya)               | man muss, es ist (moralisch) nötig, es gehört sich |
| ښایی (ṣ̌āyi)               | man muss, es gehört sich                           |
| پکار دﺉ (pəkār dəy)       | es ist erforderlich                                |
| ممکن دﺉ (mumkín dəy)      | es ist möglich                                     |
| ممکنه ده (mumkína da)     | es ist möglich                                     |
| امکان لری (imkān lari)    | es ist möglich                                     |
| احتمال لری (ihtimāl lari) | es ist wahrscheinlich                              |

Beispiel
- .امکان لری چی زه نه ورځم
  - Es ist möglich, dass ich nicht hin-gehe.
  - Es ist möglich, dass ich nicht hingehe.

- .څوک چی څپل پنځه ځله لمونځ هره ورځ کوی احتمال لری چی (هغه) مسلمان دی
  - Wer sein fünfmaliges Gebet jeden Tag verrichtet, es ist wahrscheinlich, dass (jener) Muslim ist.
  - Wer jeden Tag sein fünfmaliges Gebet verrichtet, (so) ist es wahrscheinlich, dass (jener) ein Muslim ist.

##### Objektsatz
Der Objektsatz ist ein Nebensatz, der das Objekt ersetzt. In der paschtunischen Sprache wird dies folgendermaßen konstruiert:
1. Verb des Mitteilens, der Sinneswahrnehmung, des Wollens usw., bspw. wie ویل (sagen), لیکل (schreiben), پوهېدل (verstehen) im Hauptsatz.
2. Einleitung durch چی (či) im Nebensatz (=Objektsatz).

##### Prädikativsatz
Der Prädikativsatz ist ein Nebensatz, der das Prädikativum ersetzt. Hinweisende Elemente im Hauptsatz sind Demonstrativpronomen (هغه,دغه,دا etc.) und die Einleitung des Prädikativsates erfolgt durch چی (či).

##### Relativsatz
چی (či) ist das paschtunische Relativpronomen.
| Afghanisch | Übersetzung                             |
| ---------- | --------------------------------------- |
| چی (či)    | der, die, das, welcher, welche, welches |

##### Adverbialsatz
Bei den Adverbialsätzen werden als Konjunktionen vor allem چی und که (ka) verwendet.
Pseudokonjunktionen bestehen aus einer Kombination aus
1. چی (či)
2. Wörter bzw. Wörterwendungen, wie کله (kəla) oder چیری (čiri)

Die Pseudokonjunktionen dienen der adverbialen Bestimmung (Temporalsatz, Konditionalsatz usw.).
Wenn aber nur چی (či) beim Adverbialsatz verwendet wird, dann kann die Art des Nebensatzes nur aus dem Zusammenhang erschlossen werden, also ob es ein Konditional-, Konzessiv-, Modalsatz usw. ist.

##### Konditionalsatz
| Konjunktion            |                   |
| Afghanisch             | Übersetzung       |
| … که چیری (ka čiri...) | wenn...; falls... |
| … که (ka...)           | wenn...; falls... |

Der Hauptsatz ist oft mit نو (no) „dann“ beginnend.
| Formen der Konditionalsätze und die entsprechende Flexion der Verben | |                                                                       |
| Art des Konditionalsatzes                                            | Hauptsatz | Nebensatz                                                             |
| Realer Konditionalsatz                                               | Indikativ (Präsens, Futur I etc.)                                                                                        | Präsens I                                                             |
| Realer Konditionalsatz                                               | Indikativ (Präsens, Futur I etc.)                                                                                        | Präsens II                                                            |
| Irrealer Konditionalsatz (= Konjunktiv II)                           | Konditionalis | Konditionalis                                                         |
| Irrealer Konditionalsatz (= Konjunktiv II)                           | Präteritum + به (bә) | Konditionalis                                                         |
| Beispielsätze                                                        | |                                                                       |
| Art des Konditionalsatzes                                            | Afghanisch | Übersetzung                                                           |
| Realer Konditionalsatz                                               | که زما سره مينه لرې دغه کار مه کوه (ka zmā sará mína laré dágha kār má kawa)                                             | Wenn du mich liebst, mach das nicht.                                  |
| Realer Konditionalsatz                                               | که بزګران زيار ونه کاږی نو پنبه نه شی لو کولای (ka bazgarā́n zyār wú-nә-kāẓ̌i no pambá nә́ ši lau kawә́lā́y)                  | Wenn sich die Bauern nicht mühen, können sie keine Baumwollen ernten. |
| Irrealer Konditionalsatz (= Konjunktiv II)                           | که دی ستا ورور ته پسې ورکولای دغه ډاکټر ته تللای سوای (ka day stā wror ta paysé war-kawәlā́y daghá ḍākṭár ta tlәlā́y swā́y) | Wenn er deinem Bruder das Geld gäbe, könnte er zu diesem Arzt gehen.  |
| Irrealer Konditionalsatz (= Konjunktiv II)                           | که باران اورېدای زه به لندېدلم (ka bārā́n oredāy zә bә landedә́lәm)                                                        | Wenn es regnete, würde ich nass (werden)                              |

##### Temporalsatz
| Konjunktion                                      |                                  |
| Afghanisch                                       | Übersetzung                      |
| … کله چی (kəla či...)                            | als....; wenn...                 |
| … هر کله چی (har kəla či...)                     | jedes Mal wenn...; wenn immer... |
| … هغه وخت چی (hágha waxt či...)                  | (zur Zeit) als...; wenn...       |
| … کوم وخت چی (kom waxt či...)                    | (zur Zeit) als...; wenn...       |
| … وروسته تر دې چی (wrústa tər de či...)          | nachdem...                       |
| … تر دې وروسته چی (tər de wrústa či...)          | nachdem...                       |
| … پخوا تر/له دې چی (pəxwā tər/lə de či...)       | bevor...                         |
| … دمخه تر دې چی (dməxa tər de či...)             | bevor...                         |
| … لومړی تر دې چی (lumṛáy tər de či...)           | bevor...                         |
| … له دې وخت نه/څخه چی (lə de waxt na/cxa či...)  | seitdem...                       |
| … په داسی حال کښی چی (pə dāsi hāl ki či...)      | während...                       |
| … تر هغه وخت پوری چی (tər hágha waxt póri či...) | solange...                       |
| … تر څو چی (tər co či...)                        | solange...                       |
| … د څو پوری چی (də co póri či...)                | solange...                       |

##### Kausalsatz
| Konjunktion                           |                                 |
| Afghanisch                            | Übersetzung                     |
| … څکه چی (dzəka či...)                | weil...                         |
| … څه رنګه چی/څرنګه چی (cəránga či...) | weil...                         |
| … ولې چی (wale či...)                 | weil...                         |
| … له دې امله چی (lə de amála či...)   | weil...; aus dem Grund, dass... |
| … له دې کبله چی (lə de kabála či...)  | weil...; aus dem Grund, dass... |
| … له دې سببه چی (lə de sabába či...)  | weil...; aus dem Grund, dass... |
| … په دې چی (pa de či...)              | weil...; aus dem Grund, dass... |

##### Modal- und Komparativsätze
| Konjunktion                                 |                                  |                         |
| Gruppe                                      | Afghanisch                       | Übersetzung             |
| 1. Modale und komparative Pseudokonjunktion | … لکه چی (ləka či...)            | wie...; als ob...       |
| 1. Modale und komparative Pseudokonjunktion | … څنګه چی (cənga či...)          | wie...                  |
| 1. Modale und komparative Pseudokonjunktion | … لکه څنګه چی (ləka cənga či...) | wie...                  |
| 2. Modale Pseudokonjunktion                 | … څومره چی (cómra či...)         | soweit...; wie(viel)... |
| 2. Modale Pseudokonjunktion                 | … څونه چی (cúna či...)           | soweit...; wie(viel)... |

Der Hauptsatz kann für Gruppe 1. durch دغسی, همدارنګه oder هغسی bzw. für Gruppe 2. durch دغومره oder هغومره eingeleitet werden.

##### Konsekutivsatz
Die Konsekutivsätze werden durch ځکه zum Ausdruck gebracht (hier kommt چی nicht vor).
| Konjunktion            |                      |
| Afghanisch             | Übersetzung          |
| … ځکه (dzəka...)       | daher...; so dass... |
| … نو ځکه (no dzəka...) | daher...; so dass... |

##### Konzessivsatz
| Konjunktion                             |                                     |
| Afghanisch                              | Übersetzung                         |
| … که څه هم (ka cə ham...)               | obwohl...; obgleich...              |
| … سره له دې چی (sará lə de či...)       | obwohl...                           |
| … پرته له دې/لدې چی (práta lə de či...) | obwohl...; abgesehen davon, dass... |
| … اګر چی (agár či...)                   | obwohl...                           |

Die Einleitung des Hauptsatzes erfolgt u. a. oft durch خو, ولی,اما,لېکن.

##### Adversativsatz
| Konjunktion                             |                           |
| Afghanisch                              | Übersetzung               |
| … حال دا چی (hāl dā či...)              | während...; wohingegen... |
| … د دې پر ځای چی (də de pər dzāy či...) | anstatt dass...           |

##### Lokalsatz
| Konjunktion                                    |              |
| Afghanisch                                     | Übersetzung  |
| … هلته چی (hálta či...)                        | (dort) wo... |
| … چیری/چېرته چی (číri/čérta či...)             | wo...        |
| … هغه ځای چی (hágha dzāy či...)                | wo...        |
| (په) کوم ځای کښی چی … ((pə) kom dzāy ki či...) | wo...        |
| andere Varianten                               | wo...        |

##### Finalsatz
Es gibt zwei Möglichkeiten in der paschtunischen Sprache, einen Finalsatz zu bilden.
Die erste Möglichkeit ist die Wiedergabe der angegebenen Konjunktionen in der folgenden Tabelle:
| Konjunktion                          |                 |
| Afghanisch                           | Übersetzung     |
| … چی (či...)                         | damit...; um... |
| … د دې دپاره چی (də de dəpāra či...) | damit...; um... |

Die andere Möglichkeit zur Konstruktion eines Finalsatzes ist folgende Kombination im paschtunischen Hauptsatz
1. Infinitiv-Wendung im Obliquus
2. folgende Worte in der Tabelle

| Afghanisch                   | Übersetzung |
| ---------------------------- | ----------- |
| د...دپاره (də...dəpāra)      | um …        |
| د...په غرض (də...pə gharáz)  | um …        |
| د...په مقصد (də...pə maqsád) | um …        |

### Direkte Rede
Die direkte Rede wird durch die Partikel چه (če) eingeleitet und ohne Anführungszeichen geschrieben. In der neueren Literatur kommen auch Satzzeichen, z. B. Doppelpunkt, zur Kennzeichnung einer direkten Rede vor.
| Art der direkten Rede | Afghanisch                                                  | Übersetzung                                                                   |
| --------------------- | ----------------------------------------------------------- | ----------------------------------------------------------------------------- |
| Mit چه (če)           | ده وويل چه زه ئې نه پېژنم (dә wú-wayәl če zә ye nә péžanәm) | Er sagte: „Ich kenne ihn/sie nicht.“ (Er sagte, dass er ihn/sie nicht kenne.) |
| Mit Doppelpunkt:      | ده وويل: زه ئې نه پېژنم (dә wú-wayәl: zә ye nә péžanәm)     | Er sagte: „Ich kenne ihn/sie nicht.“                                          |

## Namen und Gruß

### Namen
Namen werden aus dem Arabischen und Afghanischen vergeben. Im Folgenden sind nur einige Beispiele wiedergegeben. Die Paschtunen sind ein Volk mit einem Stammessystem. Die Familiennamen entspringen daher sehr oft aus dem Stammesnamen.
| Vornamen            |                        |                          |                                                            |
| Geschlecht          | Name                   | Bedeutung                | Anmerkung                                                  |
| Männlich            | توريالی (Turyāláy)     | Der Mutige               | Afghanische Vornamen                                       |
| Männlich            | زمريالی (Zmaryāláy)    | Der Löwenherzige         | Afghanische Vornamen                                       |
| Männlich            | ننګيالی (Nangyāláy)    | Der Ehrenhafte           | Afghanische Vornamen                                       |
| Männlich            | زمرک (Zmarák)          | Der Pfadfinder           | Afghanische Vornamen                                       |
| Männlich            | محمد (Muhammád)        | Der Lobenswerte          | Arabische Vornamen                                         |
| Männlich            | صديق (Sadíq)           | Der Glaubenswürdige      | Arabische Vornamen                                         |
| Männlich            | حسن (Hassán)           | Der Gute                 | Arabische Vornamen                                         |
| Männlich            | ظاهر (Zāhír)           | Der Glänzende            | Arabische Vornamen                                         |
| Männlich            | عبدالرؤف (Abdurra'úf)  | Diener des Nachsichtigen | Arabische Vornamen mit عبد (Abd-) „Diener“                 |
| Männlich            | عبدالقيوم (Abdulqayúm) | Diener des Ewigen        | Arabische Vornamen mit عبد (Abd-) „Diener“                 |
| Männlich            | ميرعلی (Mir Ali)       | Befehlshaber des Hohen   | Arabische Vornamen mit مير (Mir) „Befehlshaber“ (aus Emir) |
| Männlich            | ميرحسين (Mir Husáyn)   | Befehlshaber des Guten   | Arabische Vornamen mit مير (Mir) „Befehlshaber“ (aus Emir) |
| Männlich            | امان الله (Amanullā́h)  | Der Schutz Gottes        | Arabische Vornamen mit الله (-ullā́h-) „Allah/Gott“         |
| Männlich            | حبيبالله (Habibullā́h)  | Der Geliebte Gottes      | Arabische Vornamen mit الله (-ullā́h-) „Allah/Gott“         |
| Weiblich            | زرلښته (Zarlā́ṣ̌ta)      | Der goldene Ast          | Afghanische Vornamen                                       |
| Weiblich            | زرغونه (Zarghuná)      | Die Grüne                | Afghanische Vornamen                                       |
| Weiblich            | غوټۍ (Ghuṭә́y)          | Die Knospe               | Afghanische Vornamen                                       |
| Weiblich            | حبيبه (Habibá)         | Die Geliebte             | Arabische Vornamen                                         |
| Weiblich            | حکيمه (Hakimá)         | Die Weise                | Arabische Vornamen                                         |
| Weiblich            | عليه (Aliyá)           | Die Erhabene             | Arabische Vornamen                                         |
| Nach-/Familiennamen |                        |                          |                                                            |
| Geschlecht          | Name                   | Bedeutung                | Anmerkung                                                  |
| -                   | خټک (Xaṭák)            |                          | Paschtunische Stammesnamen                                 |
| -                   | پوپل (Popál)           | Durrani-Stamm            | Paschtunische Stammesnamen                                 |
| -                   | کاکړ (Kākáṛ)           |                          | Paschtunische Stammesnamen                                 |
| -                   | توخی (Toxí)            | Ghilzai-Stamm            | Paschtunische Stammesnamen                                 |
| -                   | تره کي (Tarákí)        | Ghilzai-Stamm            | Paschtunische Stammesnamen                                 |
| -                   | ميوندوال (Maywandwāl)  | Bürger aus Maiwand       | Ortsnamen                                                  |
| -                   | فراهی (Farrāhí)        | Einer aus Farah          | Ortsnamen                                                  |
| -                   | دوست (Dost)            | Freund                   | Paschto-Substantive und -Adjektive                         |
| -                   | رښتين (Riṣ̌tín)         | die Wahrheit             | Paschto-Substantive und -Adjektive                         |
| -                   | حفيظ (Hafíz)           | der Wächter              | Arabische Vornamen                                         |
| -                   | واحد (Wāhíd)           | der Einzigartige         | Arabische Vornamen                                         |
| -                   | حکيمی (Hakimí)         | weise                    | Arabische Namen mit ی (-i) am Ende                         |
| -                   | واحدی (Wāhidí)         | einzigartig              | Arabische Namen mit ی (-i) am Ende                         |

Ältere und gebildete Menschen werden oft aus Hochachtung nicht bei ihrem Namen genannt, sondern haben z. B. oft Übernamen oder werden nach ihrer Berufsgruppe bezeichnet, wie auch in Deutschland der Lehrer oder Arzt nicht beim Namen genannt werden, sondern als „Herr (Nachname)“ oder „Herr Doktor“. So wird beispielsweise der Onkel ګران ماما (grān māmā́) „teurer/geliebter Onkel (mütterlicherseits)“ oder der Lehrer معلم صاحب (mu'allím sāhíb) „Herr Lehrer“ bezeichnet.

### Briefstil
Es gibt viele Anreden und Schlusswendungen. Hier ist ein Teil der Möglichkeit wiedergegeben.
| Anrede in Briefen                                  |                                            |
| Afghanisch                                         | Übersetzung                                |
| ښاغلی محترم (ṣ̌āǧә́lay muhtarám)                     | Geehrter Herr!                             |
| ښاغلو (ṣ̌āǧә́lo)                                     | (Meine) Herren!                            |
| محترم د...رئس (صاحب) (muhtarám dә...ra'ìs (sāhíb)) | Geehrter (Herr) Präsident der/des...       |
| محترم...صاحب (muhtarám...sāhíb)                    | Geehrter Herr...                           |
| ګرانه دوسته (grā́na dósta)                          | Teurer Freund                              |
| عزتمنده وروره (izzatmánda wróra)                   | Verehrter Bruder (auch an Nicht-Verwandte) |
| پس له احترام نه (pas lә ihtirā́m na)                | Nach (mit dem Ausdruck der) Hochachtung!   |

| Schlusswendung in Briefen                            |                                        |                          |
| Afghanisch                                           | Übersetzung                            | Anmerkung                |
| په درناوی (pә drәnā́wi)                               | Hochachtungsvoll!                      | Am häufigsten            |
| په (ډېر) احترام (pә (ḍer) ihtirā́m)                   | Mit (großer) Achtung                   | Weitere Schlusswendungen |
| ...ستاسې/ستاسو مخلص (stā́se/stā́su muxlís...)          | Ihr Ergebener...                       | Weitere Schlusswendungen |
| … په درناوی ستاسې مګری (pә drәnā́wi stā́se malgә́ray …) | Hochachtungsvoll Ihr Freund/Kollege... | Weitere Schlusswendungen |
| ...په مينه او درناوی (pә mína au drәnā́wi...)         | In Liebe und Hochachtung...            | Weitere Schlusswendungen |
| ...ډېره دعا او سلام (ḍera du'ā́ au salā́m...)          | Besten Segen und Gruß...               | Weitere Schlusswendungen |

## Interjektionen
Es gibt eine Vielzahl von Interjektionen (Einwürfe). Manche Interjektionen kann man mit Worten nicht wiedergeben, z. B. ein ruhiges Entsetzen oder eine Verwunderung über eine schlechte Tat, indem man die Zunge gegen den Gaumen hält und nach vorne führt (es hört sich wie ein scharfes Schmatzen an). In der folgenden Tabelle sind einige genannt.
| Häufige Interjektionen                                                                     |                       |                         |
| Afghanisch                                                                                 | Deutsche Entsprechung | Bedeutung               |
| واوا (wā-wā), آها (āhā́), واه (wāh), آخ (āx)                                                | ah!                   | Erstaunen, Freude       |
| اخ (ax), اوف (uf), وای (wāy), وی (way)                                                     | ach!, au!             | Schmerz, Schreck        |
| وا (wā), آ (ā), او (o), ای (ey)                                                            | he!, hallo!           | Anruf                   |
| هو (ho)                                                                                    | ja, doch              | Bejahung                |
| نه (na), يه (ya)                                                                           | nein                  | Verneinung              |
| افسوس (afsús), حيف (hayf)                                                                  | schade!               | Bedauern                |
| (په) رښتيا ((pә) riṣ̌tiā́)                                                                   | wirklich, tatsächlich | Erstaunen, Bekräftigung |
| خير (xayr)                                                                                 | gut!                  | Zustimmung              |
| عجب (ajáb)                                                                                 | erstaunlich!, oho!    | Erstaunen               |
| وهوا (wahwā́), اشکی (aškí), شاباشی (šābāšáy), شاباش (šābāš), آپرين (āpirín), آفرين (āfirín) | bravo!                | Lob                     |

## Wortschatz
Einige Wörter im Paschtunischen weisen deutlich auf ihre indogermanische Herkunft hin:
Zahlen
| Afghanisch | Übersetzung |
| ---------- | ----------- |
| دوه (dwa)  | zwei        |
| درې (dre)  | drei        |
| اته (atə)  | acht        |
| نهه (nəh)  | neun        |

Wörter aus anderen Bereichen
| Afghanisch       | Übersetzung |
| ---------------- | ----------- |
| ستوری (stóray)   | Stern       |
| نوی (nəway)      | neu         |
| نه (na)          | nicht       |
| کور (kor)        | Haus        |
| شایسته (ṣ̌āyistá) | schön       |

Familienangehörige
| Afghanisch           | Übersetzung                            |
| -------------------- | -------------------------------------- |
| مور (mor)            | Mutter                                 |
| پلار (plār)          | Vater                                  |
| خور (xor)            | Schwester                              |
| ورور (wror)          | Bruder                                 |
| لور (lur)            | Tochter                                |
| زوی (zuy)            | Sohn                                   |
| عمه (amá)            | Tante (väterlicherseits)               |
| اکا (akā)            | Onkel (väterlicherseits)               |
| خاله (xālá)          | Tante (mütterlicherseits)              |
| ماما (māmā)          | Onkel (mütterlicherseits)              |
| مامي (māmi)          | Ehefrau des Onkels (mütterlicherseits) |
| انا (anā)            | Großmutter                             |
| نیکه (nikə)          | Großvater                              |
| ورنيکه (wər-nikə)    | Urgroßvater                            |
| ترنيکه (tər-nikə)    | Urgroßvater                            |
| ترنه انا (tərnə-anā) | Urgroßmutter                           |
| سرنيکه (sər-nikə)    | Ururgroßvater                          |
| ميره (mirá)          | Stiefmutter                            |
| پلندر (plandár)      | Stiefvater                             |

## Zahlen (عددونه oder اعداد)
Die afghanischen Zahlen werden im Dezimalsystem wiedergegeben und bestehen aus den arabischen Ziffern.

### Grundzahlwörter (اصلي عددونه)
| Grundzahlen: 0 bis 10 |             |                                         |                                         |
| Afghanisch            | Übersetzung | Afghanische Form der arabischen Ziffern | Europäische Form der arabischen Ziffern |
| صفر (sifər)           | null        | ٠                                       | 0                                       |
| يو (yau)              | eins        | ١                                       | 1                                       |
| دوه (dwa)             | zwei        | ٢                                       | 2                                       |
| درې (dre)             | drei        | ٣                                       | 3                                       |
| څلور (calór)          | vier        | ۴ oder ٤                                | 4                                       |
| پنځه (pindzә́)         | fünf        | ۵ oder ٥                                | 5                                       |
| شپږ (špaẓ̌)            | sechs       | ۶ oder ٦                                | 6                                       |
| اووه (ūwә́)            | sieben      | ٧                                       | 7                                       |
| اته (atә́)             | acht        | ٨                                       | 8                                       |
| نه (nəh)              | neun        | ٩                                       | 9                                       |
| لس (las)              | zehn        | ۱۰                                      | 10                                      |

Die Zahlen haben, bis auf „eins“ und im Kandahari-Dialekt auch „zwei“, kein Genus. Die Zahl „eins“ wird zudem als unbestimmter Artikel verwendet und als Teil eines unbestimmten Pronomens verwendet.
| Genus der Zahlen یو „eins“ und دوه „zwei“ |            |       |             |
| Rektus                                    | Obliquus   | Genus | Übersetzung |
| یو (yau)                                  | یوه (yawә́) | m     | ein         |
| یوه (yawá)                                | یوې (yawé) | f     | eine        |
| دوه (dwa)                                 | دوو (dwo)  | m     | zwei        |
| دوې (dwe)                                 | دوو (dwo)  | f     | zwei        |

Für „-zwanzig“ wird ويشت „-wíšt“ verwendet.
| Weitere Grundzahlen    |                  |                                         |                                         |
| Afghanisch             | Übersetzung      | Afghanische Form der arabischen Ziffern | Europäische Form der arabischen Ziffern |
| يوولس (jawólas)        | elf              | ۱۱                                      | 11                                      |
| دو(و)لس (d(w)ólas)     | zwölf            | ۱۲                                      | 12                                      |
| ديارلس (dyā́rlas)       | dreizehn         | ۱۳                                      | 13                                      |
| ديرلس (dyárlas)        | dreizehn         | ۱۳                                      | 13                                      |
| څورلس (cwárlas)        | vierzehn         | ۱۴                                      | 14                                      |
| څوارلس (cwā́rlas)       | vierzehn         | ۱۴                                      | 14                                      |
| پنځه لس (pindzә́las)    | fünfzehn         | ۱۵                                      | 15                                      |
| پنځلس (pindzә́las)      | fünfzehn         | ۱۵                                      | 15                                      |
| شپاړلس (špāṛlas)       | sechzehn         | ۱۶                                      | 16                                      |
| شپاړس (špāṛas)         | sechzehn         | ۱۶                                      | 16                                      |
| اوه لس (owә́las)        | siebzehn         | ۱۷                                      | 17                                      |
| اولس (owlas)           | siebzehn         | ۱۷                                      | 17                                      |
| اته لس (atә́las)        | achtzehn         | ۱۸                                      | 18                                      |
| اتلس (atә́las)          | achtzehn         | ۱۸                                      | 18                                      |
| نولس (núlas)           | neunzehn         | ۱۹                                      | 19                                      |
| نونس (núnas)           | neunzehn         | ۱۹                                      | 19                                      |
| یوویشت (yauwíšt)       | einundzwanzig    | ۲۱                                      | 21                                      |
| دوه ويشت (dwawíšt)     | zweiundzwanzig   | ۲۲                                      | 22                                      |
| درويشت (dәrwíšt)       | dreiundzwanzig   | ۲۳                                      | 23                                      |
| څلېرويشت (calerwíšt)   | vierundzwanzig   | ۲۴                                      | 24                                      |
| پنځه ويشت (pindzәwíšt) | fünfundzwanzig   | ۲۵                                      | 25                                      |
| شپږويشت (špuẓ̌wíšt)     | sechsundzwanzig  | ۲۶                                      | 26                                      |
| اوه ويشت (owәwíšt)     | siebenundzwanzig | ۲۷                                      | 27                                      |
| اته ويشت (atәwíšt)     | achtundzwanzig   | ۲۸                                      | 28                                      |
| نه ويشت (nәhwíšt)      | neunundzwanzig   | ۲۹                                      | 29                                      |
| يودېرش (yau derš)      | einunddreißig    | ۳۱                                      | 31                                      |
| دوڅلوېښت (ducalwéṣ̌t)   | zweiundvierzig   | ۳۲                                      | 42                                      |
| يوپنخوس (yau pindzós)  | einundfünfzig    | ۵۱                                      | 51                                      |
| دوپنخوس (dupindzós)    | zweiundfünfzig   | ۵۲                                      | 52                                      |
| درې پنخوس (drepindzós) | dreiundfünfzig   | ۵۳                                      | 53                                      |

| Grundzahlen: Zehner 10 bis 90 |             |                                         |                                         |
| Afghanisch                    | Übersetzung | Afghanische Form der arabischen Ziffern | Europäische Form der arabischen Ziffern |
| لس (las)                      | zehn        | ۱۰                                      | 10                                      |
| شل (šəl)                      | zwanzig     | ۲۰                                      | 20                                      |
| دېرش (derš)                   | dreißig     | ۳۰                                      | 30                                      |
| څلوېښت (calwéṣ̌t)              | vierzig     | ۴۰                                      | 40                                      |
| پنځوس (pindzós)               | fünfzig     | ۵۰                                      | 50                                      |
| شېپته (špetә́)                 | sechzig     | ۶۰                                      | 60                                      |
| اویا (awyā́)                   | siebzig     | ۷۰                                      | 70                                      |
| اتیا (atyā́)                   | achtzig     | ۸۰                                      | 80                                      |
| نوی (nəwí)                    | neunzig     | ۹۰                                      | 90                                      |

| Grundzahlen: Zehnerpotenzen                    |                           |                                         |                                         |
| Afghanisch                                     | Übersetzung               | Afghanische Form der arabischen Ziffern | Europäische Form der arabischen Ziffern |
| لس (las)                                       | zehn                      | ۱۰                                      | {\displaystyle 10^{1}}                  |
| سل (səl)                                       | hundert                   | ۱۰۰                                     | {\displaystyle 10^{2}}                  |
| زر (zər)                                       | tausend                   | ۱۰۰۰                                    | {\displaystyle 10^{3}}                  |
| لس زره (las zә́ra)                              | zehntausend               | ۱۰۰۰۰                                   | {\displaystyle 10^{4}}                  |
| لک (lak)                                       | hunderttausend            | ۱۰۰۰۰۰                                  | {\displaystyle 10^{5}}                  |
| ملیون (miljón)                                 | Million                   | ۱۰۰۰۰۰۰                                 | {\displaystyle 10^{6}}                  |
| کروړ (k(a)róṛ)                                 | zehn Millionen (=100 Lak) | ۱۰۰۰۰۰۰۰                                | {\displaystyle 10^{7}}                  |
| لس کروړه (las k(a)róṛa) oder زر لکه (zər laka) | hundert Millionen         | ۱۰۰۰۰۰۰۰۰                               | {\displaystyle 10^{8}}                  |
| ملیارد (milyā́rd)                               | Milliarde                 | ۱۰۰۰۰۰۰۰۰۰                              | {\displaystyle 10^{9}}                  |

Ab 200, 2.000, 20.000 usw. wird der Obliquus II verwendet.
| Grundzahlen: Obliquus II  |                  |                                         |                                         |
| Afghanisch                | Übersetzung      | Afghanische Form der arabischen Ziffern | Europäische Form der arabischen Ziffern |
| دوه سوه (dwa sáwa)        | zweihundert      | ۲۰۰                                     | 200                                     |
| درې سوه (dre sáwa)        | dreihundert      | ۳۰۰                                     | 300                                     |
| دوه زره (dwa zә́ra)        | zweitausend      | ۲۰۰۰                                    | 2.000                                   |
| پنځه کروړه (pindzә́ króṛa) | fünfzigmillionen | ۵۰۰۰۰۰۰۰                                | 50.000.000                              |

Anmerkung: Geschrieben wird auf Afghanisch von rechts nach links, doch die Zahlen und auch alle anderen Rechnungen von links nach rechts!

### Ordnungszahlwörter (ترتيبي عددونه)
Die Ordnungszahlen werden aus den Grundzahlen durch das Suffix م (-ә́m) bzw. مه (-ә́ma, feminin), nach Vokalen یم (-yә́m) bzw. یمه (-yә́ma, feminin), gebildet.
Für die Ordnungszahl „der Erste“ bzw. „die Erste“ gibt es viele Varianten.
| Ordnungszahl (Afghanisch) | Übersetzung         |
| ------------------------- | ------------------- |
| لومړی (lumṛáy)            | Der Erste, erster   |
| ړومبی (ṛumbáy)            | Der Erste, erster   |
| اول (awwál)               | Der Erste, erster   |
| دوهم (dwahә́m)             | Der Zweite, zweiter |
| دويم (dwayә́m)             | Der Zweite, zweiter |
| څلورمه (calorә́ma)         | Die Vierte, vierte  |
| پنځم (pindzә́m)            | Der Fünfte, fünfter |
| پنځمه (pindzә́ma)          | Die Fünfte, fünfte  |

### Vervielfältigungszahlwörter
Multiplikativa (=Vervielfältigungszahlwörter) können durch Anhängen bestimmter Suffixe an die Grundzahlen auf vielfältige Weise gebildet werden, wie im Deutschen durch „-fach“ oder „-mal“.
| Afghanisch          | Übersetzung    |
| ------------------- | -------------- |
| واره (wārá)         | -fach, -mal    |
| ځله (dzalá)         | -fach, -mal    |
| ګون (gún)           | -fach, -mal    |
| Beispiele           |                |
| درې واره (dre wara) | dreimal, -fach |
| درې ځله (dre dzalá) | dreimal, -fach |
| درېګون (dregún)     | dreimal, -fach |
| يو وار (yau war)    | einmal, -fach  |
| يو ځل (yau dzál)    | einmal, -fach  |

### Weitere Zahlwörter
Zwischen Substantiv und Grundzahl werden oft bestimmte Zahlwörter eingeschoben.
| Beispiele einiger Zahlwörter |                                |
| Afghanisch                   | Übersetzung                    |
| کس (kas)                     | Person (bei Menschen)          |
| تن (tan)                     | Person (bei Menschen)          |
| سر (sar)                     | Haupt, Kopf (bei Vieh)         |
| دانه (dāná)                  | Stück, Korn (bei Gegenständen) |

### Bruchzahlen
Bruchzahlen (=Rationale Zahlen) sind Werte eines Quotienten zweier ganzer Zahlen a und b, also {\displaystyle {\tfrac {a}{b}}}. Dabei ist a der Zähler und b der Nenner (siehe Bruchrechnung).
| Wörter zur Bildung von Brüchen durch {\displaystyle {\tfrac {Grundzahl}{Grundzahl}}} |                                        |                                    |
| Afghanisch                                                                           | Übersetzung                            |                                    |
| پر (pər)                                                                             | auf                                    |                                    |
| پر (pər) steht zwischen beiden Grundzahlen                                           |                                        |                                    |
| Beispiele                                                                            |                                        |                                    |
| Afghanisch                                                                           | Übersetzung (wörtlich)                 | Mathematische Schreibweise         |
| دوه پر درې (dwa pər dre)                                                             | zwei Drittel (zwei auf drei)           | {\displaystyle {\tfrac {2}{3}}}    |
| څورلس پر اووه (cwárlas pər ūwә́)                                                      | vierzehn Siebtel (vierzehn auf sieben) | {\displaystyle {\tfrac {14}{7}}=2} |
| پنځه پر سل (pindzә́ pər sәl)                                                          | fünf Hundertstel (fünf auf hundert)    | {\displaystyle {\tfrac {5}{100}}}  |

| Wörter zur Bildung von Brüchen durch {\displaystyle {\tfrac {Grundzahl}{Ordnungszahl}}} |                        |                                    |
| Beispiele                                                                               |                        |                                    |
| Afghanisch                                                                              | Übersetzung (wörtlich) | Mathematische Schreibweise         |
| دوه درېیم (dwa dreyә́m)                                                                  | zwei Drittel           | {\displaystyle {\tfrac {2}{3}}}    |
| څورلس اووم (cwárlas ūwә́m)                                                               | vierzehn Siebtel       | {\displaystyle {\tfrac {14}{7}}=2} |
| پنځه سلم (pindzә́ sәlә́m)                                                                 | fünf Hundertstel       | {\displaystyle {\tfrac {5}{100}}}  |

| Wörter zur Bildung von Brüchen mit {\displaystyle {\tfrac {1}{b}}}   |                                |                                  |
| Herkunft                                                             | Afghanisch (Umschrift)         | Übersetzung                      |
| Afghanisches Wort                                                    | برخه (bárxa)                   | Teil, Anteil                     |
| Arabisches Wort                                                      | حصه (hissá)                    | Teil, Anteil                     |
| Ordnungszahlen (f.) können alleine oder vor dem Wort „Anteil“ stehen |                                |                                  |
| Beispiele                                                            |                                |                                  |
| Afghanisch                                                           | Übersetzung                    | Mathematische Schreibweise       |
| پنځمه برخه (pindzә́ma bárxa)                                          | Ein Fünftel; der fünfte Anteil | {\displaystyle {\tfrac {1}{5}}}  |
| پنځمه حصه (pindzә́ma hissá)                                           | Ein Fünftel; der fünfte Anteil | {\displaystyle {\tfrac {1}{5}}}  |
| پنځمه (pindzә́ma)                                                     | Ein Fünftel; der fünfte Anteil | {\displaystyle {\tfrac {1}{5}}}  |
| لسمه برخه (lasә́ma bárxa)                                             | Ein Zehntel; der zehnte Anteil | {\displaystyle {\tfrac {1}{10}}} |

| Substantive für bestimmte Bruchzahlen |                       |
| Afghanisch                            | Übersetzung           |
| نیم (nim)                             | halb, die Hälfte      |
| نیمائی (nima'í; f. und m.)            | die Hälfte, die Mitte |
| پاو (pāo/pāw)                         | das Viertel           |
| ربع (rub')                            | das Viertel           |

### Prozentzahlen
Prozentzahlen („Hundertstelzahlen“) können folgendermaßen gebildet werden:
| Wörter zur Bildung von Prozentzahlen    |                                  |                            |
| Herkunft                                | Afghanisch                       | Übersetzung                |
| Afghanisches Wort                       | په سلو کښی (pә sәlo ki)          | auf Hunderte               |
| Arabisches Wort                         | فی صد (fi-sád)                   | auf Hundert                |
| Grundzahlen stehen vor „auf Hundert/-e“ |                                  |                            |
| Beispiele                               |                                  |                            |
| Afghanisch                              | Übersetzung (wörtlich)           | Mathematische Schreibweise |
| لس په سلو کښی (las pә sәlo ki)          | zehn Prozent (zehn auf Hunderte) | 10 %                       |
| یوولس فی صد (yawólas fi-sád)            | elf Prozent (elf auf Hundert)    | 11 %                       |

### Grundrechenarten
| Grundrechenart     | Afghanisch (Umschrift)                                                             | Übersetzung                                    | Mathematisches Symbol          |
| ------------------ | ---------------------------------------------------------------------------------- | ---------------------------------------------- | ------------------------------ |
| Addition           | جمع (jam')                                                                         | plus                                           | {\displaystyle +}              |
| Addition           | او (au)                                                                            | und (einfache und kindliche Form)              | {\displaystyle +}              |
| Subtraktion        | منفی (manfí)                                                                       | minus                                          | {\displaystyle -}              |
| Multiplikation     | په [...کښی] (pə [...ki])                                                           | mal                                            | {\displaystyle \cdot }         |
| Multiplikation     | ضرب (zarb-i)                                                                       | mal                                            | {\displaystyle \cdot }         |
| Division           | پر (pər)                                                                           | durch                                          | {\displaystyle :}              |
| Gleichheitszeichen | مساوی (musāwí)                                                                     | gleich                                         | {\displaystyle =}              |
| Beispiel           |                                                                                    |                                                |                                |
|                    | Afghanisch                                                                         | Übersetzung                                    | Rechnung                       |
|                    | درې منفی دوه جمع څلور په دوه مساوی نه (dre manfí dwa jam' calór pə dwa musāwí neh) | drei minus zwei plus vier mal zwei gleich neun | {\displaystyle 3-2+4\cdot 2=9} |

## Zeitangaben

### Monatsnamen
Der afghanische Kalender (s. persischer Kalender) verwendet den sog. Hijra-Sonnenkalender, d. h., es ist ein Sonnenkalender mit Beginn der islamischen Zeitrechnung der Hidschra (Auswanderung des Propheten Mohammeds von Mekka nach Medina).
Das Jahr beginnt mit dem Frühlingsanfang نوروز (naurúz) am 20. oder 21. oder 22. März.
Vom gregorianischen Kalender (europäischer Kalender) müssen 621 Jahre, von Januar bis März 622 Jahre, abgezogen werden, um auf die Jahreszahl des afghanischen Kalenders zu kommen. Beispielsweise ist die Jahreszeit Juni 2013 nach Christus in Afghanistan die Jahreszeit 1392 nach Hidschra (im jüdischen Kalender das Jahr 5773).
Die Monatsnamen werden oft nach den arabischen Tierkreiszeichen benannt.
| Der Monat مياشت (myā́št) |                 |            |                        |                                 |
| Afghanisch              | Arabisch        | Tierkreis  | Europäische Monatszeit | Anzahl der Tage                 |
| وری (wray)              | حمل (hamál)     | Widder     | März – April           | 31 Tage                         |
| غویی (ghwajáy)          | ثور (saur)      | Stier      | April – Mai            | 31 Tage                         |
| غبرګولی (ghbargoláy)    | جوزا (jauzā́)    | Zwillinge  | Mai – Juni             | 31 Tage                         |
| چنګاښ (čingā́ṣ̌)          | سرطان (saratā́n) | Krebs      | Juni – Juli            | 31 Tage                         |
| زمری (zmaráy)           | اسد (asád)      | Löwe       | Juli – August          | 31 Tage                         |
| وږی (wáẓ̌ay)             | سنبله (sumbulá) | Jungfrau   | August – September     | 31 Tage                         |
| تله (tәlá)              | میزان (mizā́n)   | Waage      | September – Oktober    | 30 Tage                         |
| لړم (laṛám)             | عقرب (aqráb)    | Skorpion   | Oktober – November     | 30 Tage                         |
| لنده, لینده (lindá)     | قوس (qaus)      | Schütze    | November – Dezember    | 30 Tage                         |
| لندۍ, لیندۍ (lindә́y)    | قوس (qaus)      | Schütze    | November – Dezember    | 30 Tage                         |
| مرغومی (marghúmay)      | جدی (jadí)      | Steinbock  | Dezember – Januar      | 30 Tage                         |
| سلواغه (salwāghá)       | دلو (dawl)      | Wassermann | Januar – Februar       | 30 Tage                         |
| کب (kab)                | حوت (hut)       | Fische     | Februar – März         | 29 Tage (30 Tage im Schaltjahr) |

| Für die europäischen Monatsnamen werden die englischen Monatsnamen umgeschrieben. |             |
| Afghanisch                                                                        | Übersetzung |
| جنوري (jánwari)                                                                   | Januar      |
| فبروري (fábruari)                                                                 | Februar     |
| مارچ (mārč)                                                                       | März        |
| اپریل (apríl)                                                                     | April       |
| مې (me)                                                                           | Mai         |
| می (may)                                                                          | Mai         |
| جون (jun)                                                                         | Juni        |
| جولای (julā́y)                                                                     | Juli        |
| اګست (agә́st, agást)                                                               | August      |
| سپتمبر (siptámbr)                                                                 | September   |
| سپتامبر (siptā́mbr)                                                                | September   |
| اکتوبر (aktóbr)                                                                   | Oktober     |
| نومبر (novámbr)                                                                   | November    |
| دسمبر (disámbr)                                                                   | Dezember    |

### Wochentage
Die Bezeichnungen für die Wochentage entstammen der persischen Sprache.
| Die Wochentage      |                        |             |
| Afghanisch          | Alternative            | Übersetzung |
| هفته (haftá)        | اونۍ (owәnә́y)          | Woche       |
| شنبه (šambá)        | – Khaali               | Samstag     |
| یکشنبه (yakšambá)   | اتبار (itbā́r)          | Sonntag     |
| دوشنبه (dušambá)    | – Gol                  | Montag      |
| سه شنبه (sešambá)   | نهی ورځ (nahí wradz)   | Dienstag    |
| چارشنبه (čā́ršambá)  | - Shoro                | Mittwoch    |
| پنجشنبه (panjšambá) | جمعې شپه (jum'é špá)   | Donnerstag  |
| جمعه (jum'á)        | جمعې ورځ (jum'é wradz) | Freitag     |

جمعه (jum'á), also der Freitag, ist der arbeitsfreie Tag wie der Sonntag in Deutschland und an diesem Tag wird das islamische Freitagsgebet, das sog. صلاة الجمعة salāt al-jumʿa (arabisch) bzw. جمعې (ل)مونځ jum'é (l)mundz (afghanisch) praktiziert.

### Datumsangabe
| Datumsangabe       |                 |                                                |
| Afghanisch         | Übersetzung     | Anmerkung                                      |
| نېټه (neṭá)        | Datum, Zeitraum | Wird zur Angabe des Datums verwendet.          |
| په … کښی (pə...ki) | am...           | کښی (ki) kann auch fehlen.                     |
| کال (kāl)          | Jahr            |                                                |
| سن (san)           | Jahr            | Dieses Wort kommt gelegentlich für „Jahr“ vor. |

| Abkürzungen zur Verdeutlichung verschiedener Kalendersysteme |                             |                            | |
| Afghanisch                                                   | Abkürzung für …             | Kalendersystem             | Stellung im Satz |
| هـ ، ق                                                       | هجری قمری (hijrí-yi qamarí) | Mond-Hidschra              | Alle drei Abkürzungen werden bei Verwendung nach der Jahreszahl geschrieben. Dabei werden diese Abkürzung und die Jahreszahl häufig in runden Klammern geschrieben. |
| هـ ، ش                                                       | هجری شمسی (hijrí-yi šamsí)  | Sonnen-Hidschra            | Alle drei Abkürzungen werden bei Verwendung nach der Jahreszahl geschrieben. Dabei werden diese Abkürzung und die Jahreszahl häufig in runden Klammern geschrieben. |
| ع                                                            | عیسوی (isawí)               | christlich (gregorianisch) | Alle drei Abkürzungen werden bei Verwendung nach der Jahreszahl geschrieben. Dabei werden diese Abkürzung und die Jahreszahl häufig in runden Klammern geschrieben. |

### Uhrzeit
| Angabe der Uhrzeit                      |                            | |
| Afghanisch                              | Übersetzung                | Anmerkung |
| بجه (bajá)                              | Uhr(zeit)                  | |
| ساعت (sā'át)                            | Stunde (Zeitraum)          | |
| دقیقه (daqiqá)                          | Minute                     | |
| ثانیه (sāniyá)                          | Sekunde                    | |
| نیم (nim)                               | halb                       | Maskuline Form                                                                                                   |
| نیمه (níma)                             | halb                       | Feminine Form |
| پاو (pāo, pāu)                          | Viertel                    | |
| څلورمه برخه (calorә́ma barxá)            | Viertel                    | |
| دپاسه (dәpā́sa)                          | nach                       | darauf (wörtlich)                                                                                                |
| باندی (bā́ndi)                           | nach                       | |
| بالا (bālā́)                             | nach                       | über, mehr, höher                                                                                                |
| کم (kam)                                | vor                        | wenig/-er (wörtlich)                                                                                             |
| پر (pәr)                                | um                         | |
| په (pә)                                 | um                         | |
| له … څخه … تېره دی (lә...cxa … téri di) | seit .... sind … vergangen | |
| ته … پاتی دی … (… ta...pā́ti di)         | Bis … sind … übrig         | vor ته (ta) steht die volle Stunde (Obliquus) und nach ته (ta) die Zeit, wie viel zur vollen Stunden übrig sind. |

## Maße und Währungen
| Längenmaß                  |                         |                                         |
| Afghanisch                 | Übersetzung             | Anmerkung                               |
| سانتیمتر (sāntimétr)       | Zentimeter              | Metrische Längenmaße                    |
| متر (metr, mitr)           | Meter                   | Metrische Längenmaße                    |
| میټر (miṭár)               | Meter                   | Metrische Längenmaße                    |
| کیلو متر (kilométr)        | Kilometer               | Metrische Längenmaße                    |
| د جریب ګز (də jaríb gaz)   | 0,74 m                  | Einheimische Längenmaße                 |
| ګز جریب (gaz-i jaríb)      | 0,74 m                  | Einheimische Längenmaße                 |
| د معمار ګز (də mi'mār gaz) | 0,84 m                  | Einheimische Längenmaße                 |
| ګز معمار (gaz-i mi'mār)    | 0,84 m                  | Einheimische Längenmaße                 |
| د شاه ګز (də šāh gaz)      | 1,066 m                 | Einheimische Längenmaße                 |
| ګز شاه (gaz-i šāh)         | 1,066 m                 | Einheimische Längenmaße                 |
| دست (dast)                 | Handlänge               | von Körperteilen abgeleitete Längenmaße |
| وجب (wajáb)                | Handbreit               | von Körperteilen abgeleitete Längenmaße |
| قدم (qadám)                | Schritt                 | von Körperteilen abgeleitete Längenmaße |
| سپک (sәpák)                | ca. 4 Finger breit      | von Körperteilen abgeleitete Längenmaße |
| فرسخ (farsáx)              | eine Wegstunde (6–8 km) | Wegmaß                                  |
| فرسنګ (farsáng)            | eine Wegstunde (6–8 km) | Wegmaß                                  |

| Flächenmaß               |                                                            |                          |
| Afghanisch               | Übersetzung                                                | Anmerkung                |
| مربع متر (murabbá' metr) | Quadratmeter                                               | Metrisches Flächenmaß    |
| جریب (jaríb)             | ca. 20 – 23 Ar (1 Morgen = 2.000 – 2.300 m²)               | Einheimische Flächenmaße |
| طناب (tanā́b)             | ca. 20 – 23 Ar (1 Morgen = 2.000 – 2.300 m²)               | Einheimische Flächenmaße |
| بسوه (biswá)             | {\displaystyle {\tfrac {1}{20}}} jaríb = ca. 1 Ar (100 m²) | Einheimische Flächenmaße |
| قلبه (qulbá)             | ca. 12 Hektar (12.000 m²)                                  | Einheimische Flächenmaße |

| Gewichtsmaß          |                                                |                           |
| Afghanisch           | Übersetzung                                    | Anmerkung                 |
| کیلو ګرام (kilogrā́m) | Kilogramm                                      | Metrisches Gewichtsmaß    |
| ټن (ṭan)             | Tonne                                          | Metrisches Gewichtsmaß    |
| مثقال (misqā́l)       | ca. 4,6 g                                      | Einheimisches Gewichtsmaß |
| پاو (pā́u)            | 441,6 g (ca. ein Pfund)                        | Einheimisches Gewichtsmaß |
| سیر (sir)            | 7,066 kg                                       | Einheimisches Gewichtsmaß |
| چارک (čā́rák)         | 1,767 kg ({\displaystyle {\tfrac {1}{4}}} Sir) | Einheimisches Gewichtsmaß |
| من (man)             | 7,26 kg (in Herat)                             | Einheimisches Gewichtsmaß |
| من (man)             | 32 kg (in Peschawar)                           | Einheimisches Gewichtsmaß |
| من (man)             | 56,5 kg (in Kabul)                             | Einheimisches Gewichtsmaß |
| خروار (xarwā́r)       | ca. 565 kg                                     | Einheimisches Gewichtsmaß |

| Währung         |                                             |
| Afghanisch      | Übersetzung                                 |
| افغنۍ (afghāní) | Afghani                                     |
| پول (pul)       | Puls (100 Puls = 1 Afghani)                 |
| روپۍ (rupә́y)    | Rupie (früher auch die afghanische Währung) |
| لیره (líra)     | Pfund Sterling                              |
| دلار (dalā́r)    | Dollar                                      |
| روبل (rúbәl)    | Rubel                                       |
| مارک (mā́rk)     | Mark                                        |

## Adverbiale Bestimmung
| Adverbiale Bestimmung       |                        |                              |
| Semantische Kategorisierung | Afghanisch             | Übersetzung                  |
| Lokaladverbien              | دلته (dә́lta)           | hier                         |
| Lokaladverbien              | هلته (hálta)           | dort                         |
| Lokaladverbien              | کښته (kṣ̌ә́ta)           | unten                        |
| Lokaladverbien              | پورته (pórta)          | oben, hinauf                 |
| Lokaladverbien              | مخ ته (mǝx ta)         | vorne                        |
| Lokaladverbien              | شاته (šā́ta)            | hinten                       |
| Lokaladverbien              | باندی (bā́ndi)          | darauf                       |
| Lokaladverbien              | لاندی (lā́ndi)          | darunter                     |
| Lokaladverbien              | دننه (dәnә́na)          | innen, drinnen               |
| Lokaladverbien              | د باندی (dәbā́ndi)      | außen, draußen               |
| Lokaladverbien              | لوړ (lwaṛ)             | hoch                         |
| Lokaladverbien              | لری (líri)             | weit, fern                   |
| Lokaladverbien              | لیری (líri)            | weit, fern                   |
| Lokaladverbien              | نژدې (nәẓ̌dé)           | nahe                         |
| Lokaladverbien              | کره (kará)             | zu/nach Hause                |
| Temporaladverbien           | وړمه ورځ (wәṛmә́ wrádz) | vorgestern                   |
| Temporaladverbien           | پرون (parún)           | gestern                      |
| Temporaladverbien           | نن (nәn)               | heute                        |
| Temporaladverbien           | سبا (sabā́)             | morgen                       |
| Temporaladverbien           | بل سبا (bә́l sabā́)      | übermorgen                   |
| Temporaladverbien           | پخوا (pәxwā́)           | früher, zuvor                |
| Temporaladverbien           | اوس (os)               | jetzt                        |
| Temporaladverbien           | پس (pas)               | danach                       |
| Temporaladverbien           | وروسته (wrústa)        | danach                       |
| Temporaladverbien           | سهار (sahā́r)           | morgens (der Morgen)         |
| Temporaladverbien           | څاښت (cāṣ̌t)            | vormittags (der Vormittag)   |
| Temporaladverbien           | ماپښين (māpṣ̌ín)        | mittags (der Mittag)         |
| Temporaladverbien           | مازديګر (māzdigár)     | nachmittags (der Nachmittag) |
| Temporaladverbien           | مازيګر (māzigár)       | nachmittags (der Nachmittag) |
| Temporaladverbien           | ماښام (māṣ̌ā́m)          | abends (der Abend)           |
| Temporaladverbien           | ماخستن (māxustán)      | nachts (die Nacht)           |
| Temporaladverbien           | هر وخت (har waxt)      | jederzeit                    |
| Temporaladverbien           | هیڅکله (hickәla)       | niemals                      |
| Temporaladverbien           | هیڅ وخت (hic waxt)     | niemals                      |
| Modaladverbien              | لا (lā)                | noch                         |
| Modaladverbien              | ډېر (ḍer)              | sehr, viel                   |
| Modaladverbien              | زيات (ziyā́t)           | sehr, viel                   |
| Modaladverbien              | لږ (lә́ẓ̌)               | wenig                        |
| Modaladverbien              | کم (kam)               | wenig                        |
| Modaladverbien              | تل (tәl)               | immer                        |
| Modaladverbien              | بيا (biyā́)             | wieder                       |
| Modaladverbien              | یوازی (yawā́zi)         | nur, allein                  |
| Modaladverbien              | البته (albattá)        | gewiss                       |
| Modaladverbien              | ګوندې (gúnde)          | vielleicht                   |
| Modaladverbien              | شاید (šāyád)           | vielleicht                   |
| Modaladverbien              | دغسی (dághasi)         | derart; so; so ein           |
| Modaladverbien              | هسی (hási)             | wie jene/-r                  |
| Modaladverbien              | ژر (žәr)               | schnell                      |
| Modaladverbien              | ورو (wro)              | langsam                      |
| Modaladverbien              | کرار (karār)           | langsam                      |
| Modaladverbien              | غلط (ghalát)           | falsch                       |
| Modaladverbien              | سم (sam)               | richtig, gerade              |
| Modaladverbien              | ښه (ṣ̌ә)                | gut                          |
| Modaladverbien              | بد (bad)               | schlecht                     |
| Interrogativadverbien       | څنګه (cә́nga)           | wie                          |
| Interrogativadverbien       | چيری (číri)            | wo(hin)                      |
| Interrogativadverbien       | جېرته (čérta)          | wo(hin)                      |
| Interrogativadverbien       | ولی (wáli)             | warum                        |
| Interrogativadverbien       | کله (kә́la)             | wann                         |
| Interrogativadverbien       | څه وخت (cә́ waxt)       | wann                         |
| Interrogativadverbien       | څه مهال (cә́ mahā́l)     | wann                         |
| Interrogativadverbien       | د کمه (dә kә́ma)        | woher                        |

## Elemente anderer Sprachen
Es finden sich im Paschto viele Elemente anderer Sprachen, vor allem arabische und persische Elemente, aber auch Fremdwörter mit europäischem Ursprung. Inzwischen werden die Fremdwörter durch paschtunische Wörter, die durch die „Pashto Tolana“ (پښتو ټولنه) eingeführt wurden, ergänzt.

### Grundlagen arabischer Sprache
Um die Verwendung arabischer Wörter im Paschto zu erleichtern, sollte man die Grundlagen der arabischen Grammatik kennen. Arabische Wörter beinhalten nicht die spezifischen paschtunischen Buchstaben wie z. B. چ (č) und ښ (ṣ̌).
Häufig erkennt man Wörter arabischen Ursprung am Vorkommen von ث (s) ص (s) ض (z) ط (t) ظ (z) ف (') ع (f) ق (q) sowie أ,ؤ und ـة.
Die meisten arabischen Wörter haben ein Grundgerüst aus drei Konsonanten, aus dem durch Anfügen von Affixen und Vokalen Wörter mit verschiedenen Bedeutungen entstehen.
| Beispiel des arabischen Gerüstkonsonanten کتب „schreiben“ und einige Herleitungen |                                  |
| Arabisch                                                                          | Übersetzung                      |
| کتاب (kitā́b)                                                                      | das Buch                         |
| کتابی (kitā́bí)                                                                    | Bücher-, Buch-                   |
| کاتب (kātíb)                                                                      | Schreiber; schreibend            |
| مکتب (maktúb)                                                                     | Ort, an dem man schreibt; Schule |
| مکاتبه (mukātabá)                                                                 | Schriftwechsel                   |

| Bildung verschiedener Wortarten durch Affixe und/oder Vokale an den arabischen Gerüstkonsonanten |                                                                                    |                                |                                     |
| Bildung von...                                                                                   | Affixe und Vokalisierung                                                           | Beispiele                      | Übersetzung                         |
| Partizip des Präsens                                                                             | ـاـ (-ā-i-)                                                                        | حاکم (hākím)                   | herrschend; der Gouverneur          |
| Partizip des Präsens                                                                             | ـاـ (-ā-i-)                                                                        | قاتل (qātíl)                   | mordend; der Mörder                 |
| aktives Partizip des Präsens                                                                     | مـ (mu-) mit Verdoppelung des zweiten Konsonanten (mu-a--í-)                       | معلم (mu'allím)                | lehrend; der Lehrer                 |
| aktives Partizip des Präsens                                                                     | مـ (mu-) mit Verdoppelung des zweiten Konsonanten (mu-a--í-)                       | محصل (muhassíl)                | aufnehmend, studierend; der Student |
| passives Partizip des Präsens                                                                    | مـ (mu-) mit Verdoppelung des zweiten Konsonanten (mu-a--á)                        | مفصل (mufassál)                | eingehend, ausführlich              |
| passives Partizip des Präsens                                                                    | مـ (mu-) mit Verdoppelung des zweiten Konsonanten (mu-a--á)                        | مکمل (mukammál)                | ergänzt, vollständig                |
| Partizip des Präteritums                                                                         | مـ (ma-) und ـوـ (-u-) vor letztem Konsonant                                       | مکتوب (maktúb)                 | geschrieben; Brief                  |
| Partizip des Präteritums                                                                         | مـ (ma-) und ـوـ (-u-) vor letztem Konsonant                                       | معلوم (ma'lúm)                 | bekannt                             |
| Substantiven                                                                                     | تـ (ta-) und ي (-í-) vor letztem Konsonant                                         | تعليم (ta'lím)                 | Unterricht, Bildung                 |
| Substantiven                                                                                     | تـ (ta-) und ي (-í-) vor letztem Konsonant                                         | تصديق (tasdíq)                 | Bestätigung                         |
| Substantiven der Absicht oder des Wollens                                                        | استـ (isti-) und ـاـ (-ā́-) vor dem letzten Konsonant                               | استقلال (istiqlā́l)             | Unabhängigkeit                      |
| Substantiven der Absicht oder des Wollens                                                        | استـ (isti-) und ـاـ (-ā́-) vor dem letzten Konsonant                               | استعمار (isti'mā́r)             | Kolonialismus                       |
| Substantiven der Absicht oder des Wollens mit femininer Endung                                   | استـ (isti-) und ـاـ (-ā́-) vor dem letzten Konsonant; Endung ـه (-á) oder ـت (-át) | استفاده (istifādá)             | Nutzen                              |
| Substantiven der Absicht oder des Wollens mit femininer Endung                                   | استـ (isti-) und ـاـ (-ā́-) vor dem letzten Konsonant; Endung ـه (-á) oder ـت (-át) | استراحت (istirāhát)            | Erholung                            |
| Partizip                                                                                         | مستـ (musta-) = مـ (mu-) + استـ (isti-)                                            | مستقيم (mustaqím)              | direkt                              |
| Partizip                                                                                         | مستـ (musta-) = مـ (mu-) + استـ (isti-)                                            | مستحصل (mustahsál)             | produziert; Produkt                 |
| Arabische Wörter mit afghanischen Hilfsverben bzw. Suffixe als zusammengesetzte Verben           | ـول (awә́l) oder ـېدل (-edә́l)                                                       | تعليم ورکول (ta'lím war-kawә́l) | unterrichten                        |
| Arabische Wörter mit afghanischen Hilfsverben bzw. Suffixe als zusammengesetzte Verben           | ـول (awә́l) oder ـېدل (-edә́l)                                                       | معلومېدل (ma'lumedә́l)          | bekannt werden                      |

Neben den oben erwähnten afghanischen Pluralformen kommen auch arabische Pluralformen vor.
| Wichtige arabische Pluralformen                                            |                    |                                 |                              | |
| Pluralform                                                                 | Beispiel Singular  | Plural                          | Übersetzung des Plurals      | Anmerkung |
| ـين (-ín)                                                                  | محصل (muhassíl)    | محصلين (muhassilín)             | die Studenten                | Bei Maskulinen |
| ـين (-ín)                                                                  | مأمور (ma'mur)     | مأمورين (ma'murín)              | die Beamten                  | Bei Maskulinen |
| ـون (-ún)                                                                  | انقلابی (inqilābi) | انقلابیون (inqilābiyún)         | die Revolutionäre            | Bei substantivierten Adjektiven auf ـی (-i) |
| ـون (-ún)                                                                  | اشتراکی (ištirāki) | اشتراکیون (ištirākiyún)         | die Sozialisten              | Bei substantivierten Adjektiven auf ـی (-i) |
| ـات (-ā́t)                                                                  | انتخاب (intixāb)   | انتخابات (intixābā́t)            | die Wahlen                   | Ersetzt bei femininen Worten arabischer Herkunft das -a(t)                                                                                                  |
| ـات (-ā́t)                                                                  | ولايت (wilāyat)    | ولايات (wilāyā́t)                | die Provinzen                | Ersetzt bei femininen Worten arabischer Herkunft das -a(t)                                                                                                  |
| ـجات (-jā́t)                                                                | مېوه (mewá)        | مېوجات (mewajā́t) (=مېوې (mewe)) | die Früchte, das Obst        | Seltener statt ـات (-ā́t) |
| Gebrochene Pluralformen – Gruppierung von Vokalen um die Gerüstkonsonanten |                    |                                 |                              | |
| Pluralform                                                                 | Beispiel Singular  | Plural                          | Übersetzung des Plurals      | Anmerkung |
| اــاـ (a--ā́-)                                                              | خبر (xabar)        | اخبار (axbā́r)                   | die Nachrichten; die Zeitung | |
| اــاـ (a--ā́-)                                                              | قوم (qaom)         | اقوام (aqwā́m)                   | die Völker                   | |
| اــاـ (a--ā́-)                                                              | اثر (asár)         | آثار (āsā́r)                     | die Werke                    | Beginnt das Wort mit Alif ا (a-), dann wird das Alif lang gesprochen آ (ā-), آــاـ (ā--ā́-)                                                                  |
| اــاـ (a--ā́-)                                                              | ورق (waráq)        | اوراق (aurā́q)                   | die Blätter                  | Beginnt das Wort mit و (w-), dann wird es zum Diphthong او (au-), also اوــاـ (au--ā́-)                                                                      |
| اــاـ (a--ā́-)                                                              | حال (hāl)          | احوال (ahwā́l)                   | die Zustände; das Befinden   | Ist der mittlere Konsonant Alif ا (-ā-), so wird dies zu ـوـ (-w-) vor dem zweiten Alif, also اــواـ (a--wā́-)                                               |
| ـوـ(-u-ú-)                                                                 | علم ('lәm)         | علوم (ulúm)                     | die Wissenschaften           | Das erste u wird nicht geschrieben. |
| ـوـ(-u-ú-)                                                                 | حق (haq)           | حقوق (huqúq)                    | die Rechte                   | Das erste u wird nicht geschrieben. |
| ـا (-u-a-ā́)                                                                | وزير (wazír)       | وزرا (wuzarā́)                   | die Minister                 | Vor allem arabischen Wörter mit ـيـ (-a-í-) und Präsenspartizipien mit ـاـ (-ā-i-). Das u und a von ـا (-u-a-ā́) werden ausgesprochen, aber nicht gesprochen |
| ـا (-u-a-ā́)                                                                | رأيس (ra'is)       | رؤسا (ru'asā́)                   | die Präsidenten              | Vor allem arabischen Wörter mit ـيـ (-a-í-) und Präsenspartizipien mit ـاـ (-ā-i-). Das u und a von ـا (-u-a-ā́) werden ausgesprochen, aber nicht gesprochen |
| ـا (-u-a-ā́)                                                                | عالم ('ālim)       | علما (ulamā́)                    | die (geistlichen) Gelehrten  | Vor allem arabischen Wörter mit ـيـ (-a-í-) und Präsenspartizipien mit ـاـ (-ā-i-). Das u und a von ـا (-u-a-ā́) werden ausgesprochen, aber nicht gesprochen |
| ـائـ(-a-ā'i-)                                                              | وسيله (wasila)     | وسائل (wasā'íl)                 | die Mittel                   | Vor allem feminine Wörter mit der Form ـيـ ـه (-i-a). Statt ئـ ('i-) kann auch يـ stehen.                                                                   |
| ـائـ(-a-ā'i-)                                                              | قبيله (qabila)     | قبائل (qabā'íl)                 | die (Nomaden-)Stämme         | Vor allem feminine Wörter mit der Form ـيـ ـه (-i-a). Statt ئـ ('i-) kann auch يـ stehen.                                                                   |
| Beispiele weiterer seltener Pluralformen                                   | عنصر (anasír)      | عناصر (anāsír)                  | die Elemente                 | |
| Beispiele weiterer seltener Pluralformen                                   | سلطان (saltā́n)     | سلاطين (salātín)                | die Sultane                  | |
| Beispiele weiterer seltener Pluralformen                                   | اسم (asám)         | اسامی (asāmí)                   | die Namen                    | |
| Beispiele weiterer seltener Pluralformen                                   | مطلب (matláb)      | مطالب (matālíb)                 | die Themen, die Probleme     | |

Es gibt viele unregelmäßigen Pluralformen in der arabischen Sprache, die man sich einprägen muss. Häufig wird jedoch die regelmäßige Pluralform der paschtunischen Sprache aus dem arabischen Singular gebildet, z. B. علمان (ālimā́n) „die Gelehrten“, وسلې (wasilé) „die Mittel“, مطلبونه (matlabúna) „die Themen“.
| Weitere arabische Elemente im Paschto |                                                       |                                                                          | |
| Arabisches Element                    | Beispiel                                              | Übersetzung                                                              | Anmerkung |
| ـاً (-án)                              | اساساً (asāsán)                                        | grundsätzlich, prinzipiell                                               | Arabisches Adverbialformans nach Substantiven auf ـة = ـةً (-át)                                                                                         |
| ـاً (-án)                              | حتمن (hatmán)                                         | unbedingt                                                                | Arabisches Adverbialformans nach Substantiven auf ـة = ـةً (-át)                                                                                         |
| الـ (al-)                             | السلام عليکم (as-salā́m alaykúm)                       | Der Friede sei mit euch!                                                 | Ist das bestimmte arabische Artikel. Das ل (l-) wird wie das nachfolgende Konsonant ausgesprochen, wenn es sich um ت ث د ذ ر ز س ش ص ض ط ظ ل ن handelt. |
| الـ (al-)                             | عبدالرؤف (Abd-ur-Ra'úf)                               | (männlicher Eigenname)                                                   | Ist das bestimmte arabische Artikel. Das ل (l-) wird wie das nachfolgende Konsonant ausgesprochen, wenn es sich um ت ث د ذ ر ز س ش ص ض ط ظ ل ن handelt. |
| الـ (al-)                             | الحمدلله (al-hámdu lillā́h)                            | Gott sei Dank!                                                           | Vor den übrigen Konsonanten wird das ل (l-) von ال (al-) ausgesprochen                                                                                  |
| الـ (al-)                             | فلان ابن الفلان (fulā́n ibn-il-fulā́n)                  | der und der                                                              | Vor den übrigen Konsonanten wird das ل (l-) von ال (al-) ausgesprochen                                                                                  |
| الـ (al-)                             | بين المللی (baynu'l milalí)                           | international                                                            | Der Alif ا (a-) von ال (al-) wird vokallos, wenn ein anderer Vokal davor steht.                                                                         |
| الـ (al-)                             | بالاخره (bi'l-āxirá)                                  | schließlich, zu guter Letzt                                              | Der Alif ا (a-) von ال (al-) wird vokallos, wenn ein anderer Vokal davor steht.                                                                         |
| لا (lā) und غير (ghayr)               | لامذهبی (lā-mazhabí)                                  | Atheismus, Gottlosigkeit                                                 | Beide sind die arabischen Negationspartikel |
| لا (lā) und غير (ghayr)               | غيرعادی (ghayr-ādi)                                   | außergewöhnlich                                                          | Beide sind die arabischen Negationspartikel |
| ذو (zu-) oder ذی (zi-)                | ذواليد (zu'l-yád)                                     | befugte, zuständige Person                                               | Bezeichnung von Besitz oder Eigenschaft |
| ذو (zu-) oder ذی (zi-)                | ذی روح (zi-rúh)                                       | belebt                                                                   | Bezeichnung von Besitz oder Eigenschaft |
| ذو (zu-) oder ذی (zi-)                | ذوالقرنين (zu'l-qarnáyn)                              | Alexander von Mazedonien (wörtl: der mit zwei Hörnern; der Zweigehörnte) | Bezeichnung von Besitz oder Eigenschaft |
| الله (-(a)llā́h)                       | بسم الله ارحمان ارحيم (bismi'llā́h ar-rahmā́n ar-rahím) | Im Namen Allahs, des Erbarmers, des Barmherzigen!                        | „Gott“ |
| الله (-(a)llā́h)                       | انشا،الله(inšā'llā́h)                                  | So Gott will; geb’s Gott                                                 | „Gott“ |
| دار (dār(u)-)                         | دارالعلوم (dāru'l-ulúm)                               | Akademie                                                                 | wörtl. „Haus“ |
| دار (dār(u)-)                         | دارالتحرير (dāru't-tahrír)                            | Sekretariat                                                              | wörtl. „Haus“ |

### Persisch und Paschto
Die persische Sprache Dari wird in Afghanistan von einer großen Anzahl von Menschen gesprochen und verstanden.
Da es viele Ähnlichkeiten zwischen den persischen Sprachen und Paschto gibt, wird Paschto (Afghanisch) in der Sprachwissenschaft zum größten Mitglied der südost-iranischen Sprachen gezählt. Viele südost-iranische Sprachen sind bereits ausgestorben und viele dieser Sprachen sind aufgrund der geringen Anzahl von Sprechern vom Aussterben bedroht.
| Beispiele von Wörtern mit gleicher Bedeutung aus beiden Sprachen   |                      |                      |
| Wörter mit unterschiedlicher Aussprache                            |                      |                      |
| Übersetzung                                                        | Dari                 | Afghanisch           |
| Feuer                                                              | آتش (ātáš)           | اور (or)             |
| Wissen                                                             | دانش (dāníš)         | پوهه (pohá)          |
| Herz                                                               | دل (díl)             | زړه (zṛә)            |
| immer                                                              | همېشه (hamešá)       | تل (tәl)             |
| Wörter mit ähnlicher Aussprache (Kognaten)                         |                      |                      |
| Übersetzung                                                        | Dari                 | Afghanisch           |
| Hand                                                               | دست (dast)           | لاس (lās)            |
| zwei                                                               | دو (du)              | دوه (dwa)            |
| Tag                                                                | روز (roz)            | ورځ (wradz)          |
| Ärmel                                                              | استين (astín)        | لستوڼی (lastóṇay)    |
| Schwester                                                          | خواهر (xwār)         | خور (xor)            |
| Wörter aus dem gleichen Ursprung, tlw. unterschiedliche Aussprache |                      |                      |
| Übersetzung                                                        | Dari                 | Afghanisch           |
| Küche                                                              | آشپزخانه (āšpazxana) | آشپزخانه (ašpazxana) |
| Diener                                                             | مزدور (mazdúr)       | مزدور (muzdúr)       |
| Stuhl                                                              | چوکی (čawkí)         | څوکۍ (cawkә́y)        |
| Sirup (Saft)                                                       | شربت (šarbát)        | شربت (šarbát)        |
| Gurke                                                              | بادرنګ (bā́dráng)     | بادرنګ (bā́dráng)     |

| Persische Kompositionsteile |                                 |                       |                           |
| Persische Kompositionsteile | Bedeutung der Kompositionsteile | Beispiel (Afghanisch) | Übersetzung               |
| ـدار (-dār)                 | -habend                         | خبردار (xabardār)     | vorsichtig, Obacht gebend |
| ـدان (-dān)                 | -wissend                        | پښتودان (paṣ̌todān)    | Paschtokenner             |
| ـشناس (-šinā́s)              | -kennend                        | حقوقشناس (huquqšinā́s) | Jurist                    |

Persische Wörter mit Izafet-Verbindungen kommen noch gelegentlich vor. Dazu gehören z. B. das „-i“ oder „-yi“, die Relativpronomen entsprechen und Attribute an das Bezugsnomen binden.
| Wörter mit Izafet-Verbindungen |                       |
| Beispiel                       | Übersetzung           |
| طرز عمل (tarz-i amál)          | Handlungsweise        |
| شورای ملی (šurā́-yi milli)      | Nationalrat           |
| وزير دفاع (wazīr-i difā́)       | Verteidigungsminister |

### Europäische Wörter und Paschto
Die meisten europäischen Wörter in der paschtunischen Sprache stammen aus dem Englischen, seltener aus dem Französischen. Es sind meistens Fremdwörter aus den wissenschaftlichen und technischen Bereich, von bestimmten Gegenständen und internationale Wörter.
| Wörter mit englischem Ursprung        |              |
| Afghanisch                            | Übersetzung  |
| بوټ (buṭ)                             | Schuh        |
| بايسکل (bā́ysikl)                      | Fahrrad      |
| رېل (rel)                             | Eisenbahn    |
| ډاکټر (ḍā́kṭár)                        | Arzt, Doktor |
| فيلالوجی/فيلالوژی (filālojí/filāloží) | Philologie   |
| پاسپورټ (pāspórṭ)                     | Passport     |
| ټيليفون (ṭilifún)                     | Telefon      |
| تيليويزيون (tiliwizyón)               | Fernseher    |

### Paschto Tolana (پښتو ټولنه)
Die Paschto Tolana (پښتو ټولنه) (auch als afghanische Sprachakademie bekannt) hat viele Fremdwörter durch neue Wörter mit paschtunischer Herkunft entwickelt, die sich immer mehr in der afghanischen Bevölkerung etablieren.
| Beispiele neuer afghanischer Wörter |                         |                       |
| Fremdwort                           | Neues afghanisches Wort | Übersetzung           |
| طياره (tayyārá)                     | الوتکه (alwutә́ka)       | Flugzeug              |
| پايتخت (pāytáxt)                    | پلازمېنی (plāzménay)    | Hauptstadt            |
| ادرس (adrә́s)                        | پته (patá, páta)        | Adresse               |
| ترجومه (tarjumá)                    | ژباړه (žbā́ṛa)           | Übersetzung           |
| امضا (imzā́)                         | لاسليک (lāslik)         | Unterschrift          |
| دستخط (dastxát)                     | لاسليک (lāslik)         | Unterschrift          |
| اخبار (axbā́r)                       | ورځپاڼه (wradzpā́ṇa)     | Zeitung               |
| بيوګرافی (biyogrāfí)                | ژوندليک (žwandlík)      | Biografie, Lebenslauf |
| سوانح (sawāníh)                     | ژوندليک (žwandlík)      | Biografie, Lebenslauf |
| Neue Offiziersränge                 |                         |                       |
| -                                   | بريدمن (brídman)        | Leutnant              |
| -                                   | تورن (turán)            | Hauptmann             |
| -                                   | جګرن (jagrә́n)           | Major                 |
| -                                   | سترجنرال (stәr-janrā́l)  | Armeegeneral          |